# Liste der Okerbrücken in Braunschweig

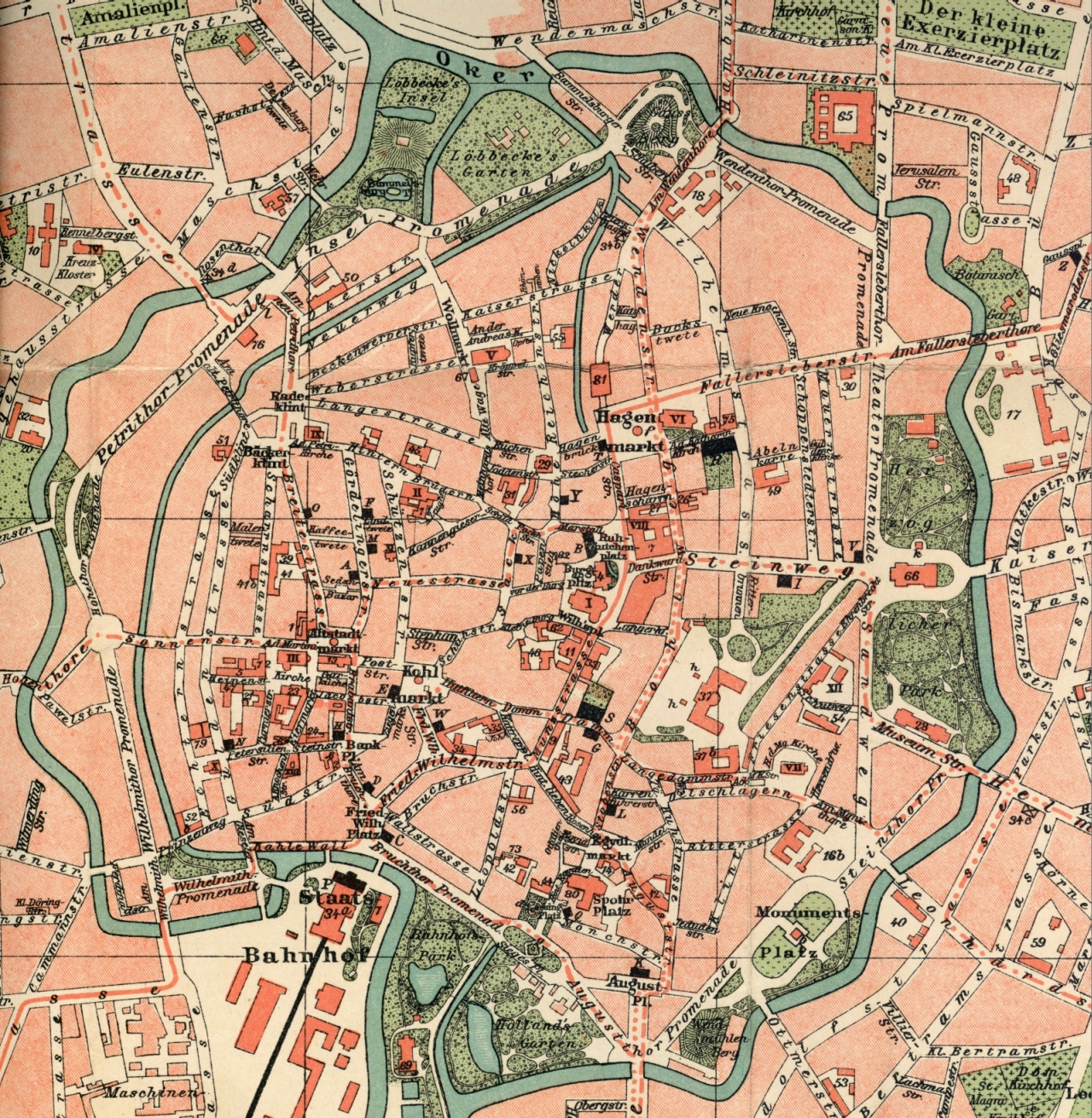
Braunschweigs Innenstadt im Jahre 1899: Gut zu erkennen, der blaue Ring der Oker, die von Süden kommend, die Stadt seit dem Mittelalter und bis heute als „östlicher“ und „westlicher Umflutgraben“ umschließt und im Norden wieder zusammengeführt wird.

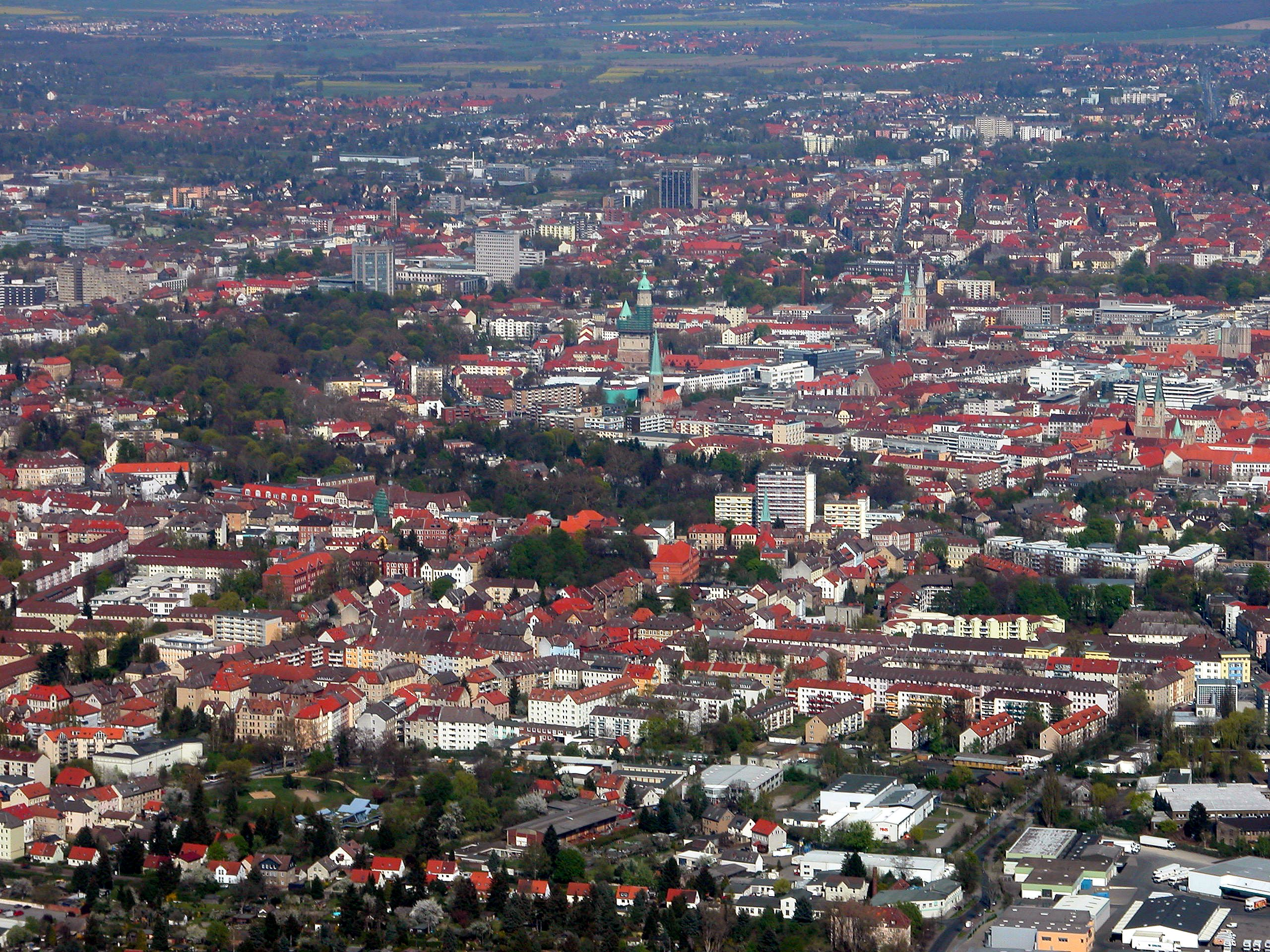
Luftbild von Westen: Im Zentrum ist der bewaldete Okerring zu erkennen.

Die Liste der Okerbrücken in der Stadt Braunschweig enthält eine Aufstellung aller Brücken über die Oker, die die Braunschweiger Innenstadt seit mehreren Jahrhunderten umschließt.

## Geschichte

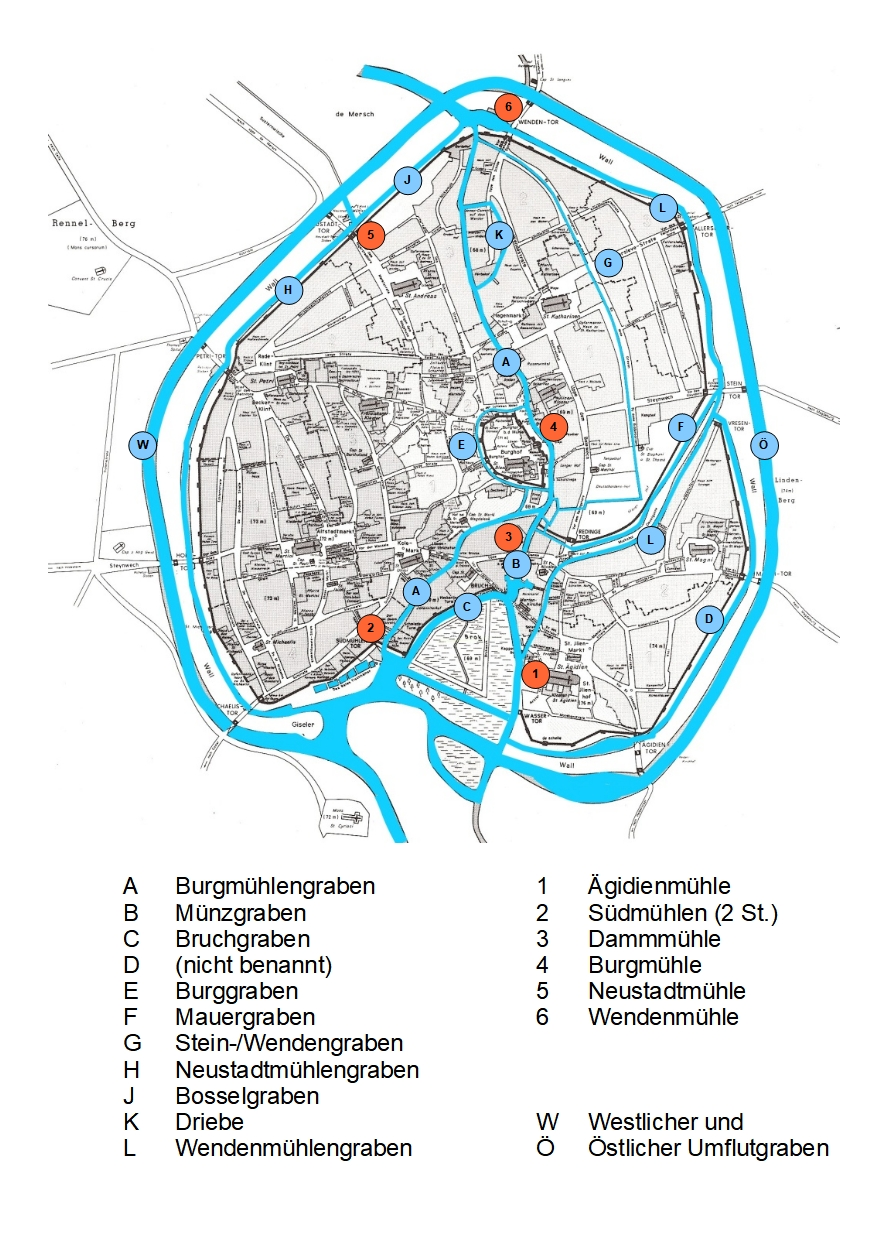
Verlauf der Okerarme im Braunschweiger Stadtgebiet um 1400

Im Frühmittelalter floss die im Harz entspringende Oker in einer 200 bis 500 m breiten Flussaue durch das heutige Stadtgebiet. Der damals bis über Braunschweig hinaus schiffbare Fluss war von großer wirtschaftlicher Bedeutung für die Entwicklung der Stadt während des Mittelalters. So gab es drei Häfen im Stadtgebiet, in denen z. B. Holz und Metalle aus dem Harz umgeschlagen wurden, zum anderen Waren aus dem Norden kommend für den Süden.
Zum Zwecke der Verteidigung Braunschweigs wurde die Oker bereits Mitte des 12. Jahrhunderts mittels Wehr- und Mauergräben um die Stadt herumgeleitet. Um 1400 gab es zwei „Umflutgräben“ mit Wällen, die kontinuierlich bis ca. 1750 zu einer starken Stadtbefestigung ausgebaut wurden. Im Süden der Stadt befand sich das „Eisenbütteler Wehr“, das den Fluss zunächst staute, um ihn anschließend in zwei großen Umflutgräben östlich und westlich um die Stadt herum zu leiten. Im Nordwesten flossen dann beide Okerarme wieder zusammen in Richtung Aller. Eine Anzahl kleinerer Nebenarme durchfloss weiterhin die fünf Weichbilde Braunschweigs: Altewiek, Altstadt, Hagen, Neustadt und Sack. Im Laufe der Jahrhunderte wurde die innerstädtischen Nebenarme nach und nach entweder zugeschüttet oder unterirdisch verlegt, während die beiden Umflutgräben noch heute das Stadtzentrum umfließen.
Aufgrund der Weiterentwicklung von Kriegsführung und Waffentechnik wurden die Verteidigungsanlagen allmählich unwirksam, sodass sie um 1769 aufgegeben wurden. Im ersten Jahrzehnt des 19. Jahrhunderts wurde auf Veranlassung Herzog Karl Wilhelm Ferdinands und nach Plänen des Architekten Peter Joseph Krahe mit der Schleifung der Wallanlagen begonnen und der Wallring, heute ein Ensemble aus Parkanlagen, Promenaden, Plätzen und Wohngebieten, angelegt. 1835 waren diese groß angelegten Umgestaltungsmaßnahmen abgeschlossen. Da die beiden Umflutgräben erhalten geblieben waren, ergab sich die Notwendigkeit, die Anzahl der Brücken über die Oker an die Bevölkerungszahl und das wachsende Verkehrsaufkommen anzupassen. Heute führen 24 Brücken, von der Hauptverkehrsstraße bis zur reinen Fußgängerbrücke, über die Oker.

## Brücken der östlichen Okerumflut
Die Brücken der östlichen Okerumflut vom Eisenbütteler Wehr im Süden der Stadt, flussabwärts:

### Drachenbrücke
- Baujahr: 1962

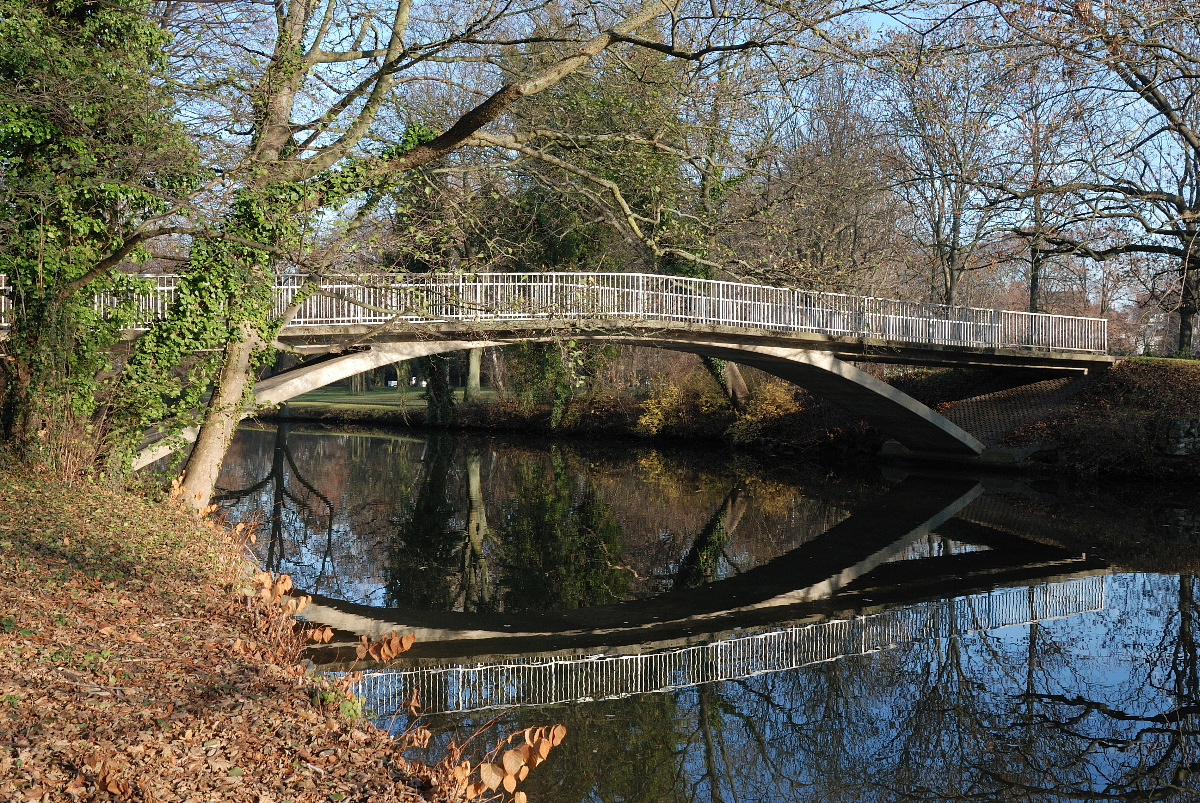
Drachen-Brücke

- Ort: Verbindet den Bürgerpark mit dem Gelände des ehemaligen „Frei-Bi-Ze“. (52° 15′ 8,3″ N, 10° 31′ 28″ O)
- Funktion: Fuß- und Radwegbrücke
- Entwurf:
- Ausführung:
- Konstruktionstyp und Material:
- Besonderheiten:
- Status: in Gebrauch

### Hennebergbrücke
- Baujahr: 2016

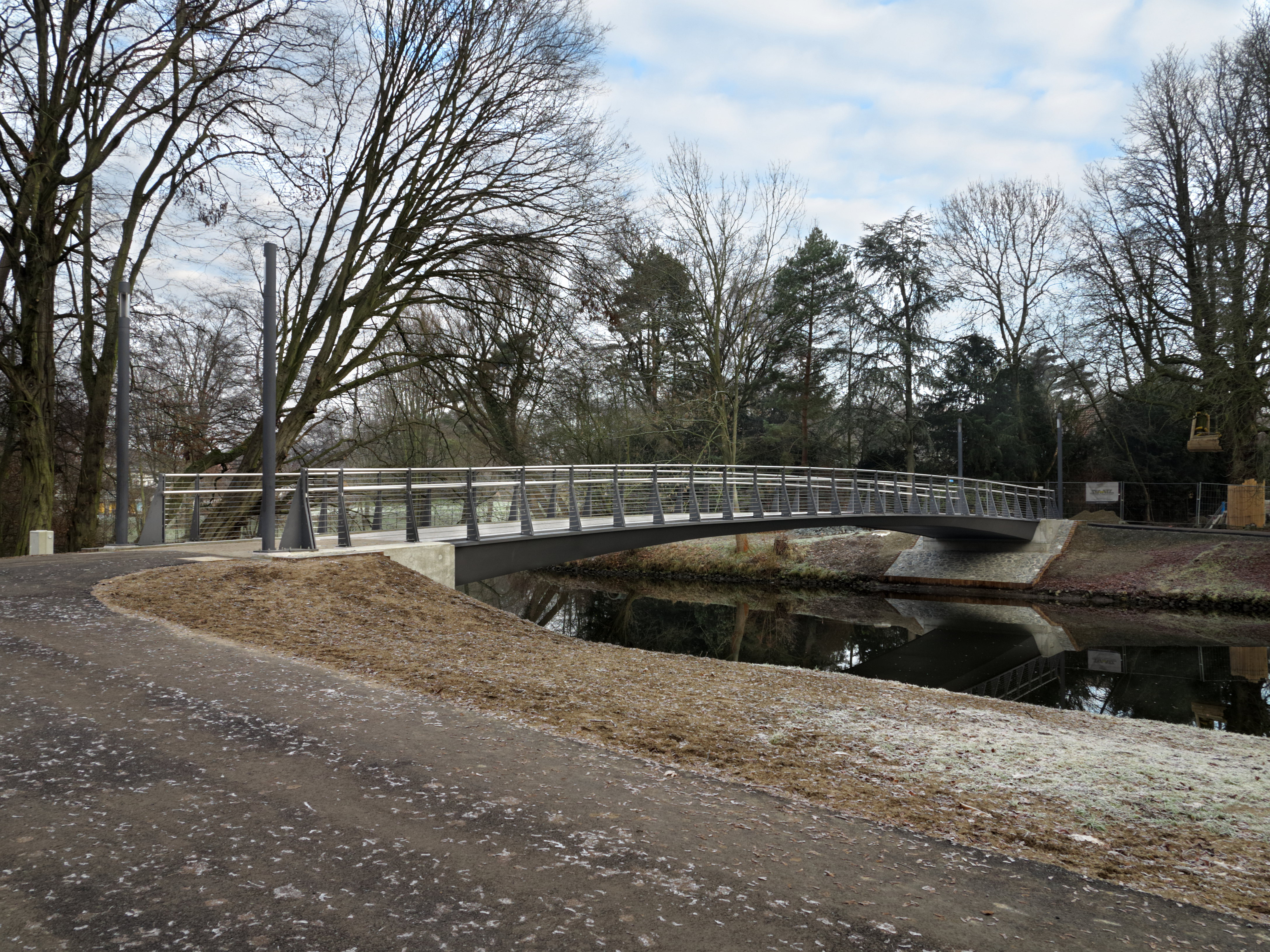
Henneberg-Brücke

- Ort: Verbindet die Straßen „Hennebergstraße“ mit dem Gelände des ehemaligen „Frei-Bi-Ze“ (52° 15′ 19,5″ N, 10° 31′ 23,7″ O)
- Funktion: Fuß- und Radwegbrücke
- Entwurf: EHS Beratende Ingenieure für Bauwesen, Braunschweig
- Ausführung:
- Konstruktionstyp und Material: Stahlkonstruktion mit Betonplatte
- Besonderheiten:
- Status: in Gebrauch

### Augusttorbrücke
- Baujahr: 1958

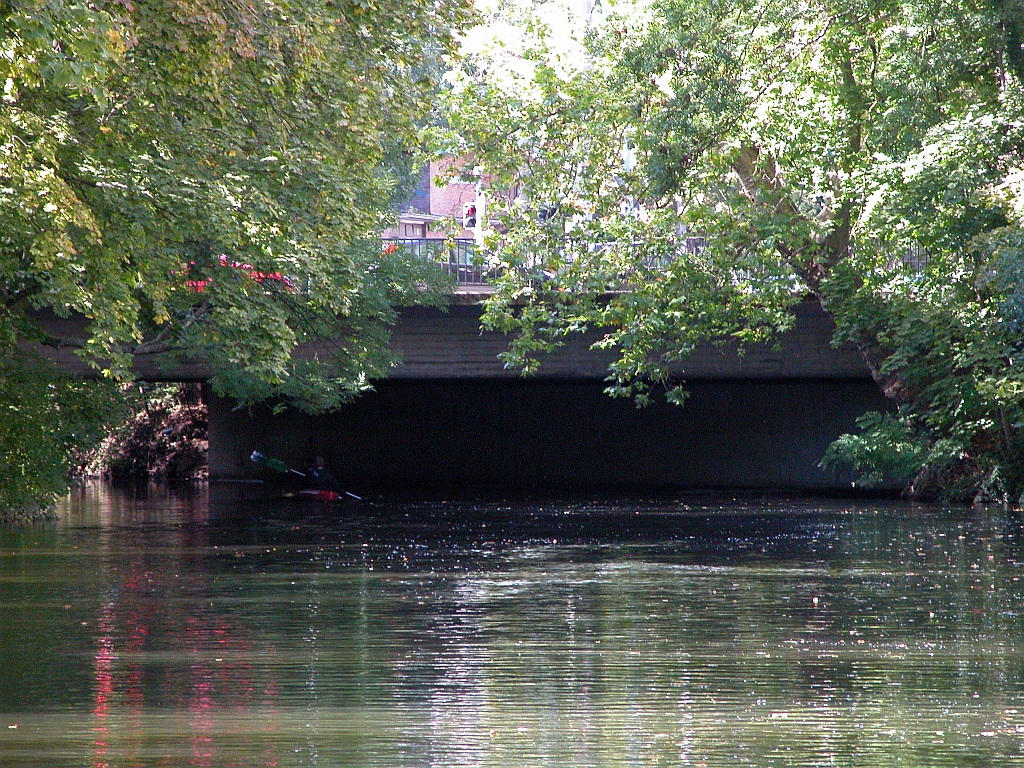
Augusttor-Brücke

- Ort: Verbindet den „John-F.-Kennedy-Platz“ mit der „Wolfenbütteler Straße“ (52° 15′ 25,2″ N, 10° 31′ 39″ O)
- Funktion: Straßenbrücke
- Entwurf:
- Ausführung:
- Konstruktionstyp und Material: Spannbeton-Hohlkastenbrücke
- Besonderheiten:
- Status: in Gebrauch

### Ottmer-Brücke (1884)
- Baujahr: 1884

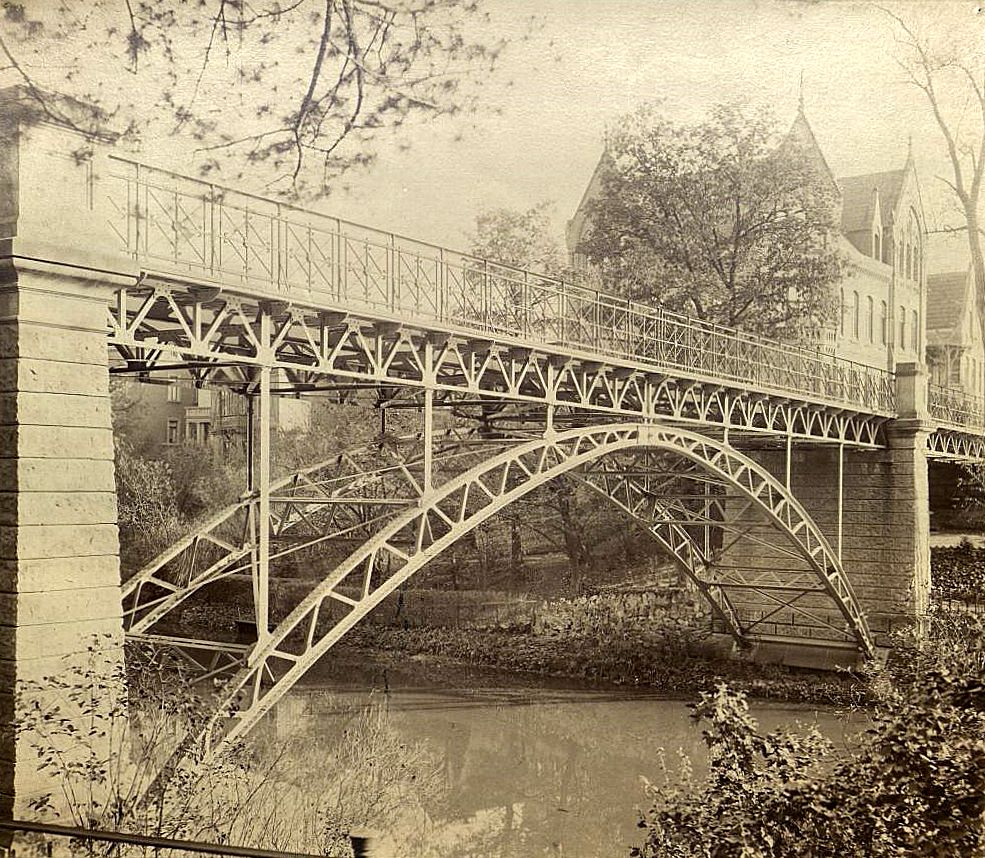
Die Ottmerbrücke vor 1900

- Ort: Verbindung zwischen Monumentplatz (heute Löwenwall) und der alten Ottmerstraße.
- Funktion: Fußgängerbrücke
- Entwurf: Prof. Häfeler
- Ausführung: Dampfkessel- und Gasometerfabrik, Braunschweig
- Konstruktionstyp und Material: Eisen, Fußgängerüberweg aus Holzbohlen
- Besonderheiten: Die nach dem Braunschweigischen Hofbaumeister Carl Theodor Ottmer (1800–1843) benannte Ottmerbrücke von 1884 wurde im Zuge der Umgestaltung Braunschweigs nach dem Zweiten Weltkrieg zusammen mit zahlreichen intakten Wohn- und Geschäftshäusern sowie auch der Ottmer-Schule im Jahre 1959 abgerissen, um der neuen Kurt-Schumacher-Straße zu weichen. Einige Meter entfernt entstand 1959 die neue Ottmerbrücke (s. dort) aus Spannbeton.
- Status: Abbruch im Frühjahr 1959. Der Neubau an der Kurt-Schumacher-Straße wurde 1959 als Spannbeton-Hohlkastenbrücke im Zuge des Bahnhofneubaus errichtet.

### Ottmer-Brücke (1959)
- Baujahr: 1959

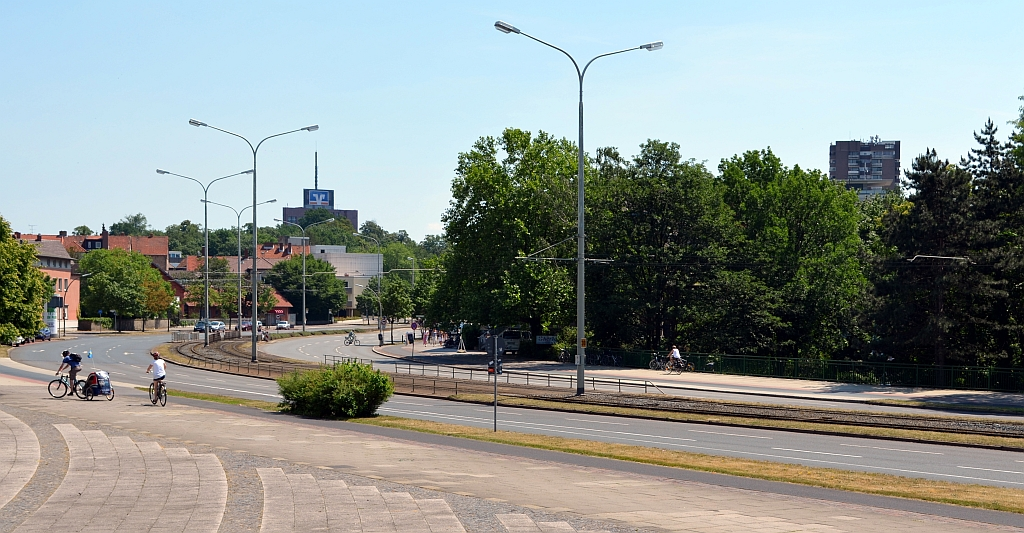
Die Ottmer-Brücke von 1959.

- Ort: Verbindung zwischen „John-F.-Kennedy-Platz“ und „Kurt-Schumacher-Straße“. (52° 15′ 30″ N, 10° 31′ 50″ O)
- Funktion: Straßenbrücke
- Entwurf:
- Ausführung:
- Konstruktionstyp und Material: Spannbeton-Hohlkastenbrücke
- Besonderheiten:
- Status: Die Brücke an der Kurt-Schumacher-Straße wurde im Zuge des Bahnhofneubaus errichtet.

### Leonhard-Brücke
- Baujahr: 1887

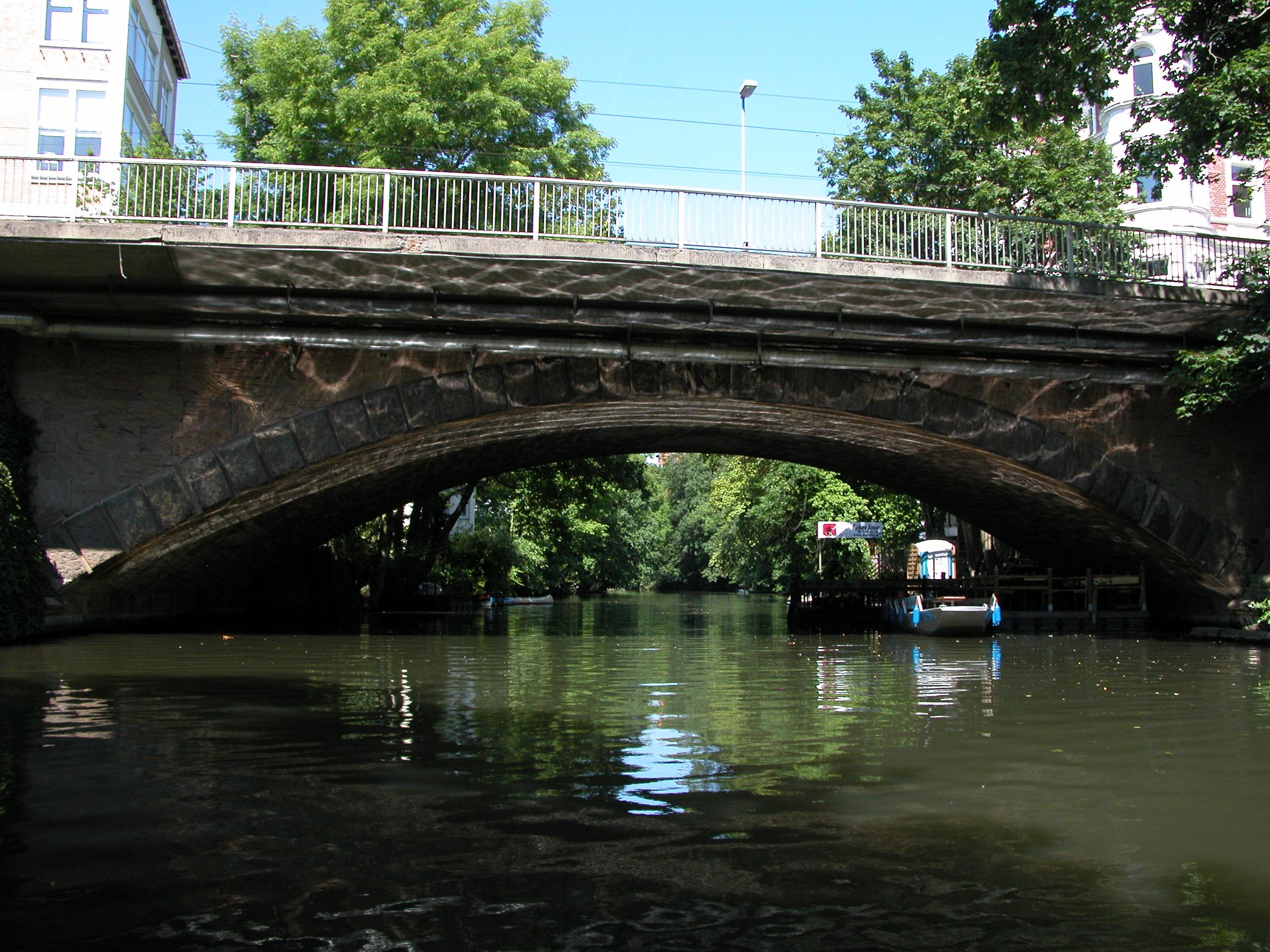
Leonhard-Brücke

- Ort: Verbindung der Straßen „Magnitorwall“ und „Leonhardstraße“. (52° 15′ 40″ N, 10° 32′ 0″ O)
- Funktion: Straßenbrücke
- Entwurf: Gustav Menadier
- Ausführung:
- Konstruktionstyp und Material: Segmentbogenbrücke aus Werksteinquader, Unterbau aus der Erbauungszeit erhalten, Überbau seit 1956 in Beton
- Besonderheiten: denkmalgeschützt
- Status: in Gebrauch

### Steintorbrücke
- Baujahr: 1914–1915

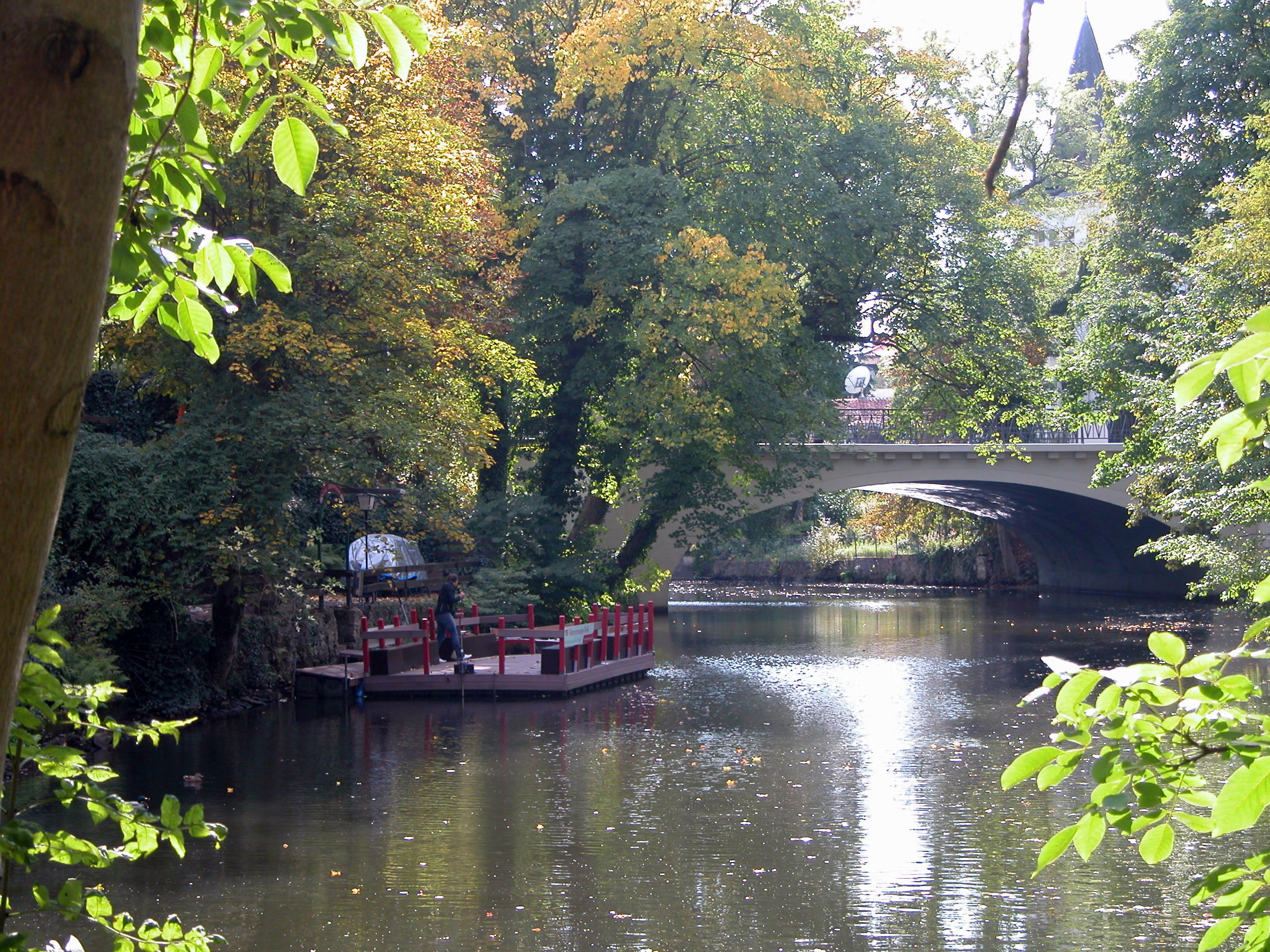
Steintor-Brücke

- Ort: Verbindung der Straßen „Museumstraße“ und „Helmstedter Straße“. (52° 15′ 46,5″ N, 10° 32′ 5″ O)
- Funktion: Straßenbrücke
- Entwurf: Gustav Menadier
- Ausführung:
- Konstruktionstyp und Material: Verputzte Bogenbrücke, Brückenbau mit eisernem Geländer aus der Erbauungszeit
- Besonderheiten: denkmalgeschützt
- Status: in Gebrauch

### Theaterbrücke
- Baujahr: 1888–1889

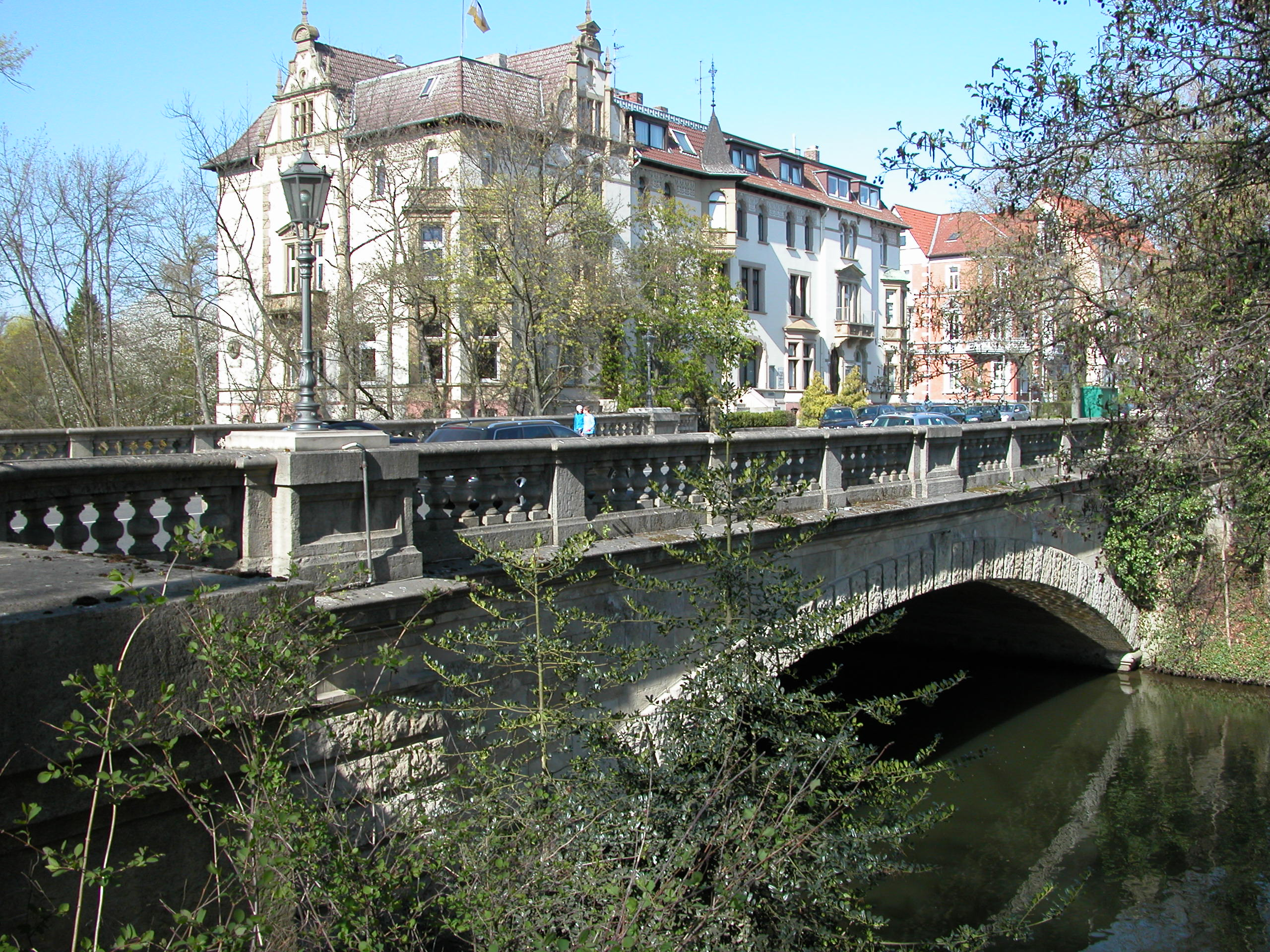
Theaterbrücke

- Ort: Verbindung der Straßen „Am Theater“ und „Jasperallee“ (zur Bauzeit „Kaiser-Wilhelm-Straße“) (52° 15′ 58,5″ N, 10° 32′ 1″ O)
- Funktion: Straßenbrücke
- Entwurf: Ludwig Winter
- Ausführung:
- Konstruktionstyp und Material: Bogenbrücke aus Sandsteinquadern mit Werkstein-Balustraden
- Besonderheiten: Erbaut als „Kaiser-Wilhelm-Brücke“; Skulpturenschmuck (vier Frauenfiguren und vier Löwen) 1902 nach Modellen von Bildhauer Ernst Müller-Braunschweig (im Zweiten Weltkrieg eingeschmolzen); unter Denkmalschutz; Bis 1889 führte östlich des Theaters nur ein schmaler Steg über die Oker, der den Park mit dem herzoglichen Küchengarten auf der anderen Seite des Flusses verband.
- Status: in Gebrauch

### Fallerslebertor-Brücke (1904)
| Fallerslebertor-Brücke · Braunschweig 1899 |

- Baujahr: 1904
- Ort: Verbindung der Straßen „Fallersleber Straße“ und „Humboldtstraße“. (52° 16′ 11,8″ N, 10° 31′ 57″ O)
- Funktion: Straßenbrücke
- Entwurf: Prof. Max Möller
- Ausführung: Drenckhahn & Sudhop
- Konstruktionstyp und Material: Erbaut in Hängegurtträgerbauweise, Landpfeiler aus Werksteinquader
- Besonderheiten: Baudenkmal. Bei der Fallerslebertor-Brücke kam eine neuartige, um die Jahrhundertwende entwickelte Stahlbetonplattenbalken-Konstruktion zur Anwendung
- Status: Wegen Schäden an der Bausubstanz wurde 2006 eine Begrenzung der zulässigen Belastung auf 7,5 t angeordnet. Eine umfassende Sanierung der denkmalgeschützten Brücke wurde erwogen aber zugunsten eines Neubaus verworfen. Im Juli 2009 begann der Brückenneubau, zusammen mit weitergehenden Sanierungsarbeiten des gesamten Straßenzugs. Am 10. November 2011 wurde der Brückenneubau für den Verkehr freigegeben.

### Fallerslebertor-Brücke (2011)
- Baujahr: 2009–2011

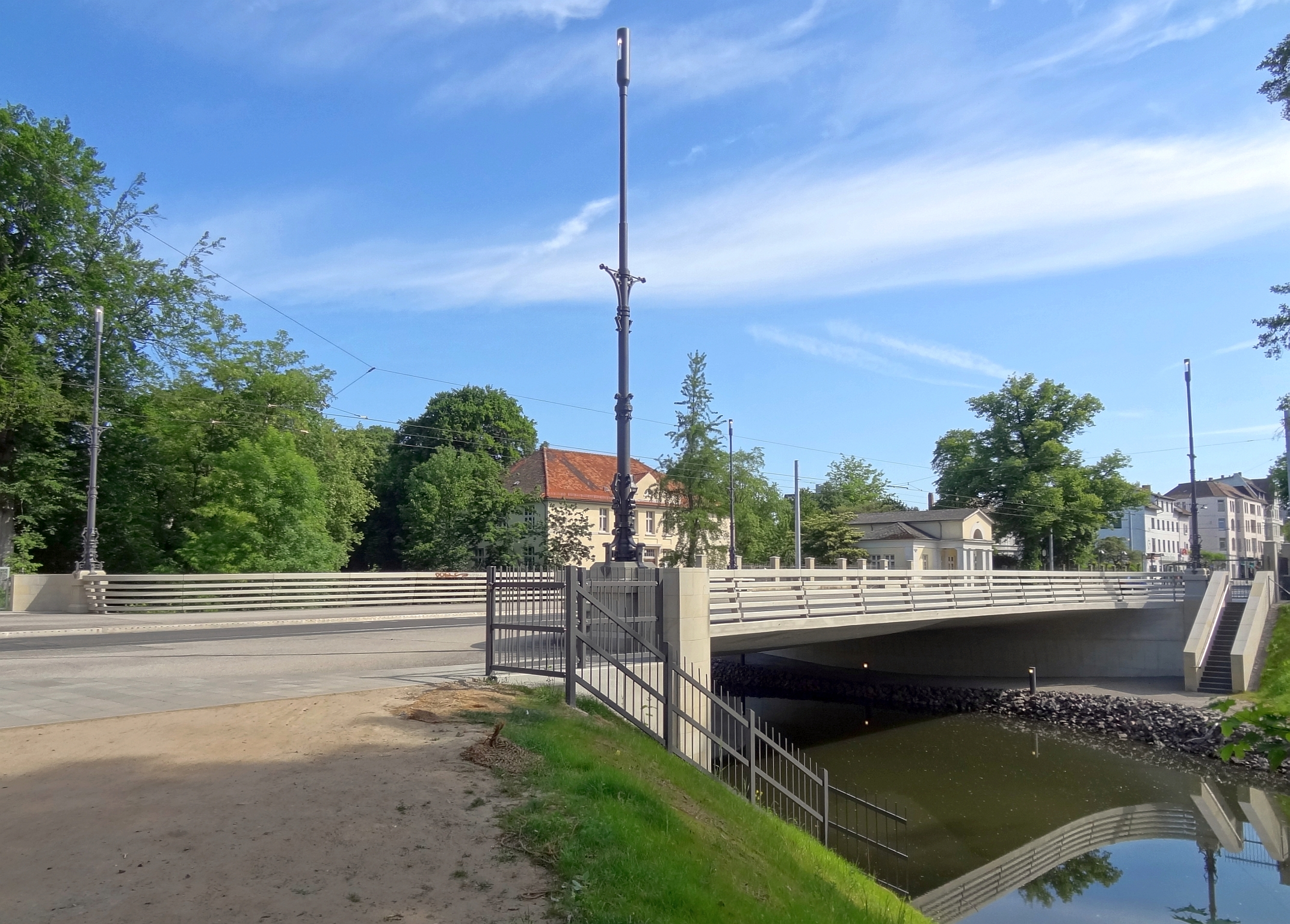
Fallerslebertor-Brücke von 2011

- Ort: Verbindung der Straßen „Fallersleber Straße“ und „Humboldtstraße“. (52° 16′ 11,8″ N, 10° 31′ 57″ O)
- Funktion: Straßenbrücke
- Entwurf: Jürgen Hillmer und Timo Heise im Architekturbüro Gerkan, Marg und Partner
- Ausführung:
- Konstruktionstyp und Material:
- Besonderheiten: Gegenüber dem Vorgängerbau wurde die Spannweite deutlich, auf nun 34 m erhöht. Dadurch ist die Möglichkeit gegeben, beidseits der Okerumflut Uferwege unter der Brücke hindurchzuführen. Gleichzeitig ist die Durchflusskapazität bei Hochwasser erhöht.
- Status: Nach langwierigen Bauarbeiten mit erheblichen Verzögerungen wurde die Brücke schließlich am 10. November 2011 für den Verkehr freigegeben.

### Okerbrücke Pockelsstraße

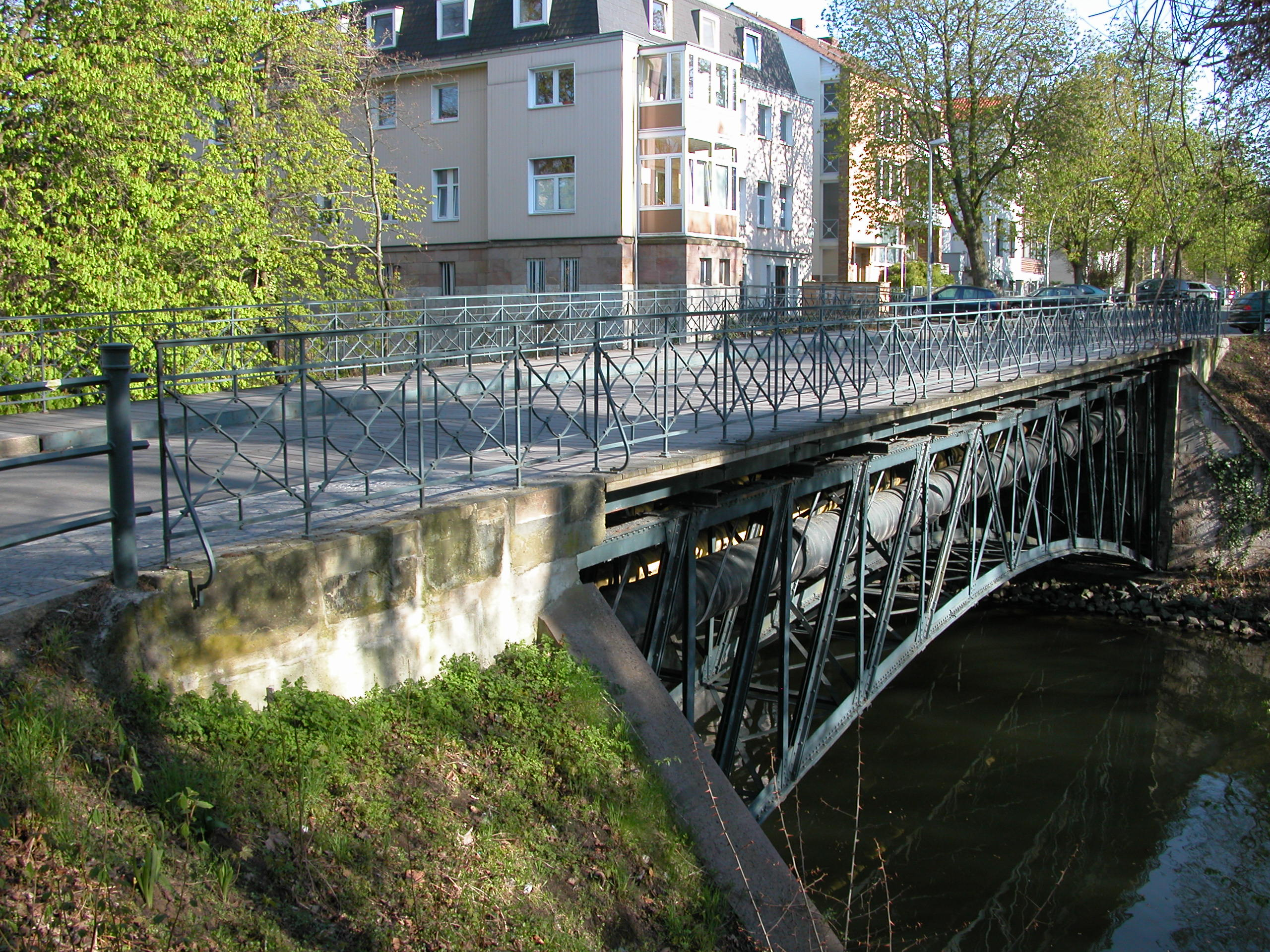
Brücke Pockelsstraße

- Baujahr: 1871 als „Hochschulbrücke“[3]
- Ort: Verbindung der Straßen „Fallerleber-Tor-Wall“ und „Pockelsstraße“. (52° 16′ 18,5″ N, 10° 31′ 45,5″ O)
- Funktion: Straßenbrücke, für Kraftfahrzeuge gesperrt
- Entwurf: 1871 Constantin Uhde
- Ausführung:
- Konstruktionstyp und Material: Eiserne Bogenbrücke in genieteter Fachwerkkonstruktion, Landpfeiler in Quadermauerwerk, originales Eisengeländer mit spätklassizistischen Schmuckformen, Fahrbahn aus Holzbohlen
- Besonderheiten: Die Brücke ist Beleg für die erste Stadterweiterung Braunschweigs über die Umflutgräben hinaus und die älteste erhaltene Brücke im Promenadenbereich, Sanierung 1998/99
- Status: denkmalgeschützt, in Gebrauch

### Wendentorbrücke
- Baujahr: 1933

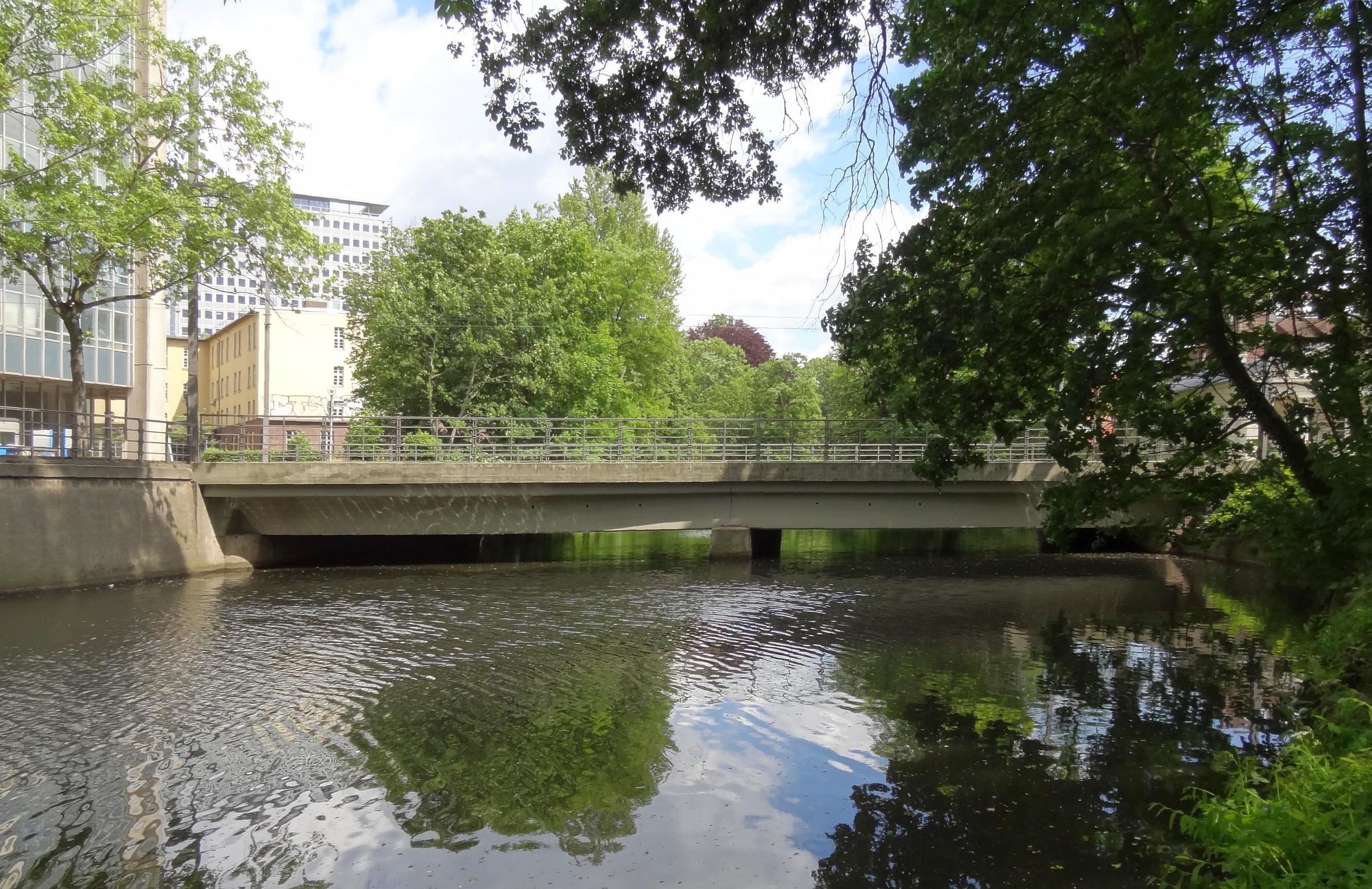
Wendentor-Brücke

- Ort: Verbindung der Straßen „Am Wendentor“ und „Mühlenpfordtstraße“. (52° 16′ 21,5″ N, 10° 31′ 29″ O)
- Funktion: Straßenbrücke
- Entwurf:
- Ausführung:
- Konstruktionstyp und Material: Zweifeldrige Plattenbalkenkonstruktion, Gründung auf Holzpfählen, Widerlager und Pfeiler aus Beton
- Besonderheiten:
- Status: in Gebrauch

### Gauß-Brücke
- Baujahr: 1902

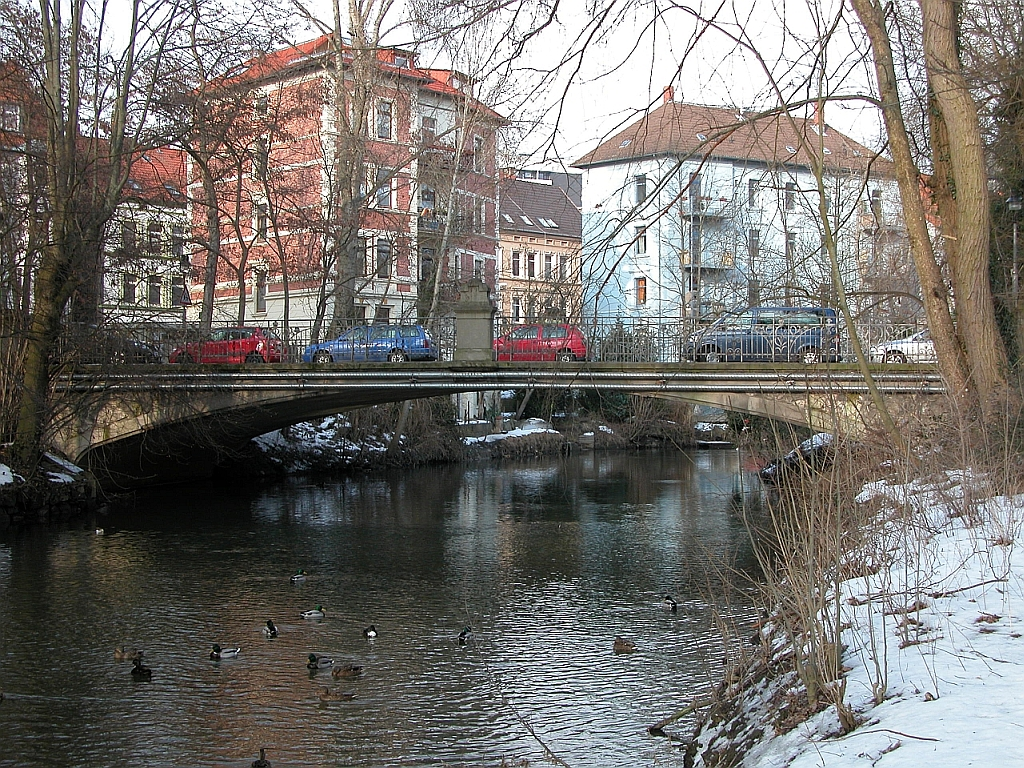
Gauß-Brücke

- Ort: Verbindung der Straßen „Bammelsburger Straße“ und „Huttenstraße“. (52° 16′ 22,8″ N, 10° 31′ 11,8″ O)
- Funktion: Straßenbrücke
- Entwurf:
- Ausführung: Drenckhahn & Sudhop
- Konstruktionstyp und Material: Sandsteinbogenbrücke mit gusseisernen Geländern
- Besonderheiten: An gleicher Stelle befand sich seit 1891 eine hölzerne Fußgängerbrücke, die 1901/02 durch eine massive und für Fuhrwerke befahrbare Brücke ersetzt wurde.[4]
- Status: denkmalgeschützt, in Gebrauch

## Brücken der westlichen Okerumflut
Die Brücken der westlichen Okerumflut vom Eisenbütteler Wehr im Süden der Stadt, flussabwärts:

### Bandungbrücke
- Baujahr: 1949

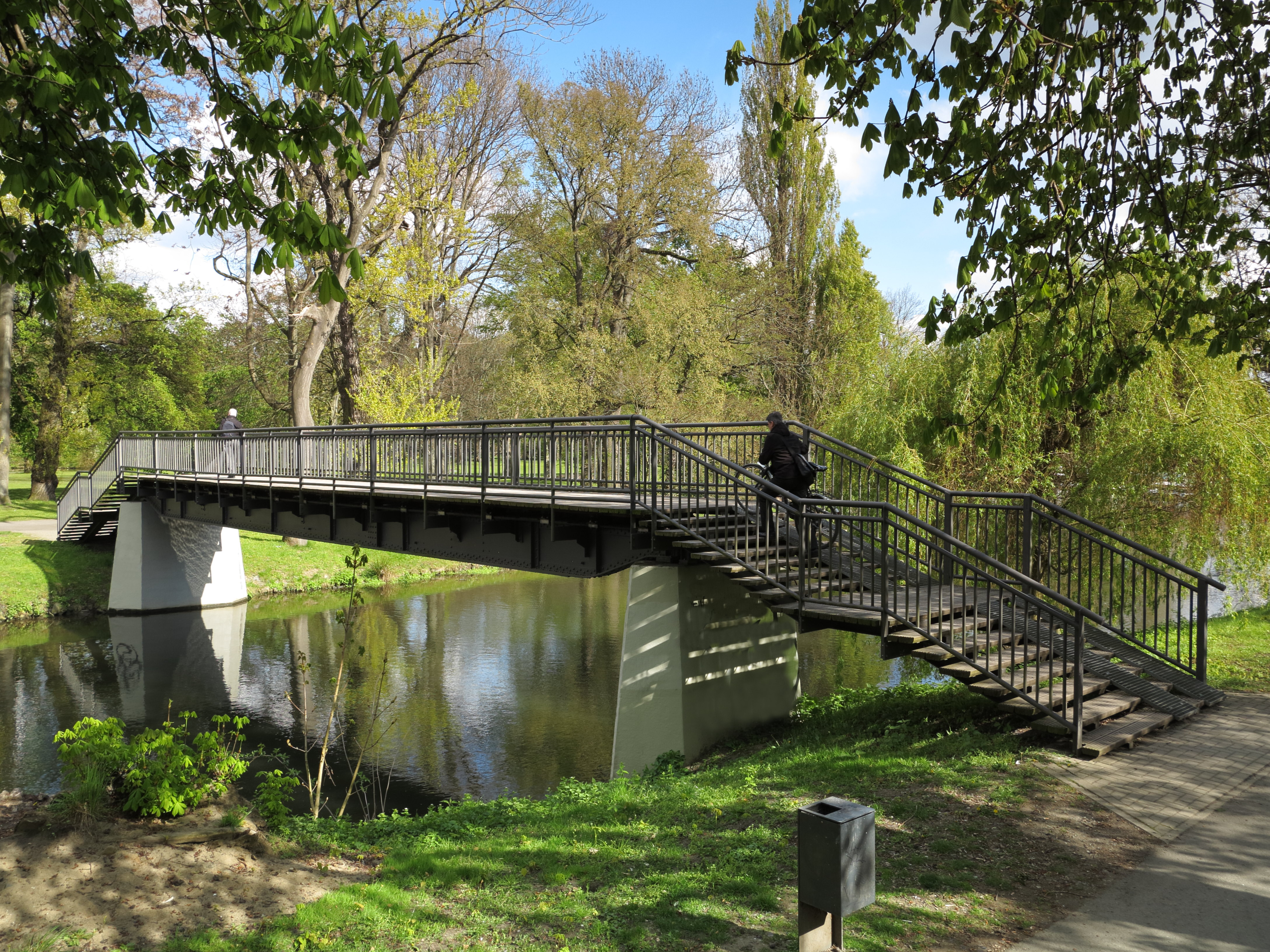
Bandungbrücke

- Ort: Verbindet den Bürgerpark mit der „Theodor-Heuss-Straße“. (52° 15′ 12″ N, 10° 31′ 13″ O)
- Funktion: Fuß- und Radwegbrücke
- Entwurf:
- Ausführung:
- Konstruktionstyp und Material: Widerlager aus Beton, Überbau aus genieteten Stahlträgern mit Holzbohlenbelag
- Besonderheiten: Vormals Okerbrücke Werkstättenweg, Umbenennung 2020 in Bandungbrücke[5]
- Status: in Gebrauch

### Soussebrücke
- Baujahr: 1979

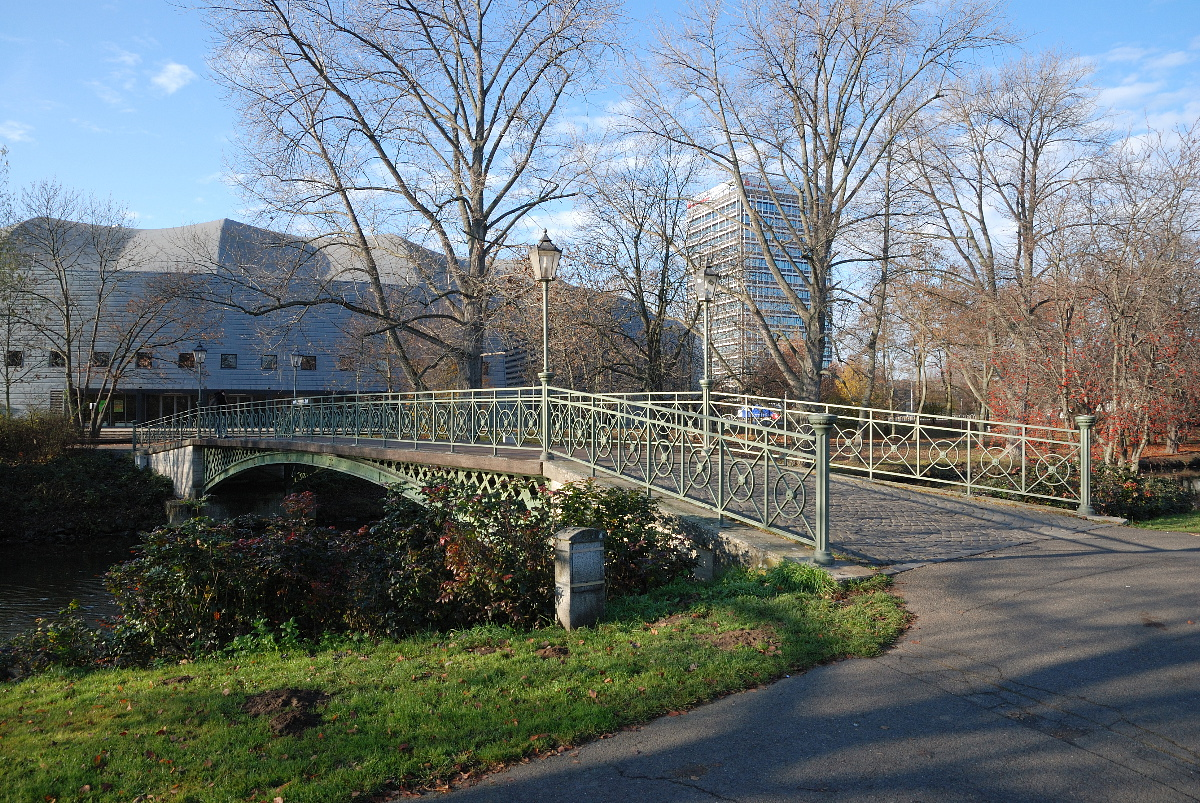
Soussebrücke

- Ort: Verbindet das Gelände des ehemaligen „Frei-Bi-Ze“ (Freizeit- und Bildungszentrum Bürgerpark) mit der Volkswagen Halle. (52° 15′ 25,8″ N, 10° 31′ 13,7″ O)
- Funktion: Fuß- und Radwegbrücke
- Entwurf:
- Ausführung:
- Konstruktionstyp und Material: Gitterträger von 1890, Stahlbetonplatte, Eisengeländer von 1890
- Besonderheiten: Am 20. Mai 2009 beschloss der Verwaltungsausschuss der Stadt Braunschweig die Benennung der Soussebrücke.[6][7]
- Status: in Gebrauch

### Konrad-Adenauer-Brücke
- Baujahr: 1977

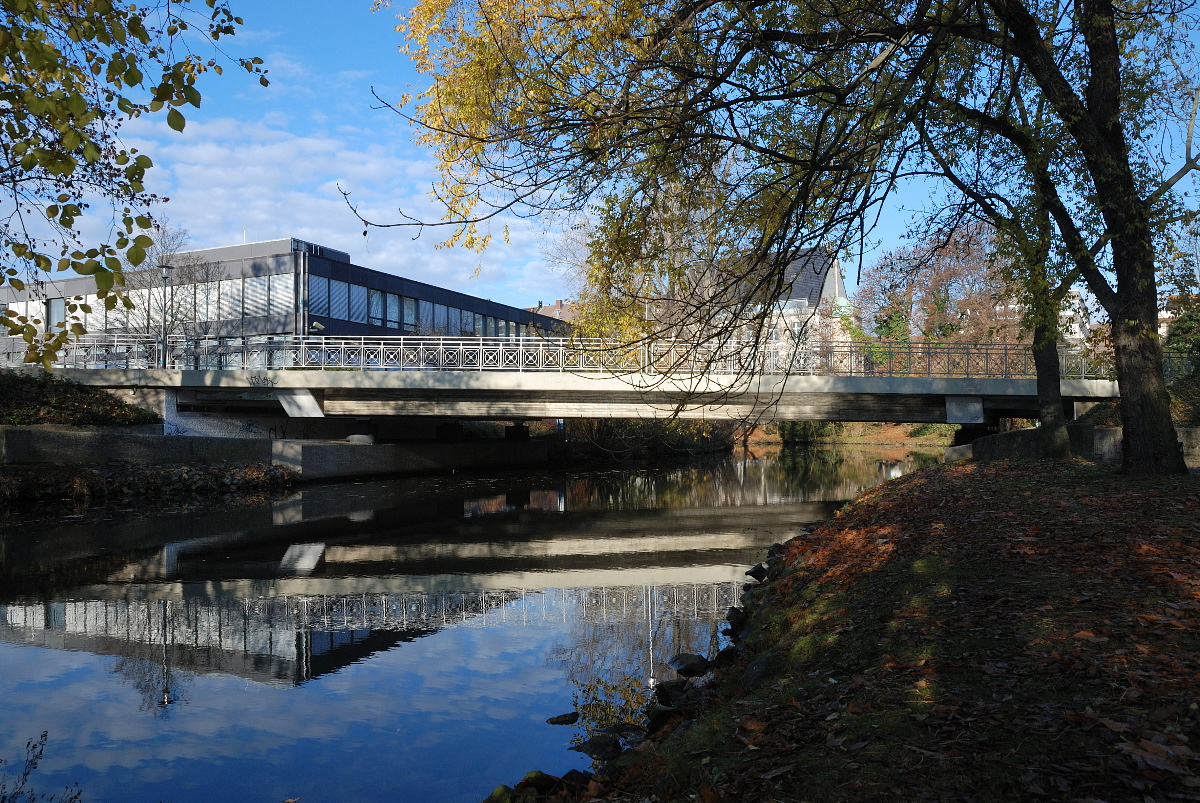
Konrad-Adenauer-Brücke

- Ort: Abschnitt der „Konrad-Adenauer-Straße“. (52° 15′ 30,5″ N, 10° 31′ 14,5″ O)
- Funktion: Straßenbrücke
- Entwurf:
- Ausführung:
- Konstruktionstyp und Material: Spannbetonplattenbalkenbrücke
- Besonderheiten:
- Status: in Gebrauch

### Okerbrücken am Alten Bahnhof
- Baujahr: 1843

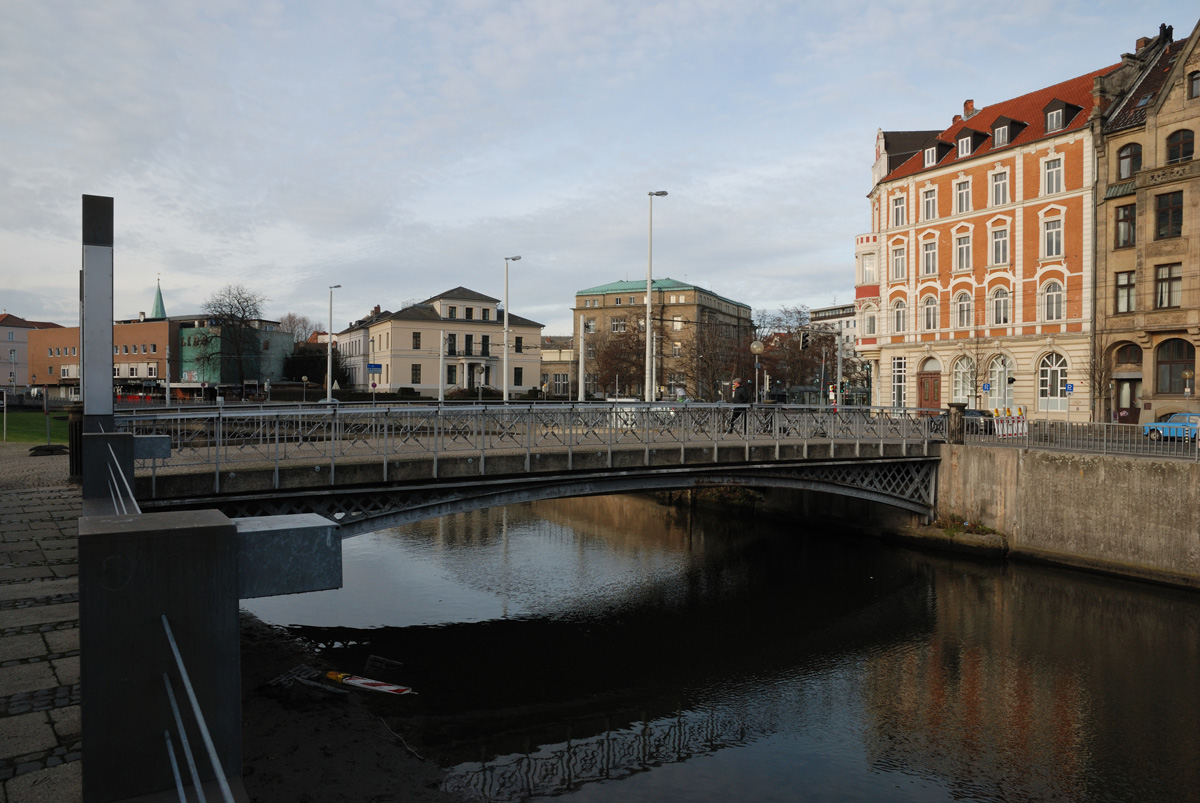
Östliche Brücke am Alten Bahnhof

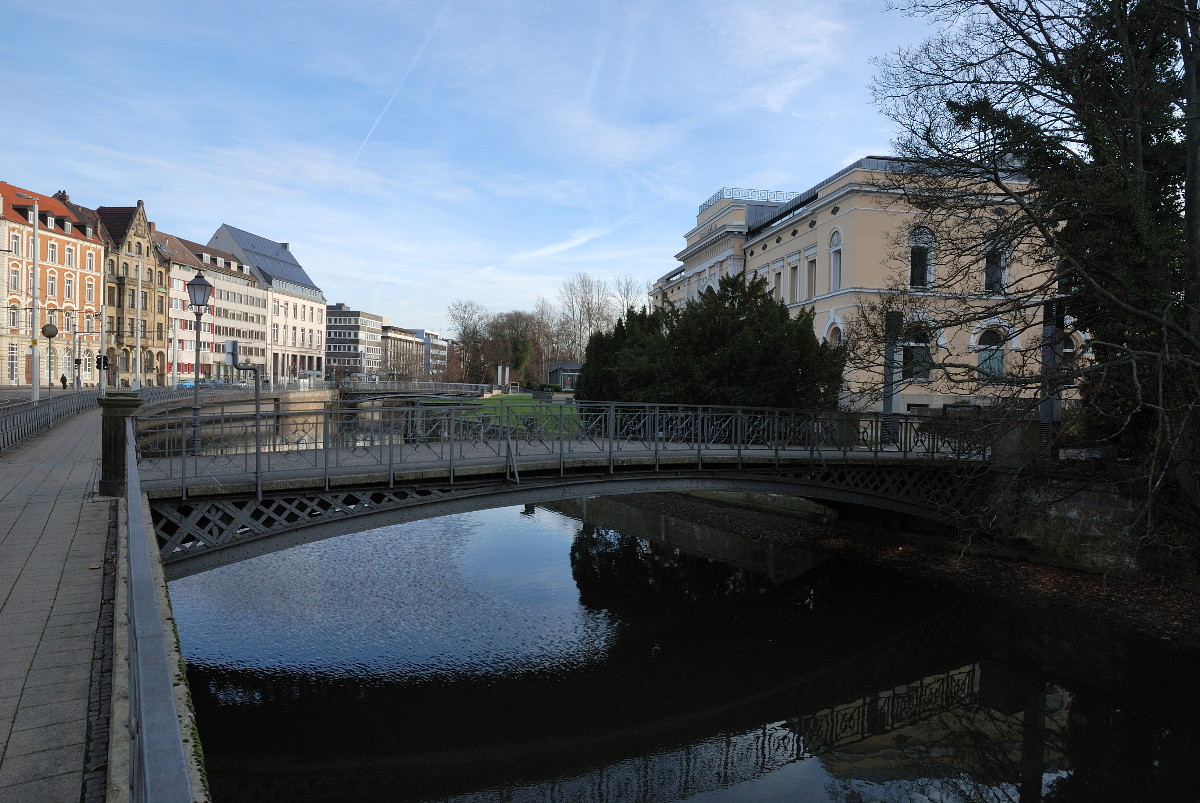
Westliche Brücke am Alten Bahnhof

- Ort: Verbindet die Straßen Kalenwall und „Bruchtorwall“ mit dem Alten Bahnhof (heute Braunschweigische Landessparkasse). (52° 15′ 33,5″ N, 10° 31′ 11,3″ O und 52° 15′ 33,9″ N, 10° 31′ 6,2″ O)
- Funktion: Fuß- und Radwegbrücke
- Entwurf:
- Ausführung:
- Konstruktionstyp und Material: Stahlbetonplatte von 1978
- Besonderheiten: Zwei Brücken mit Gitterträger. Die östliche, breitere Straßenbrücke diente als Zufahrt zum Bahnhof, über die auch eine Straßenbahnlinie führte, während die westliche als zusätzliche Fußgängerbrücke den Bahnhofsvorplatz mit dem Kalenwall verband
- Status: in Gebrauch

### Europaplatzbrücke
- Baujahr: 1978

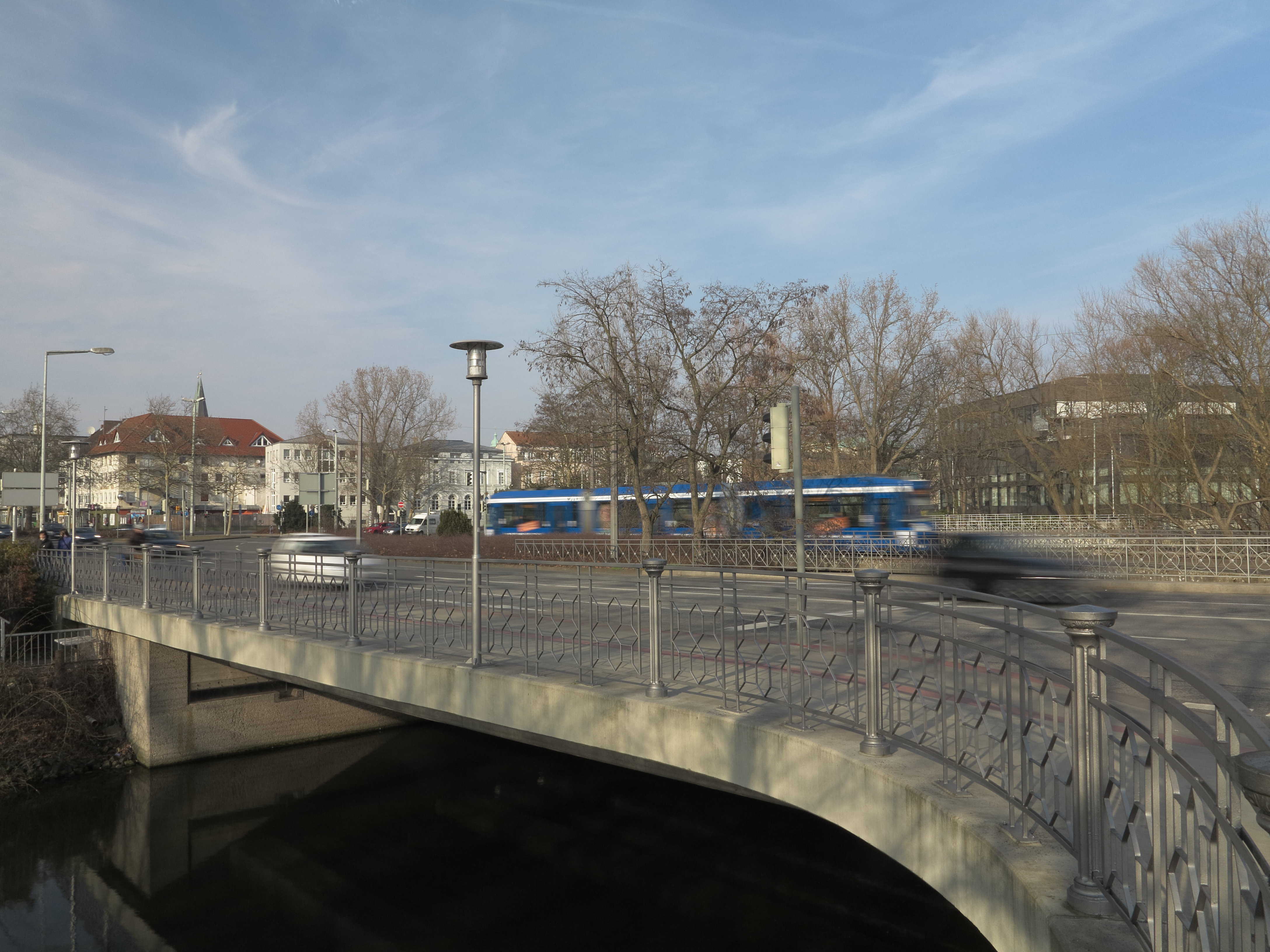
Westbrücke am Europaplatz

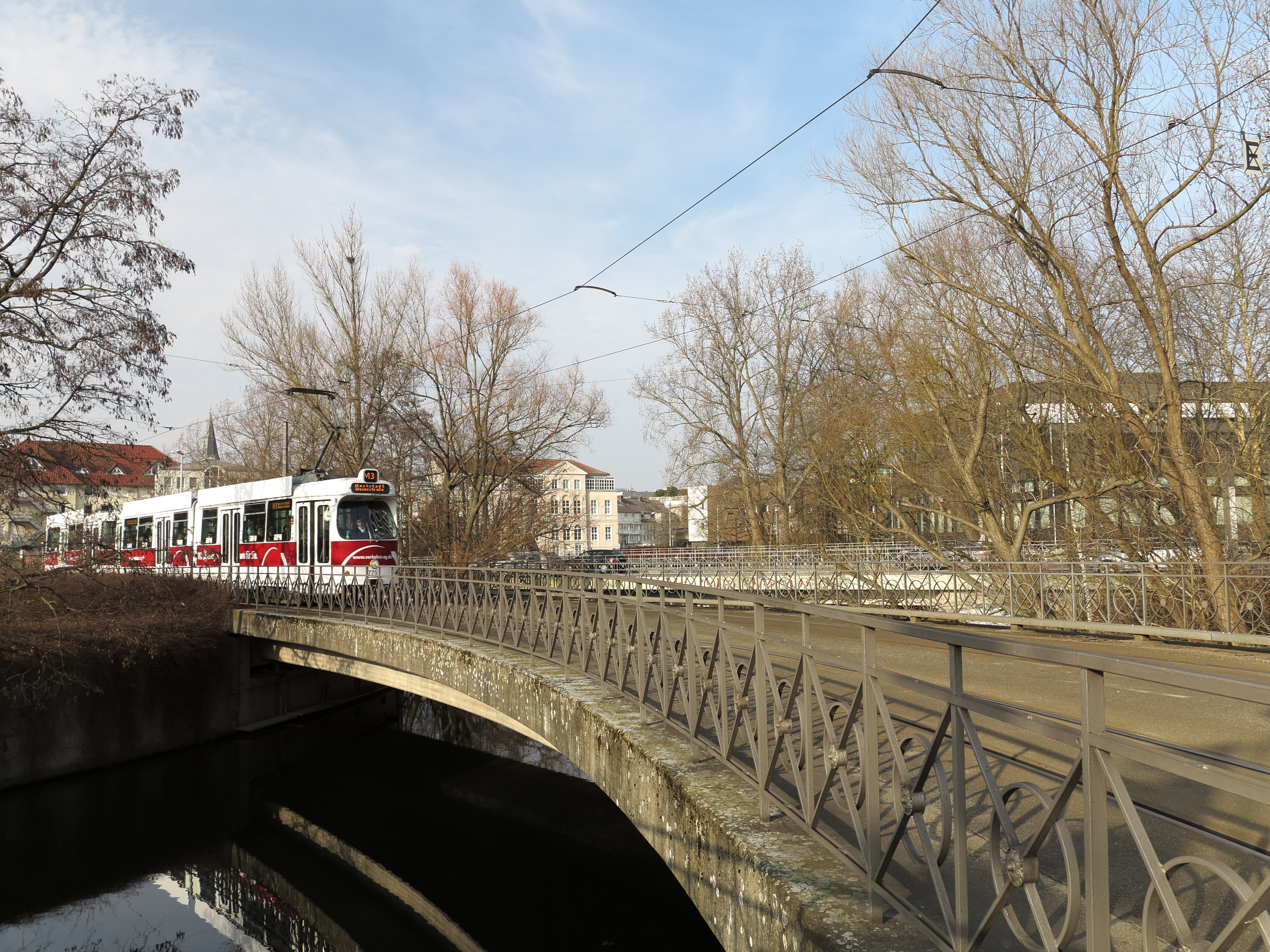
Stadtbahnbrücke am Europaplatz

- Ort: Verbindet die Straßen „Kalenwall“ und „Gieselerwall“ mit dem Europaplatz.(52° 15′ 30″ N, 10° 31′ 1″ O)
- Funktion: Straßenbrücke
- Entwurf:
- Ausführung:
- Konstruktionstyp und Material: Spannbeton
- Besonderheiten: Bei dieser Brücke, auch Gieselerbrücken genannt, handelt es sich um drei Teilbrücken: eine westliche und eine östliche Straßenbrücke sowie eine dazwischen liegende Straßenbahnbrücke.[8] Am 18. November 2003 entgleiste ein mit über 150 Personen besetzter Straßenbahnzug der Linie 3 in Fahrtrichtung Volkmarode auf der Straßenbahnbrücke und durchbrach das Geländer. Dadurch stürzte der Triebwagen vier Meter tief in die Oker. Ursache des Unfalls war eine verlorene Radmutter, die sich in der Schiene verkeilt hatte. Fünf Personen wurden leicht verletzt, am Triebwagen 8163 entstand Totalschaden.[9][10]
- Status: in Gebrauch

### Brücke am Prinzenweg
- Baujahr: unbekannt

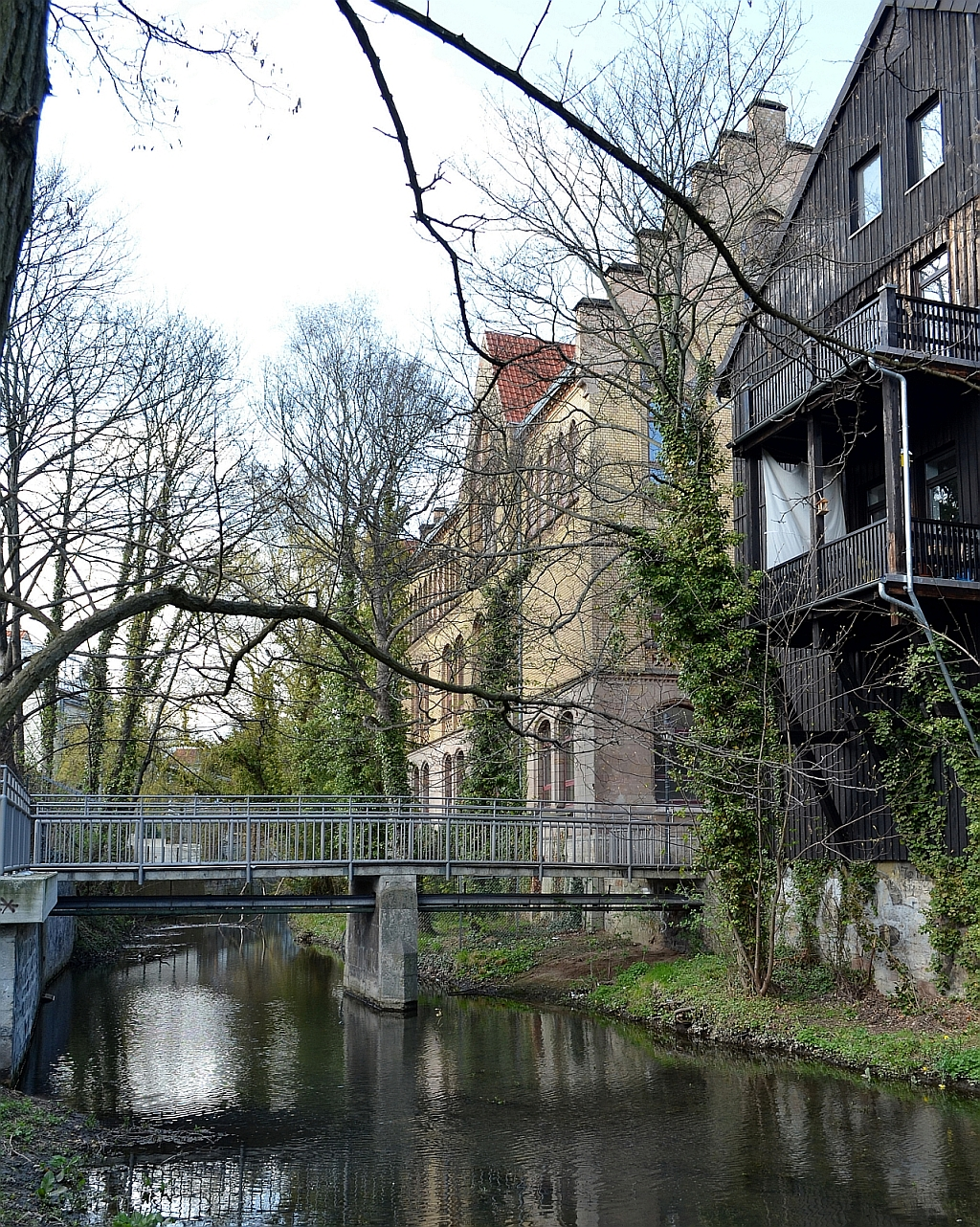
Brücke vom Prinzenweg (rechts) über den Neustadtmühlengraben.

- Ort: Prinzenweg, Übergang über den Neustadtmühlengraben. (52° 15′ 33,1″ N, 10° 30′ 52,2″ O)
- Funktion: Fußgängerbrücke
- Entwurf: unbekannt
- Ausführung: unbekannt
- Konstruktionstyp und Material: Beton und Stahl
- Besonderheiten:
- Status: in Gebrauch

### Wilhelmitorbrücke
- Baujahr: 1980

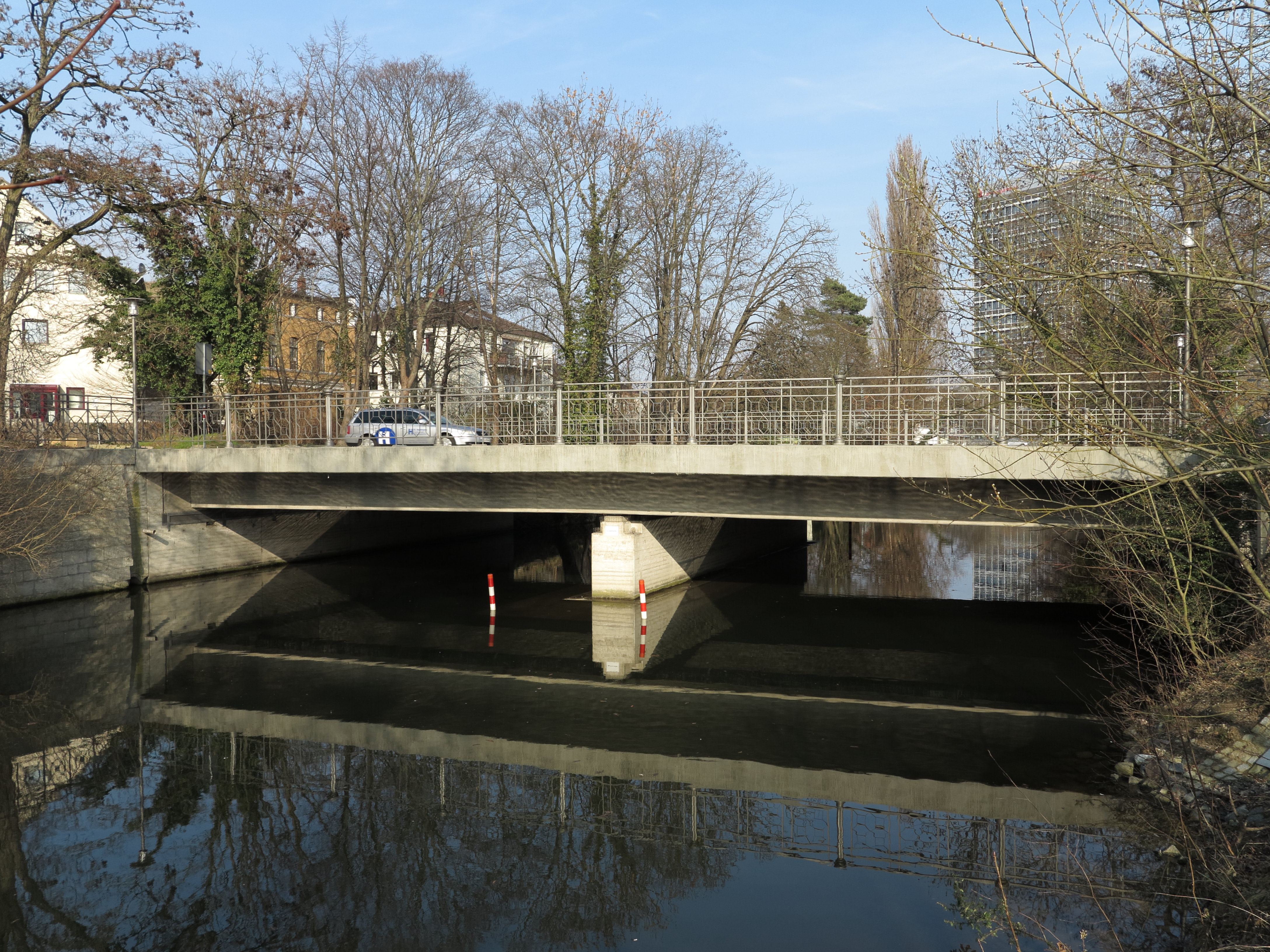
Wilhelmitorbrücke

- Ort: Verbindet die Straßen „Wilhelmitorwall“ und Frankfurter Straße. (52° 15′ 27,5″ N, 10° 30′ 52,5″ O)
- Funktion: Straßenbrücke
- Entwurf:
- Ausführung:
- Konstruktionstyp und Material: Vierstegige Brücke mit vorgespannter Plattenbalkenkonstruktion
- Besonderheiten:
- Status: in Gebrauch

### Ferdinand-Brücke
- Baujahr: 1900

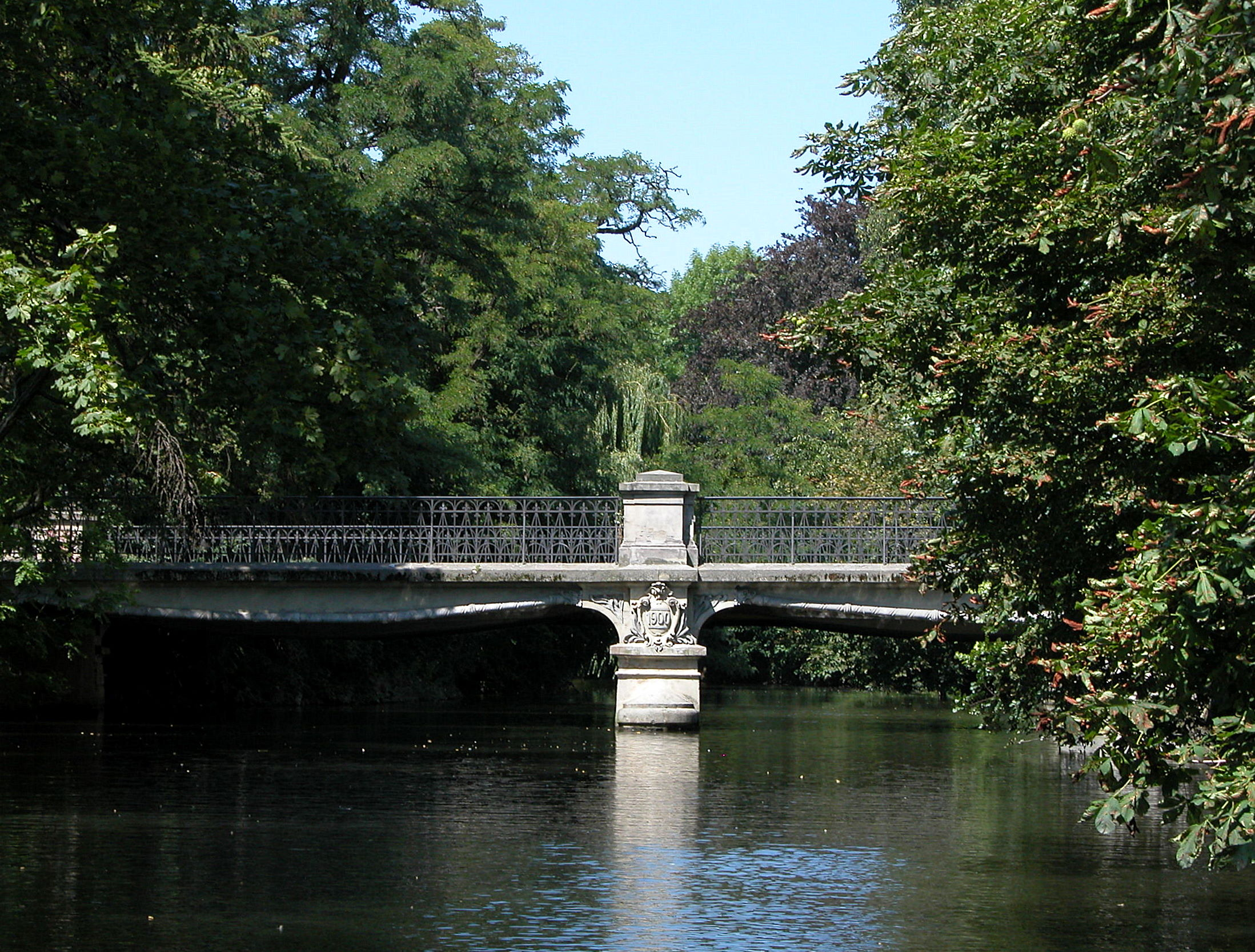
Ferdinand-Brücke

- Ort: Verbindet die Straßen „Ferdinandstraße“ und „Sophienstraße“. (52° 15′ 30″ N, 10° 30′ 45″ O)
- Funktion: Straßenbrücke
- Entwurf:
- Ausführung: Drenckhahn & Sudhop[11]
- Konstruktionstyp und Material: Eisen- und Betonkonstruktion mit Hängegurtträgern
- Besonderheiten: Der aus Sandstein gefertigte Mittelpfeiler trägt in einer umrankten Kartusche die Jahreszahl „1900“. Straße und Brücke wurden nach Herzog Ferdinand von Braunschweig-Wolfenbüttel (1721–1792) benannt.[12]
- Status: in Gebrauch

### Hohetorbrücke
- Baujahr: 1859

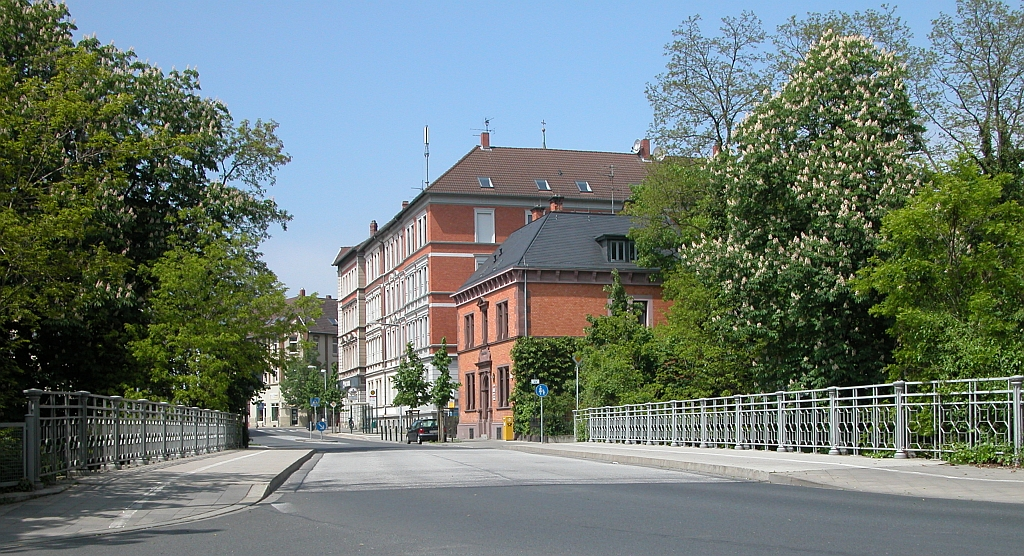
Hohetorbrücke, Richtung Madamenweg.

- Ort: Verbindet die Straßen „Am Hohen Tore“ und „Madamenweg“. (52° 15′ 40,5″ N, 10° 30′ 35″ O)
- Funktion: Straßenbrücke
- Entwurf:
- Ausführung:
- Konstruktionstyp und Material: Brücke mit gusseisernen Hauptträgern und Natursteinmauerwerk aus der Erbauungszeit; Betonfahrbahnplatte, Widerlager und Pfeiler von 1951
- Besonderheiten:
- Status: in Gebrauch

### Sidonienbrücke (1890)
- Baujahr: 1890

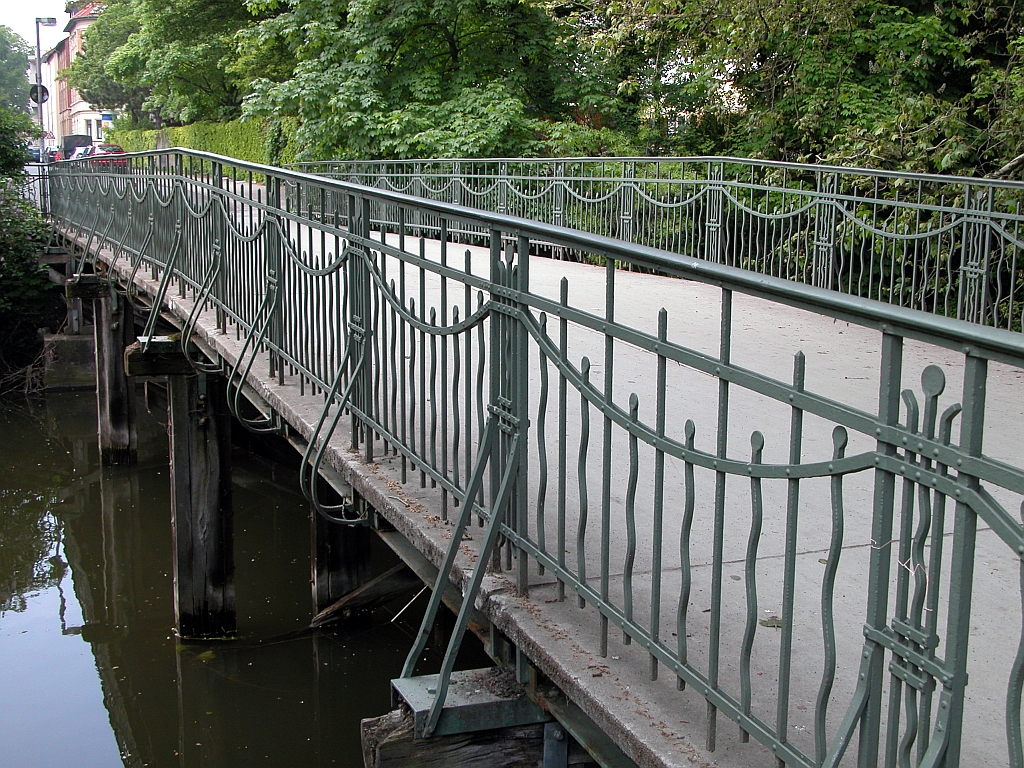
Ehemalige Sidonienbrücke

- Ort: Verbindet den „Hohetorwall“ mit der „Sidonienstraße“. (52° 15′ 49,9″ N, 10° 30′ 33,8″ O)
- Funktion: Fußgänger- und Radfahrerbrücke
- Entwurf:
- Ausführung:
- Konstruktionstyp und Material:
- Besonderheiten: Von der ersten, an dieser Stelle errichteten Brücke sind nur noch die schmiedeeisernen Brückengeländer erhalten. Tragkonstruktion und Gehwegbelag wurden 1950 erneuert. Den Namen erhielt sie nach der Sidonienstraße, deren Namensursprung allerdings unbekannt ist.[13]
- Status: Abbruch im Februar 2021

### Sidonienbrücke (2021)
- Baujahr: 2021

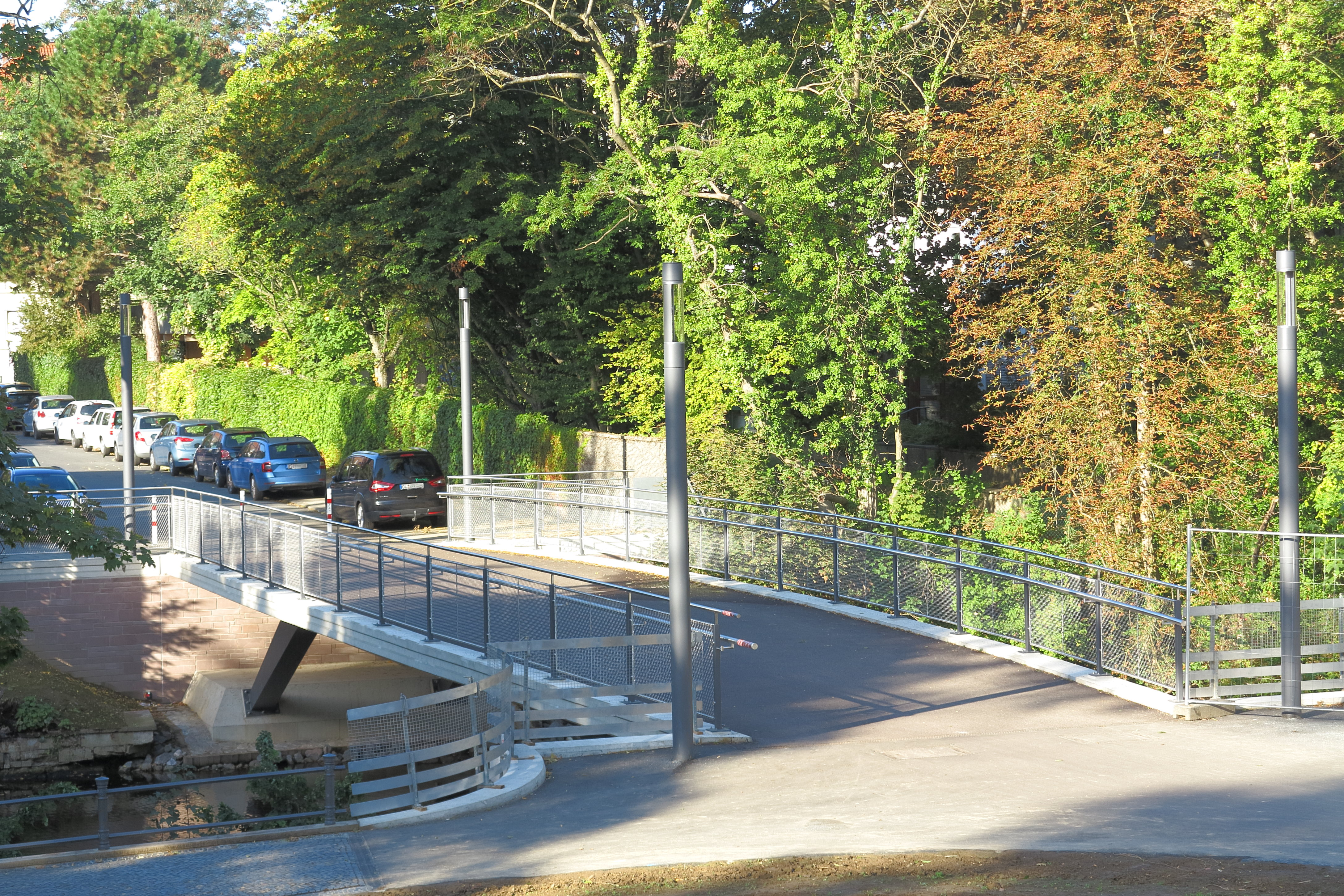
Sidonienbrücke

- Ort: Verbindet den „Hohetorwall“ mit der „Sidonienstraße“. (52° 15′ 49,9″ N, 10° 30′ 33,8″ O)
- Funktion: Fußgänger- und Radfahrerbrücke
- Entwurf:
- Ausführung:
- Konstruktionstyp und Material: Stahl-Beton-Verbundbrücke, mit zwei parallelen sprengwerkähnlichen Längsrahmen als Haupttragwerk
- Besonderheiten: An den Enden 4,60 Meter breit, weitet sich die Brücke in der Mitte bogenförmig auf sechs Meter auf.[14]
- Status: in Gebrauch

### Petritorbrücke (1928)
| Petritorbrücke · Braunschweig um 1400 |

- Baujahr: 1928
- Ort: Verbindet den „Radeklint“ mit der „Celler Straße“. (52° 16′ 5″ N, 10° 30′ 44,5″ O)
- Funktion: Straßenbrücke
- Entwurf:
- Ausführung:
- Konstruktionstyp und Material: Gewölbebrücke, Dreigelenkbogen aus Beton
- Besonderheiten:
- Status: Abbruch im Jahr 2003.

### Petritorbrücke (2003)
- Baujahr: 2003

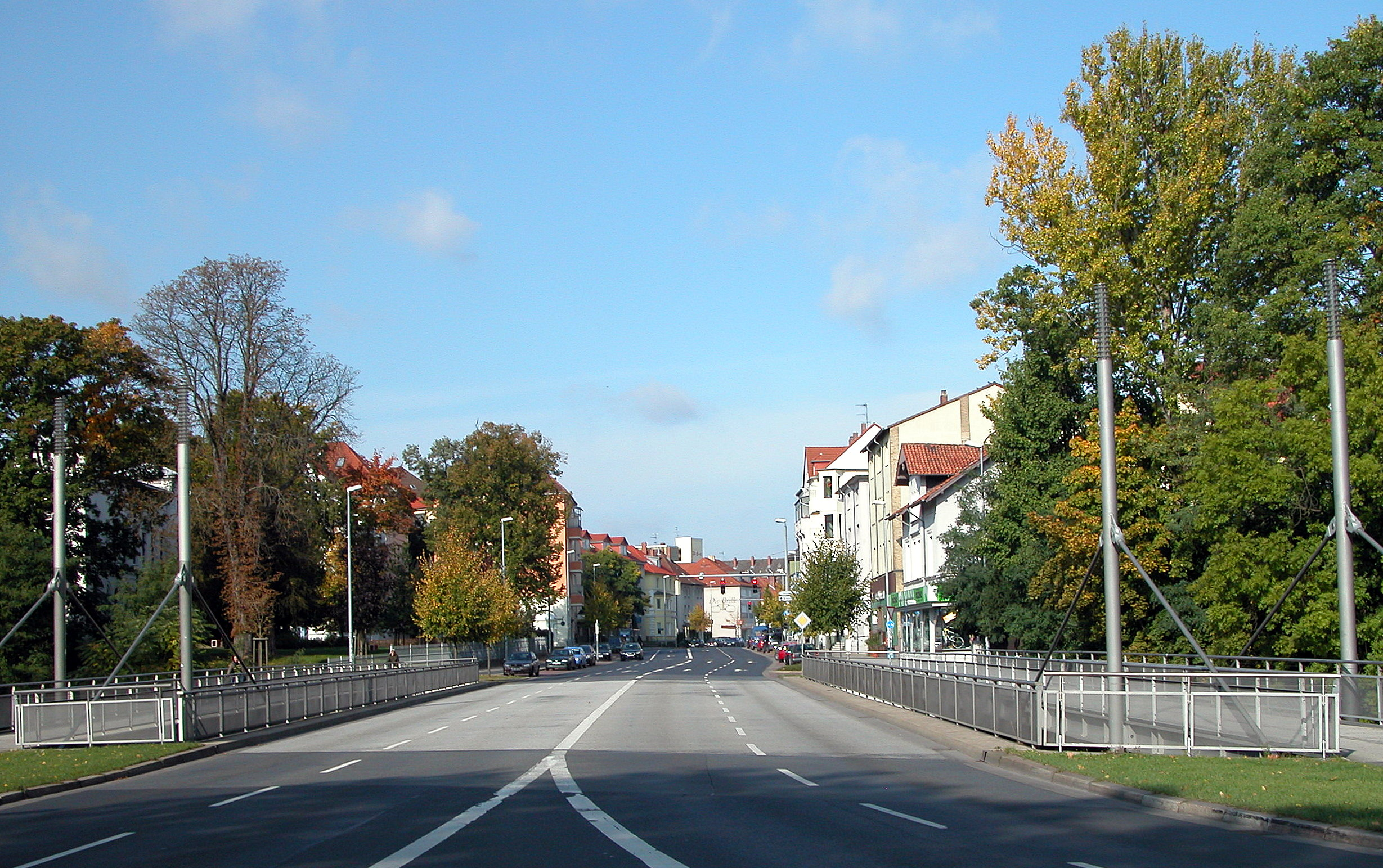
Petritor-Brücke

- Ort: Verbindet den „Radeklint“ mit der „Celler Straße“. (52° 16′ 5″ N, 10° 30′ 44,5″ O)
- Funktion: Straßenbrücke
- Entwurf: Schulitz+Partner Architekten
- Ausführung:
- Konstruktionstyp und Material: Fahrbahn auf Stahlverbundbrücke mit Stahlstützen; Fußgängerbrücken ähnlich Schrägseilbrücken in Stahl ausgeführt.
- Besonderheiten: Fahrbahn und die begleitenden Rad- und Fußwege sind auf drei separaten Brücken geführt. Gemäß Planungsvorgabe der Stadt lassen die Schlitze zwischen diesen Brückenstegen Raum zur späteren Ergänzung von zwei Straßenbahnspuren.
- Status: Die im Jahr 2003 erbaute Brücke ersetzt die Gewölbebrücke aus dem Jahr 1928.

### Rosentalbrücke
- Baujahr: 1879

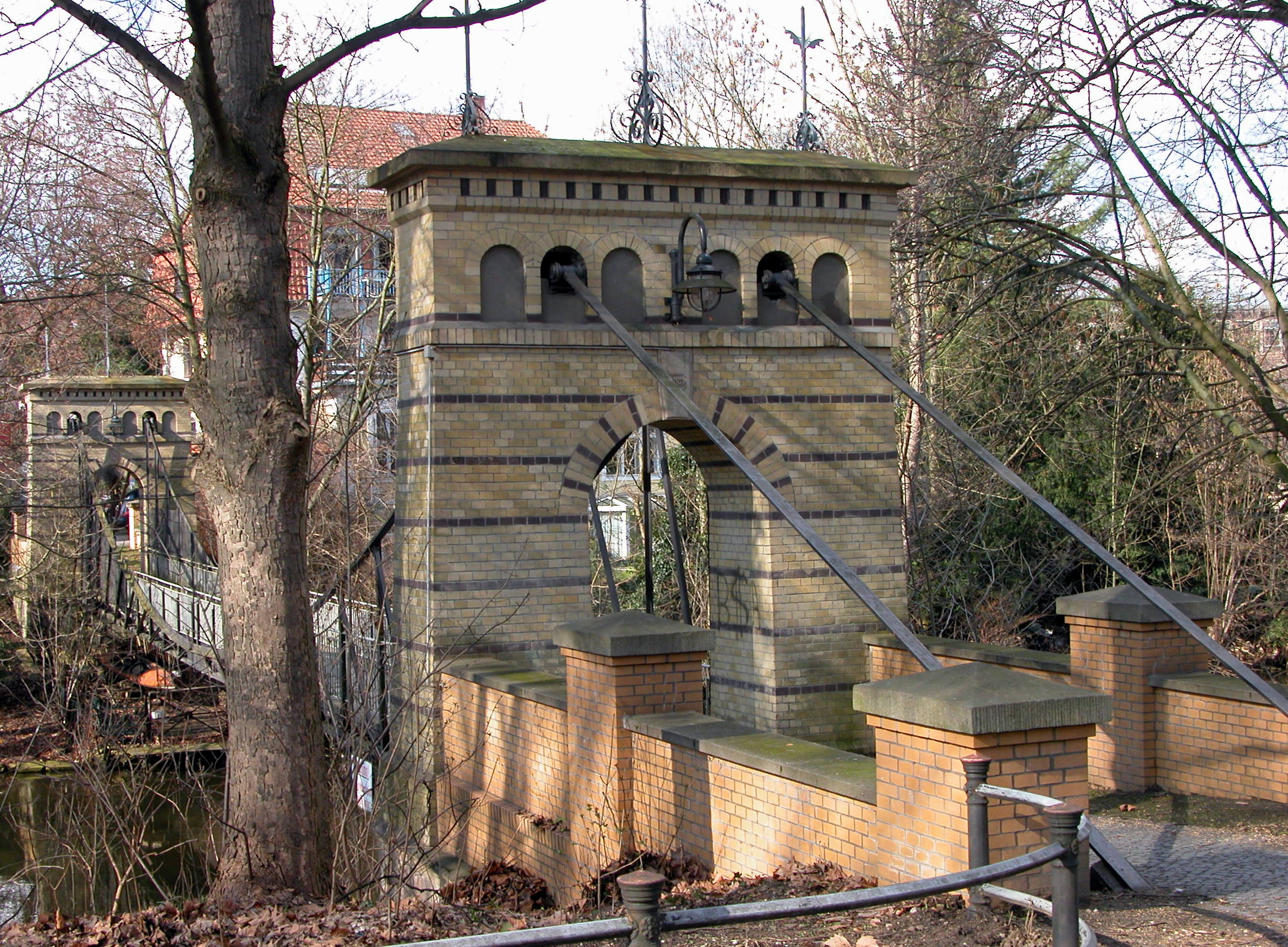
Rosental-Brücke

- Ort: Verbindet die Straßen Inselwall und Rosental. (52° 16′ 7,5″ N, 10° 30′ 50,5″ O)
- Funktion: Fußgängerbrücke
- Entwurf: Architekt Barth[15]
- Ausführung:
- Konstruktionstyp und Material: Hängebrücke aus Eisen, Fußgängerüberweg aus Holzbohlen
- Besonderheiten: Die Rosentalbrücke wurde nach der kleinen Sackgasse Rosental, die sie mit dem Inselwall verbindet benannt. Sie entstand auf Privatinitiative.[16] Sie ist die einzige Hängebrücke der Stadt. Auf beiden Ufern befinden sich gemauerte Pylonen mit einem rundbogigen Durchlass. Brückenbelag und -geländer wurden 1950 erneuert. Ende 2008 war die Brücke mehrere Monate gesperrt, da sie grundlegend restauriert wurde. denkmalgeschützt
- Status: in Gebrauch

### Wehrbrücke

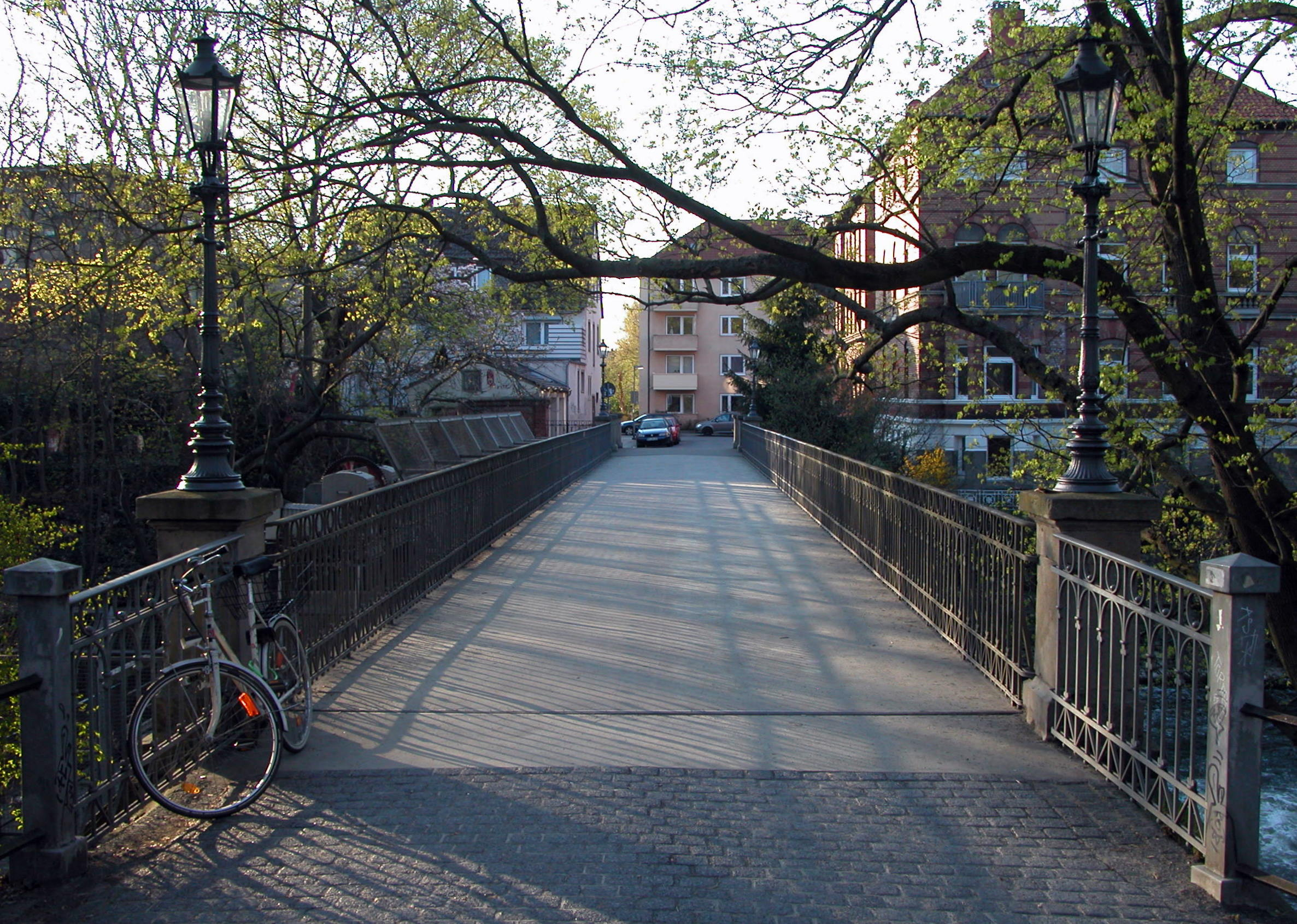
Wehr-Brücke

- Baujahr: Wehr wohl 1821, Fußgängerübergang um 1880[17]
- Ort: Verbindet die Straßen Inselwall und Wehrstraße. (52° 16′ 11,8″ N, 10° 30′ 54″ O)
- Funktion: Wehr mit Fußgängerbrücke
- Entwurf:
- Ausführung:
- Konstruktionstyp und Material:
- Besonderheiten: denkmalgeschützt
- Status: in Gebrauch

## Weitere Brücken im innerstädtischen Bereich

### Brücke am Neuen Petritor
- Baujahr: 1819–1823

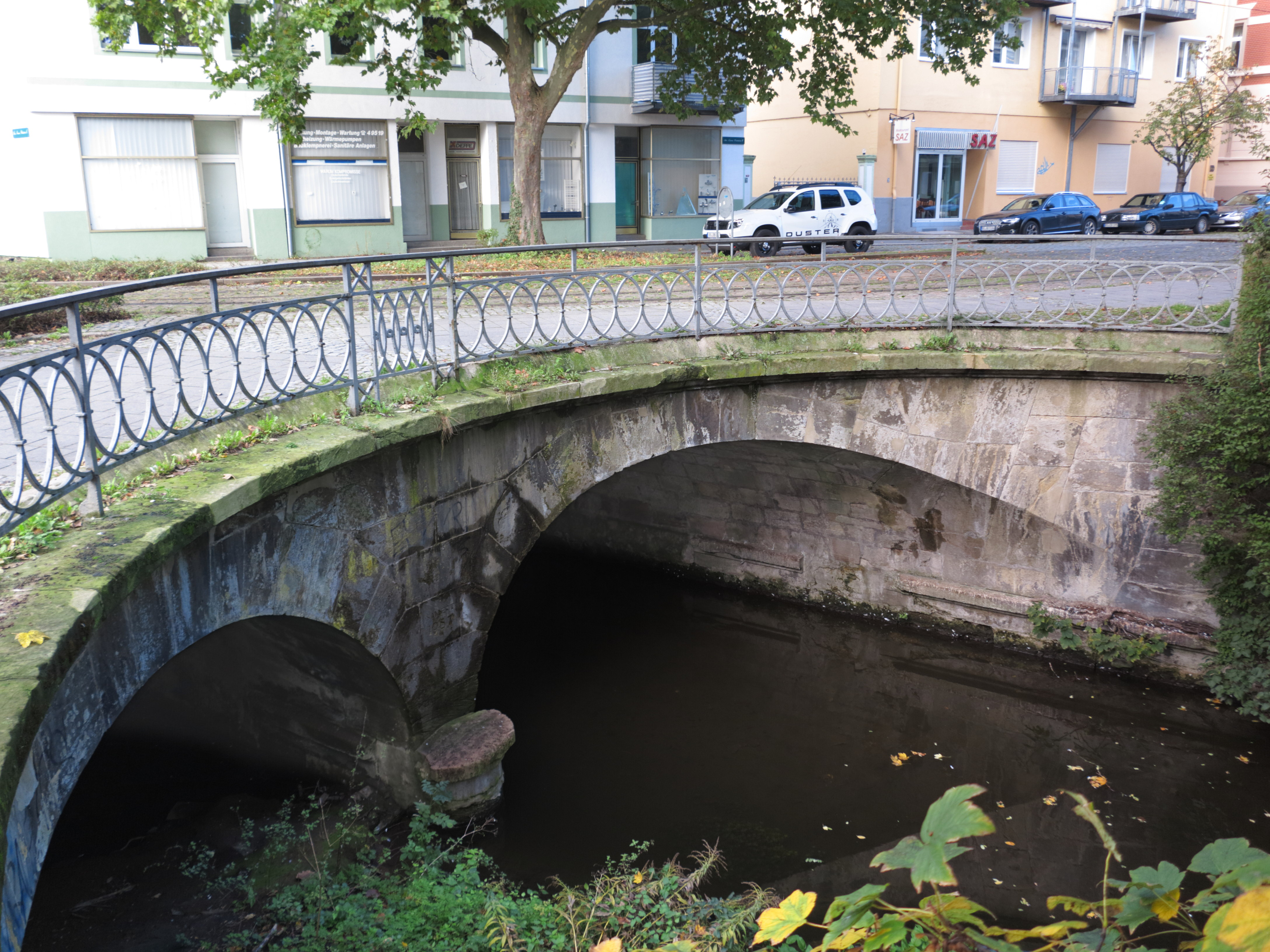
Brücke über den Neustadtmühlengraben am Neuen Petritor

- Ort: Verbindet die Straßen „Neuer Weg“ und „Am Neuen Petritore“. (52° 16′ 3″ N, 10° 30′ 54,5″ O)
- Funktion: Fuß- und Radwegbrücke
- Entwurf: Peter Joseph Krahe
- Ausführung:
- Konstruktionstyp und Material: Brückenbauwerk aus Werksteinen mit zwei parallel geführten Wölbungen über einem Mittelpfeiler und gusseiserne Geländerbrüstung an der nordöstlichen Seite der Brücke.
- Besonderheiten: denkmalgeschützt
- Status: in Gebrauch

### Brücke An der Neustadtmühle
- Baujahr: ausgehendes Mittelalter

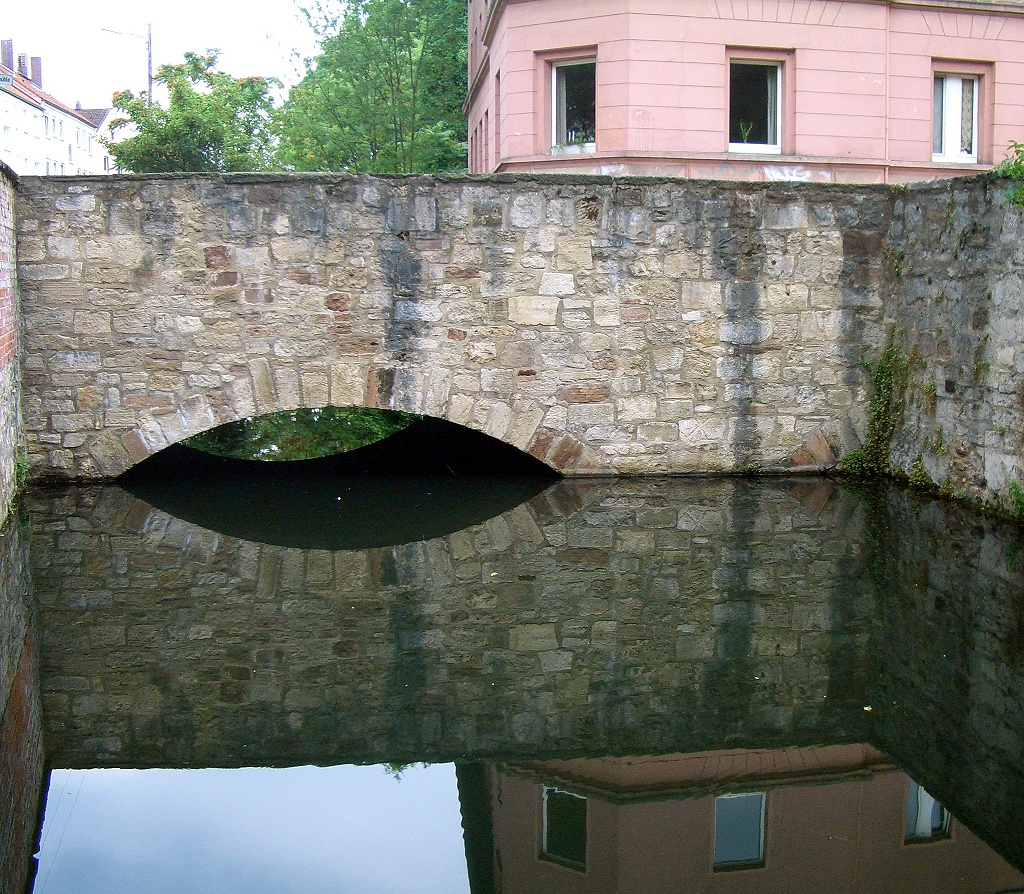
Brücke an der Neustadtmühle, erkennbar rechts im Bild der zweite Bogen

- Ort: Verbindet den Wollmarkt mit dem Inselwall.(52° 16′ 9,3″ N, 10° 31′ 6,3″ O)
- Funktion: Straßenbrücke
- Entwurf: unbekannt
- Ausführung:
- Konstruktionstyp und Material: Brückenbauwerk aus Werksteinen mit zwei Wölbungen.
- Besonderheiten: denkmalgeschützt
- Status: in Gebrauch

## Ehemalige Brücken im innerstädtischen Bereich
Im Mittelalter flossen mehrere Seitenarme der Oker und Gräben durch den Innenstadtbereich Braunschweigs. Die Okerarme und Gräben wurden kanalisiert, überdeckt oder verrohrt und sind heute nicht mehr sichtbar. Die Brücken wurden abgebrochen.

### Lange Brücke

Die Lange Brücke, Stich von 1750 (rechts im Hintergrund die Aegidienkirche).

- Baujahr: Ende des 13. Jahrhunderts erstmals erwähnt
- Ort: Innenstadt, an der Grenze der Weichbilde Altstadt und Altewiek. (52° 15′ 41″ N, 10° 31′ 24″ O)
- Funktion:
- Entwurf:
- Ausführung:
- Konstruktionstyp und Material:
- Besonderheiten:
- Status: abgebrochen im Jahr 1879.

### Kurze Brücke
| Dammbrücke · Braunschweig um 1400 |

- Baujahr: Im Stadtplan aus dem Ende des 13. Jahrhunderts verzeichnet
- Ort: Innenstadt, am Übergang der Straße „Damm“ zum „Hutfiltern“ über den Burgmühlengraben, etwa bei der Einmündung des Kattreppeln. (52° 15′ 44″ N, 10° 31′ 19,6″ O)
- Funktion:
- Entwurf:
- Ausführung:
- Konstruktionstyp und Material:
- Besonderheiten:
- Status: Ersatz durch einen Kanal 1875[18].

### Dammbrücke
| Dammbrücke · Braunschweig um 1400 |

- Baujahr:
- Ort: Innenstadt, die Brücke verband die Weichbilde Altstadt und Altewiek auf Höhe der heutigen Straße „Damm“. (52° 15′ 44,5″ N, 10° 31′ 25″ O)
- Funktion:
- Entwurf:
- Ausführung:
- Konstruktionstyp und Material:
- Besonderheiten:
- Status: abgebrochen

### Langenhofsbrücke
| Langenhofsbrücke · Braunschweig um 1400 |

- Baujahr:
- Ort: Innenstadt, die Brücke verband das Weichbild Hagen mit dem Stadtbezirk der Burgfreiheit auf Höhe des Braunschweiger Doms. (52° 15′ 50,5″ N, 10° 31′ 28,1″ O)
- Funktion:
- Entwurf:
- Ausführung:
- Konstruktionstyp und Material:
- Besonderheiten:
- Status: abgebrochen

### Burgmühlenbrücke
| Burgmühlenbrücke · Braunschweig um 1400 |

- Baujahr:
- Ort: Innenstadt, die Brücke verband das Weichbild Hagen mit dem Stadtbezirk der Burgfreiheit auf Höhe des nordöstlichen Ecke der Burg Dankwarderode. (52° 15′ 54,7″ N, 10° 31′ 29,2″ O)
- Funktion:
- Entwurf:
- Ausführung:
- Konstruktionstyp und Material:
- Besonderheiten:
- Status: abgebrochen

### Hagenbrücke
| Hagenbrücke · Braunschweig um 1400 |

- Baujahr:
- Ort: Innenstadt, die Brücke verband die Weichbilde Neustadt und Hagen.  (52° 16′ 1,8″ N, 10° 31′ 25″ O)
- Funktion:
- Entwurf:
- Ausführung:
- Konstruktionstyp und Material:
- Besonderheiten: An die Brücke erinnert heute an gleicher Stelle der Straßenname „Hagenbrücke“
- Status: überbaut durch die Straße Hagenbrücke, Brückenreste noch vorhanden.

## Brücken südlich der Okerumflut
Die Brücken südlich der beiden Umflutgräben, flussabwärts:

### Fischerbrücke in Leiferde (1945)

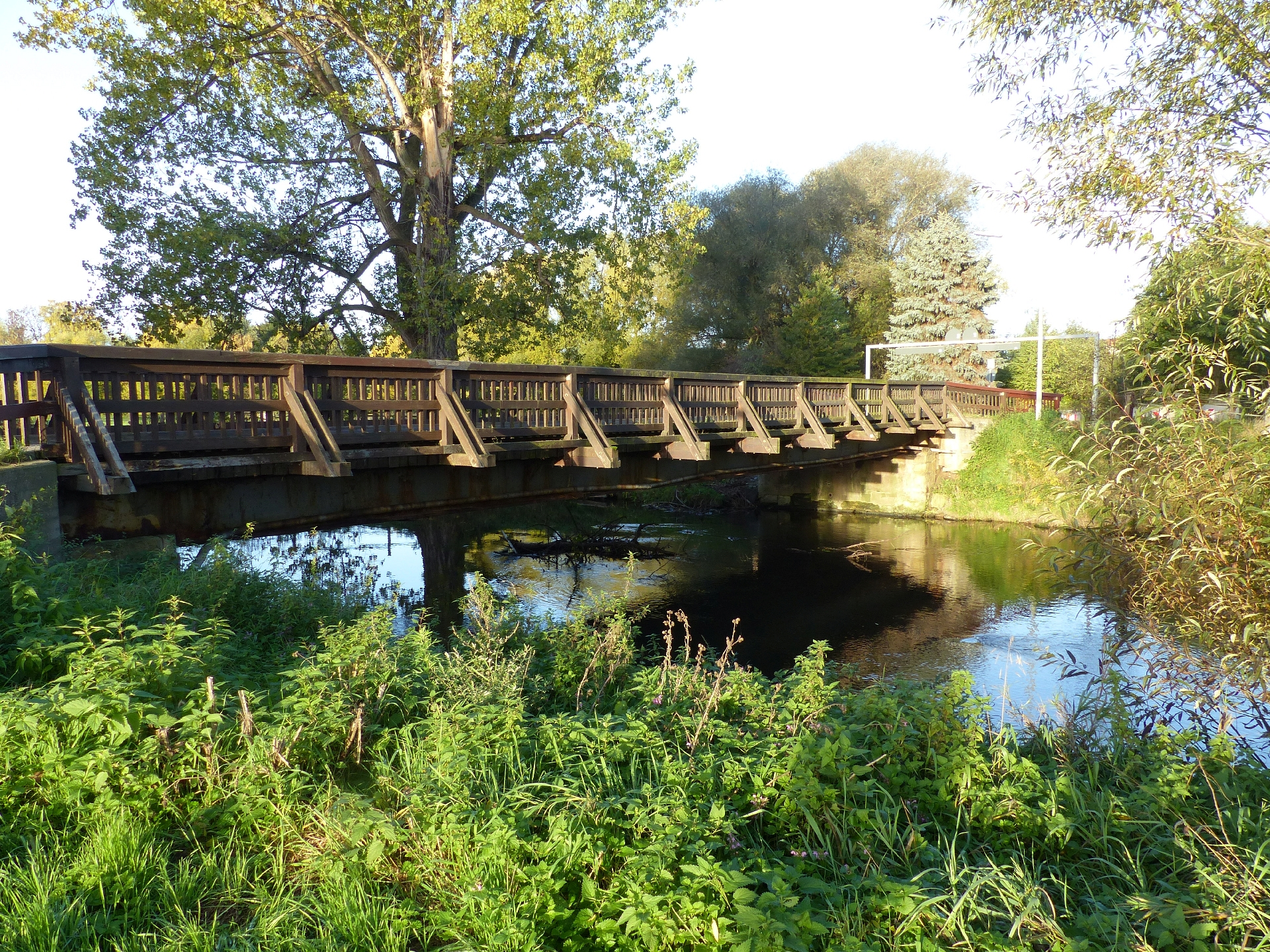
Fischerbrücke von Norden

- Baujahr: unbekannt, vermutlich 1945
- Ort: Verband den Ortsteil Leiferde mit dem Ortsteil Stöckheim. (52° 12′ 13,7″ N, 10° 30′ 45,1″ O)
- Funktion: Straßenbrücke mit einseitigem schmalen Fuß-/Radweg
- Entwurf:
- Ausführung:
- Konstruktionstyp und Material: Stahlträger und Holzkonstruktion mit Holzbohlenbelag
- Besonderheiten:
- Status: Abbruch 2023, ab 2016 für Kraftfahrzeuge gesperrt[19]

### Fischerbrücke in Leiferde (2023)
- Baujahr: 2023

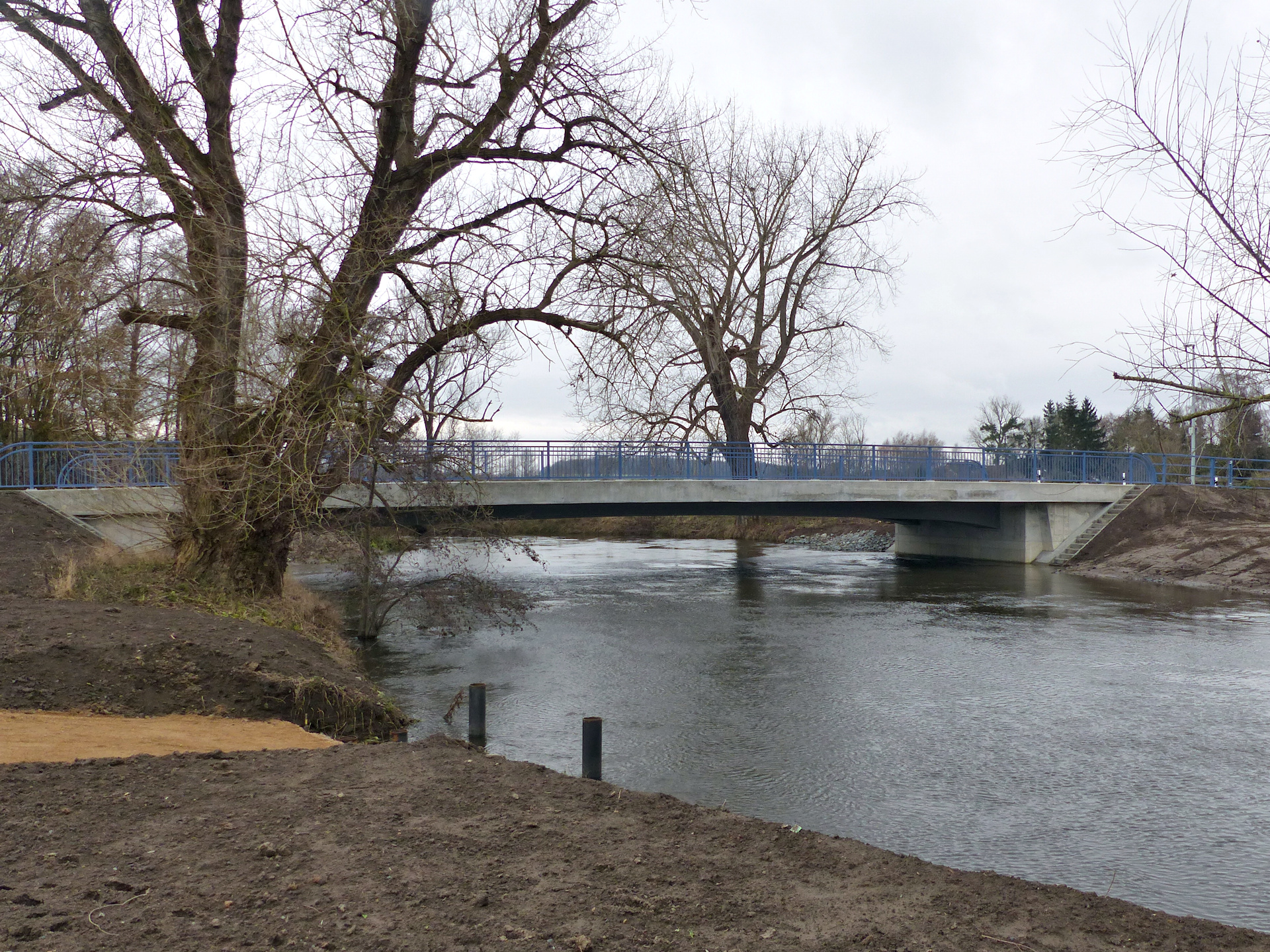
Fischerbrücke Neubau von Norden

- Ort: Verbindet den Ortsteil Leiferde mit dem Ortsteil Stöckheim. (52° 12′ 13,7″ N, 10° 30′ 45,1″ O)
- Funktion: Straßenbrücke mit einseitigem Fuß-/Radweg
- Entwurf:
- Ausführung:
- Konstruktionstyp und Material: Zwei 29,5 m lange Stahlhohlkästen mit Stahlbetonfertigteilen
- Besonderheiten: Aufbau neben dem Standort der Vorgängerbrücke
- Status: Freigegeben seit dem 18. Dezember 2023[20]

### Rüninger Wehr
- Baujahr: 1963

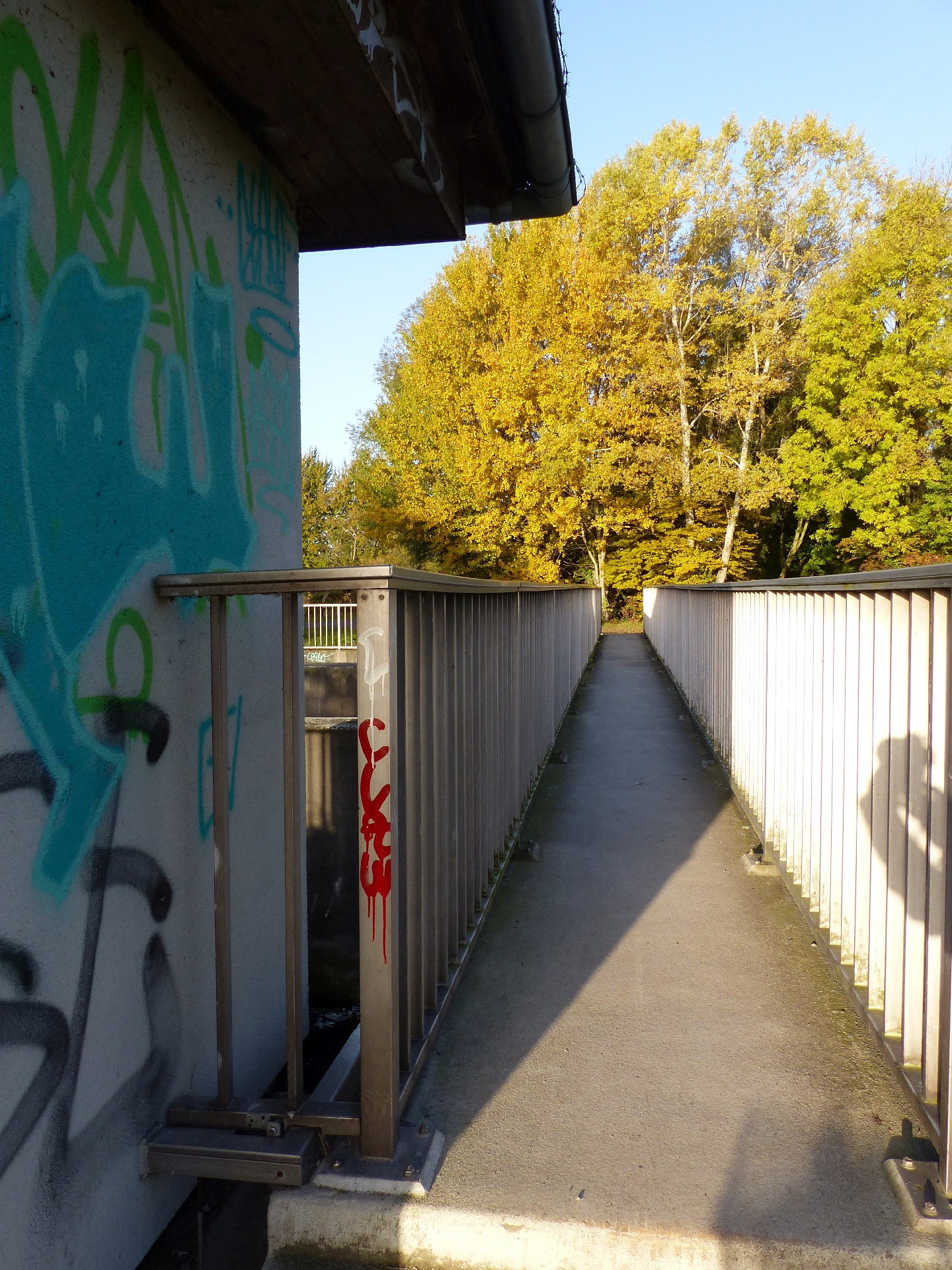
Fußgängerbrücke am Rüninger Wehr, Blickrichtung Rüningen

- Ort: Verbindet den Ortsteil Rüningen mit dem Ortsteil Stöckheim. (52° 13′ 1,9″ N, 10° 30′ 29,9″ O)
- Funktion: Fußgängerbrücke und Bediengang Wehr
- Entwurf:
- Ausführung:
- Konstruktionstyp und Material: Stahlbeton
- Besonderheiten: Rückbau geplant[21]
- Status: in Gebrauch

### Okerbrücke Berkenbuschstraße
- Baujahr: 2015

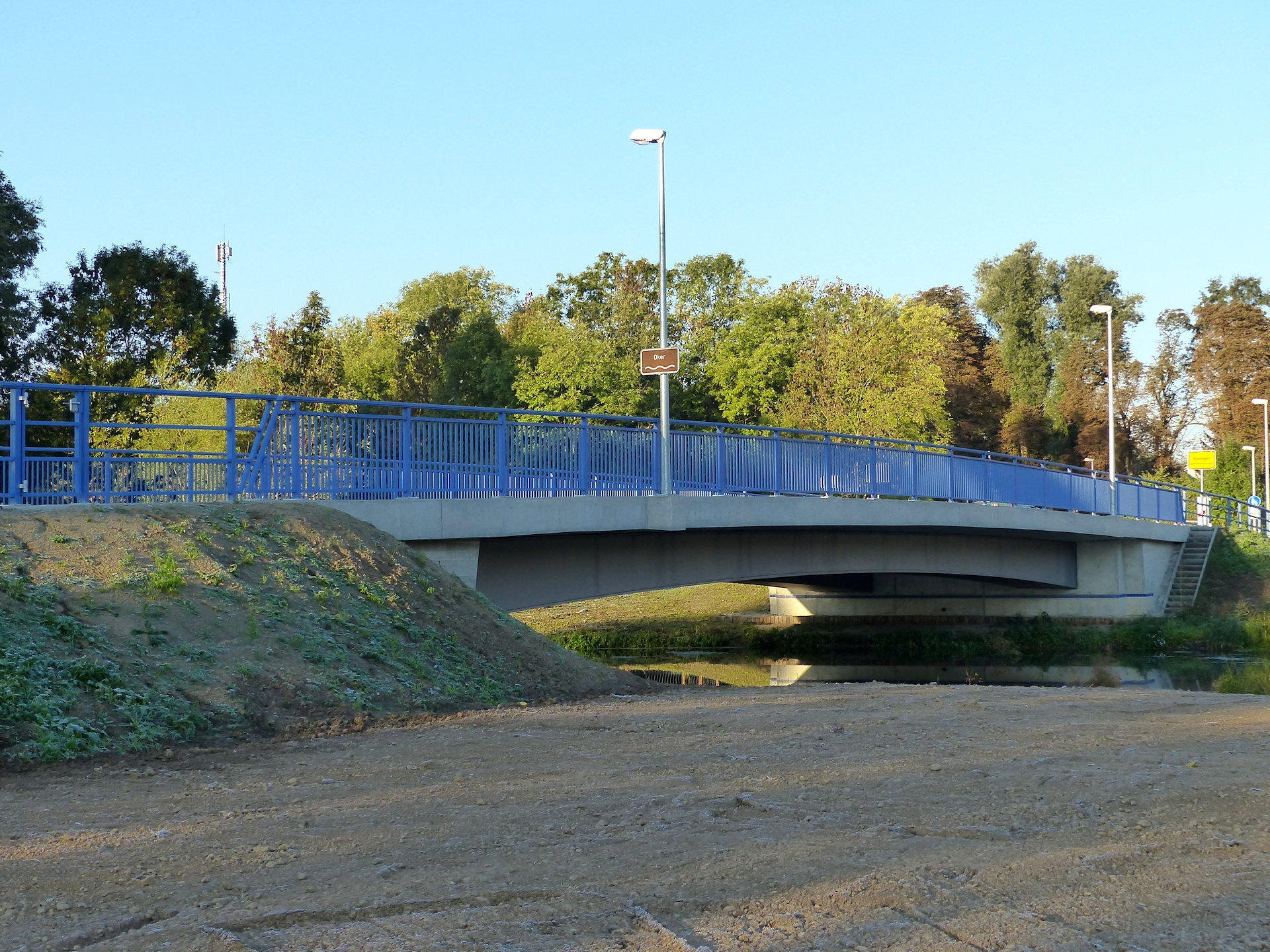
Okerbrücke Berkenbuschstraße Nordseite

- Ort: Verbindet den Ortsteil Rüningen mit dem Ortsteil Stöckheim. (52° 13′ 12,7″ N, 10° 30′ 34″ O)
- Funktion: Straßenbrücke mit beidseitigem Fuß-/Radweg
- Entwurf: BPR Dipl.-Ing. Bernd F. Künne & Partner, Hannover
- Ausführung:
- Konstruktionstyp und Material: Widerlager auf Beton-Rammpfählen, Stahlbetonkonstruktion
- Besonderheiten: Nachfolger für abgängige Holzbrücke
- Status: in Gebrauch

### Okerbrücke Grund
- Baujahr: 2018

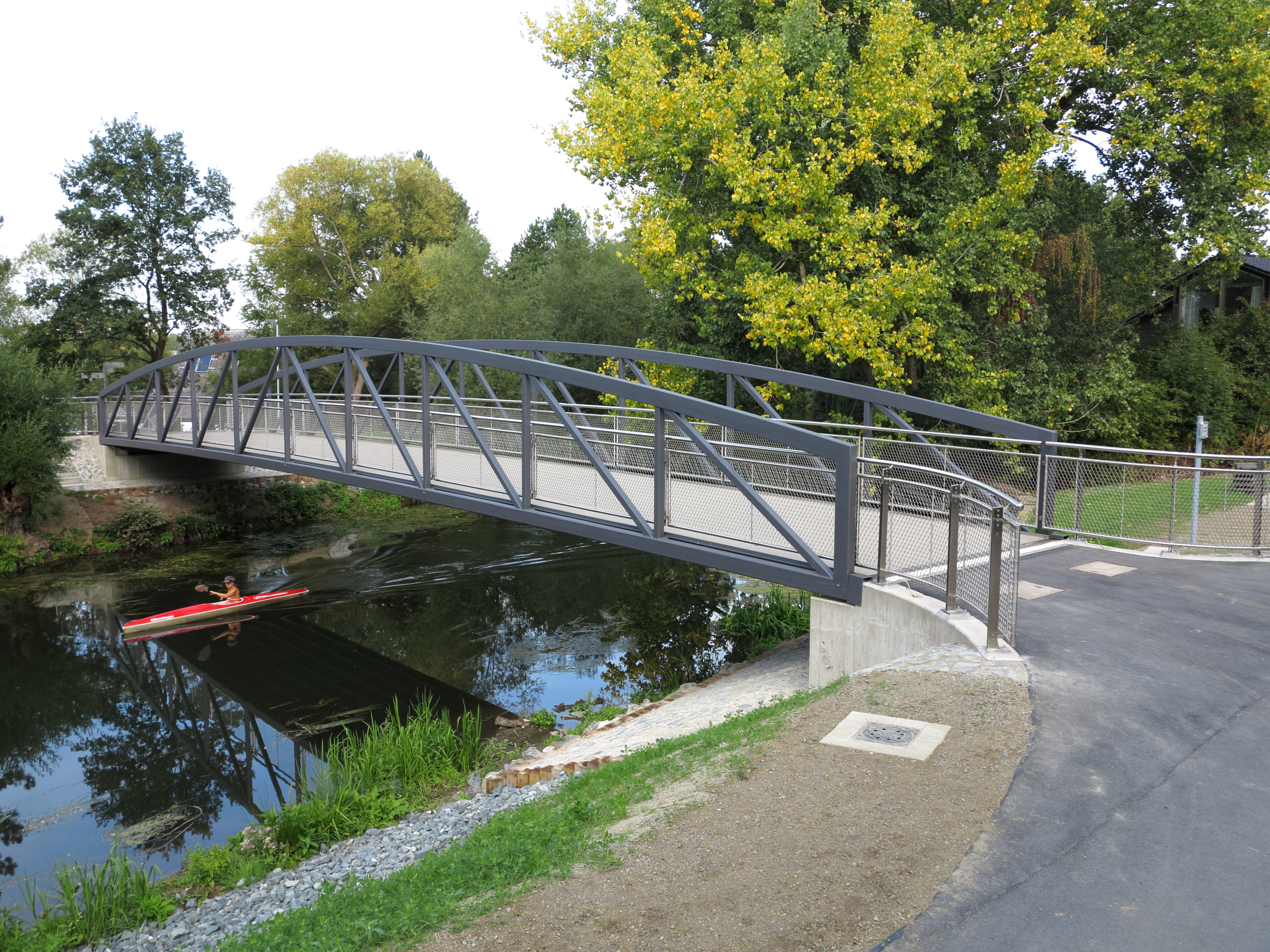
Fußgängerbrücke Melverode

- Ort: Verbindet den Ortsteil Melverode mit dem Südseegebiet. (52° 13′ 46,6″ N, 10° 31′ 6,7″ O)
- Funktion: Fußgängerbrücke
- Entwurf:
- Ausführung:
- Konstruktionstyp und Material: Widerlager auf Beton, Stahlfachwerk
- Besonderheiten:
- Status: in Gebrauch

### Okerbrücke Schrotweg
- Baujahr:

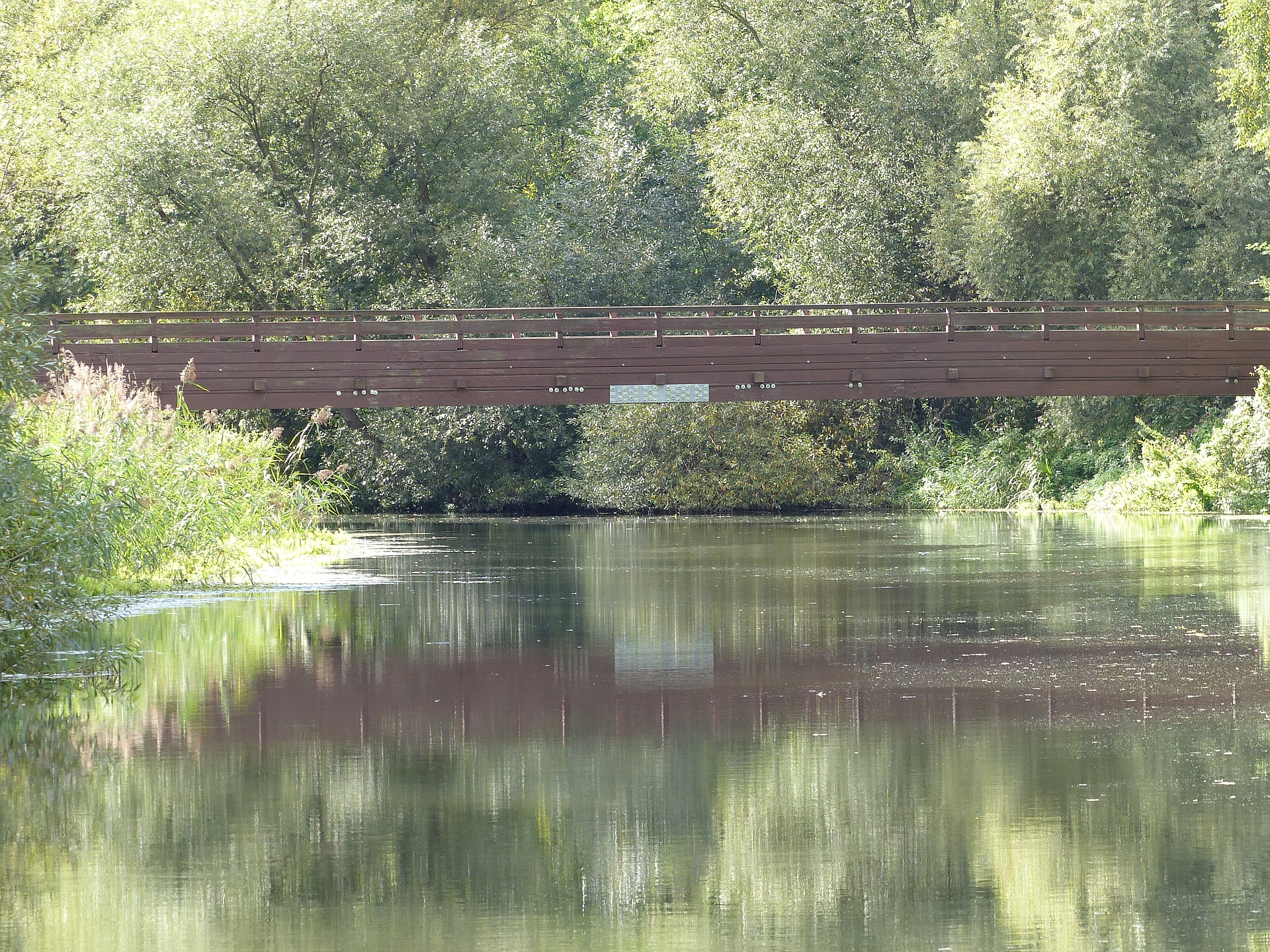
Okerbrücke Schrotweg in Melverode

- Ort: Verbindet den nördlichen Teil von Melverode mit dem Kennelgebiet. (52° 14′ 9,8″ N, 10° 31′ 16,8″ O)
- Funktion: Fußgängerbrücke
- Entwurf:
- Ausführung:
- Konstruktionstyp und Material: Holzbrücke
- Besonderheiten:
- Status: in Gebrauch

### Autobahnbrücke A39
- Baujahr: 2012

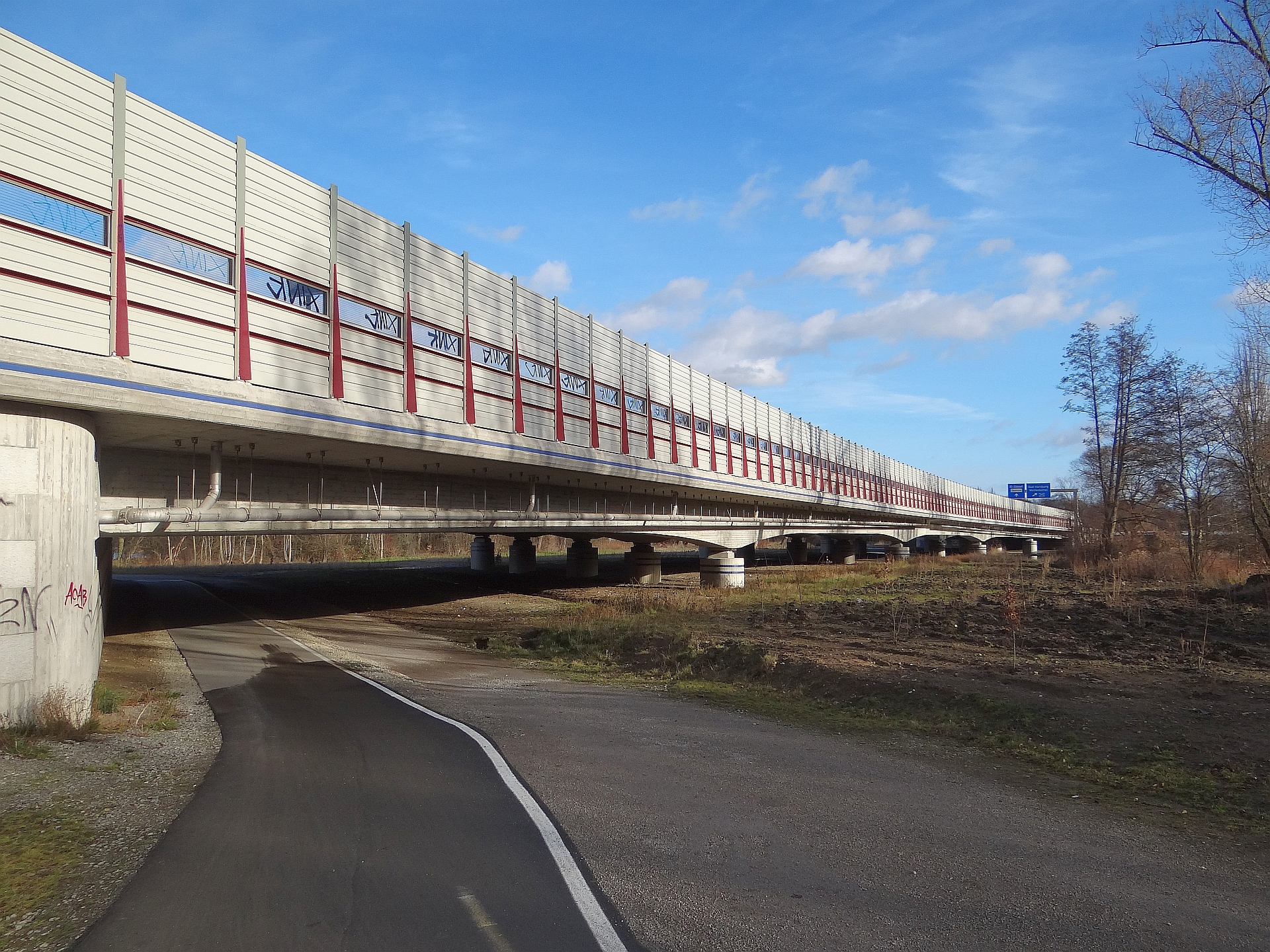
Autobahnbrücke von Süden

- Ort: Autobahnquerung der A 39 über die Oker bei Melverode. (52° 14′ 13,9″ N, 10° 31′ 24,8″ O)
- Funktion: Mehrstreifige Autobahnbrücke
- Entwurf:
- Ausführung:
- Konstruktionstyp und Material: Stahlbetonkonstruktion
- Besonderheiten: Der Brückenkörper wurde zunächst nördlich seines Standorts gebaut und dann in die Autobahntrasse eingeschoben.
- Status: in Gebrauch

### Rohrbrücke Richmondpark
- Baujahr:

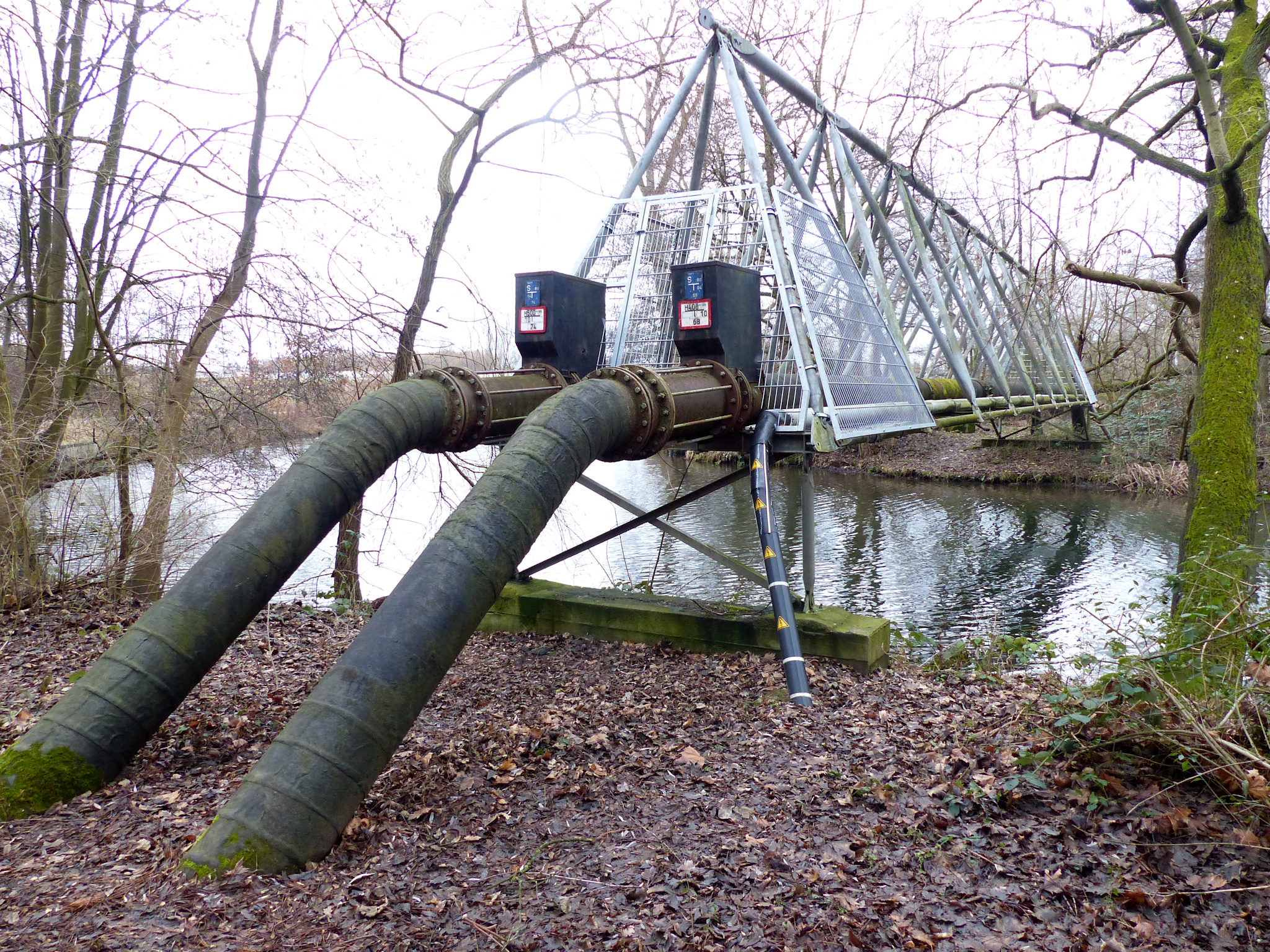
Rohrbrücke Richmondpark

- Ort: Östlich des Spielmannsteiches im Kennelgebiet, verläuft etwa parallel zum Fuß-Radweg zwischen Zuckerberg und Melverode. (52° 14′ 18″ N, 10° 31′ 31,5″ O)
- Funktion: Rohrleitungsbrücke
- Entwurf:
- Ausführung:
- Konstruktionstyp und Material: Stahlkonstruktion
- Besonderheiten:
- Status: in Gebrauch

### Okerbrücke Richmondweg
- Baujahr: (saniert 2014)

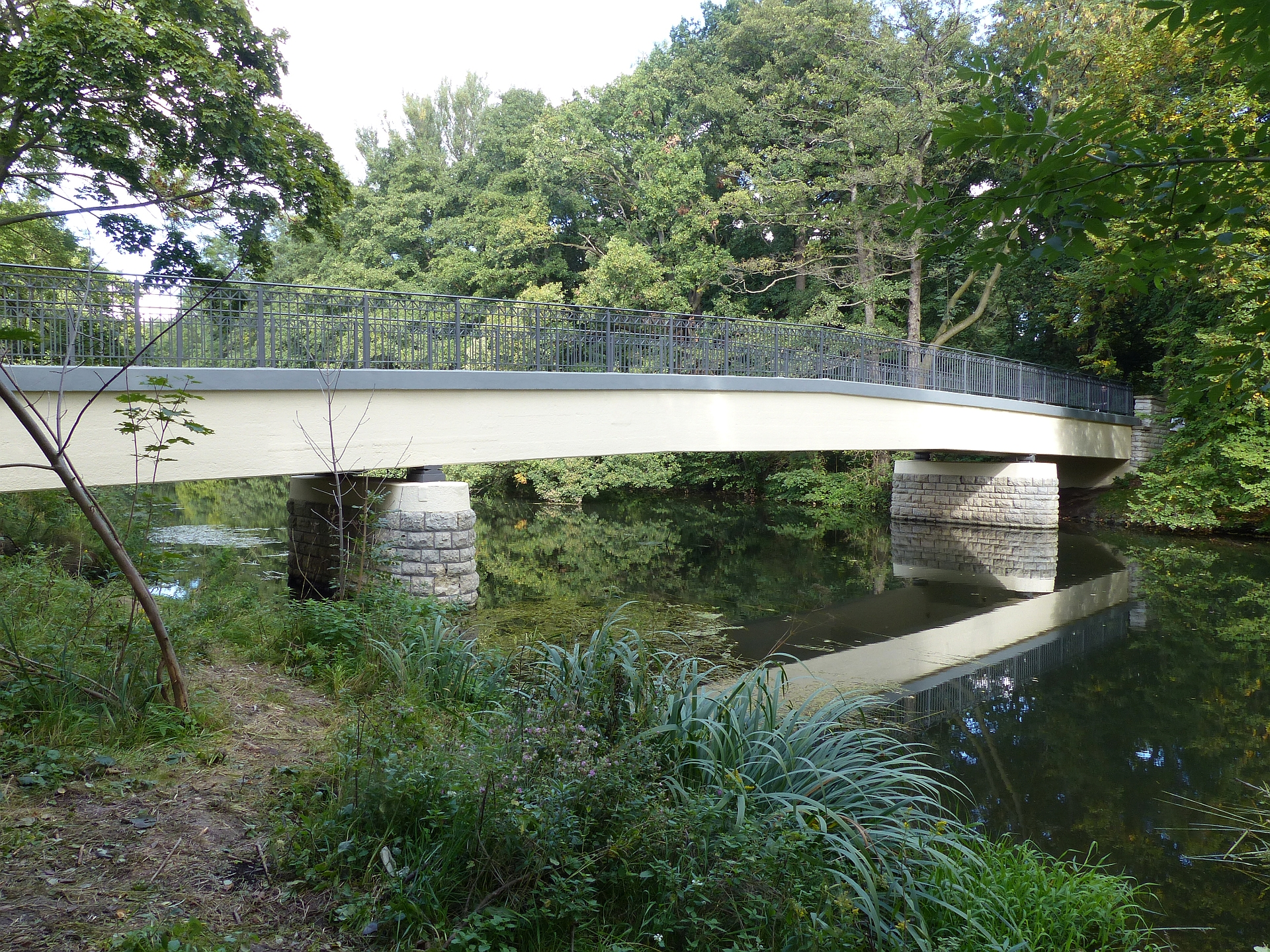
Okerbrücke Richmondweg

- Ort: Verbindet den Schlossgarten von Schloss Richmond mit dem Kennelgebiet. (52° 14′ 26,6″ N, 10° 31′ 28,1″ O)
- Funktion: Fußgängerbrücke
- Entwurf:
- Ausführung:
- Konstruktionstyp und Material: Stahlbetonbrücke
- Besonderheiten: Literarische Erwähnung in der Erzählung Der Freund und der Fremde von Uwe Timm
- Status: in Gebrauch

### Echobrücke
- Baujahr: 1956

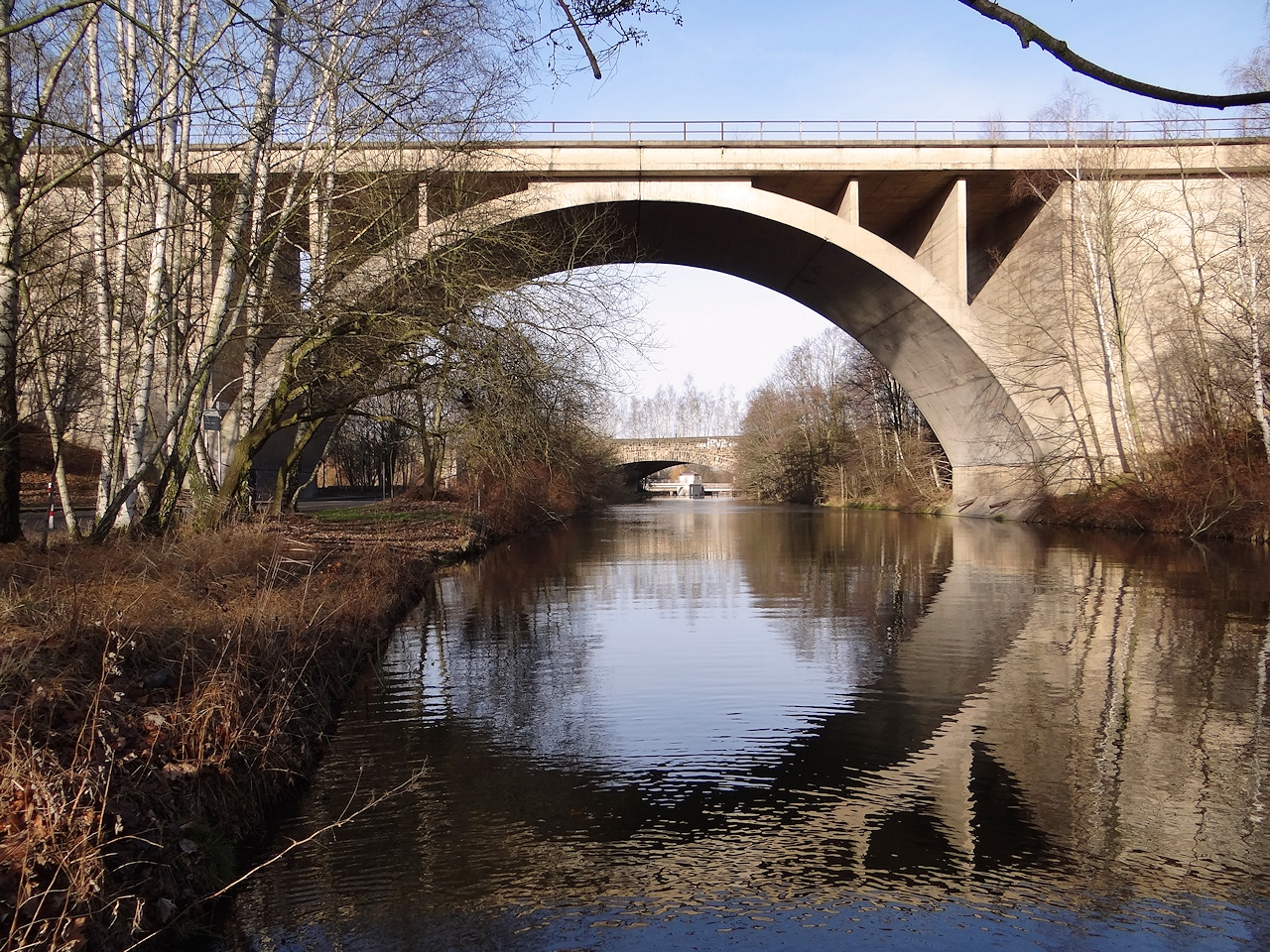
Echobrücke im Kennelgebiet

- Ort: Bildete den Einfahrbereich des Braunschweiger Rangierbahnhofs. (52° 14′ 37,2″ N, 10° 31′ 21,1″ O)
- Funktion: Eisenbahnbrücke
- Entwurf:
- Ausführung:
- Konstruktionstyp und Material: Stahlbetonbrücke
- Besonderheiten:
- Status: außer Betrieb

### Eisenbahnbrücke Eisenbüttel (Nord)
- Baujahr:

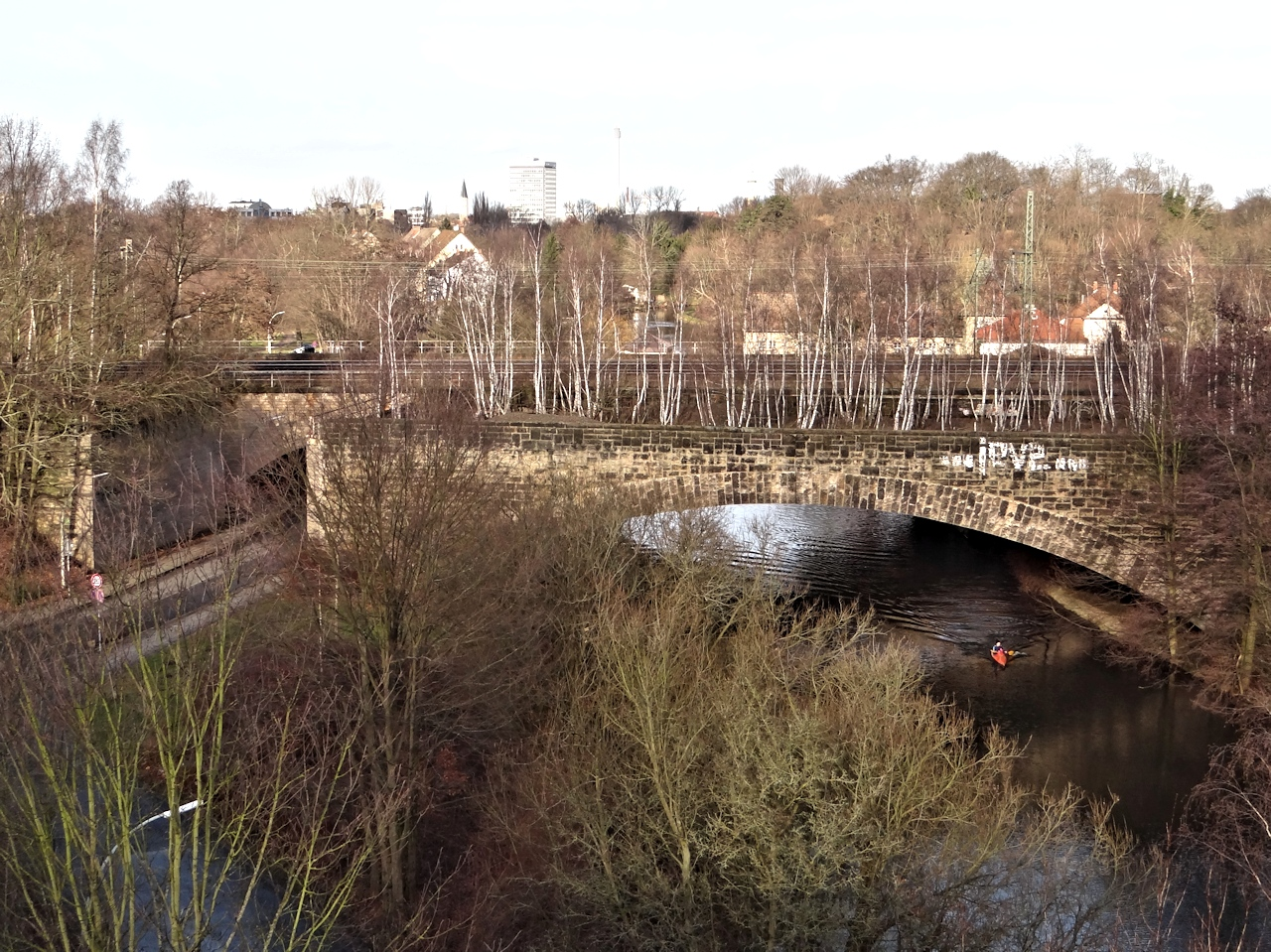
Im Hintergrund die nördliche Eisenbahnbrücke

- Ort: Bahnstrecke nach Hannover und nach Bad Harzburg, früher vom Alten Bahnhof zum Rangierbahnhof. (52° 14′ 42,9″ N, 10° 31′ 20,3″ O)
- Funktion: Eisenbahnbrücke
- Entwurf:
- Ausführung:
- Konstruktionstyp und Material: Stahlbetonbrücke mit Werksteinverkleidung
- Besonderheiten:
- Status: in Betrieb

### Eisenbahnbrücke Eisenbüttel (Süd)
- Baujahr:

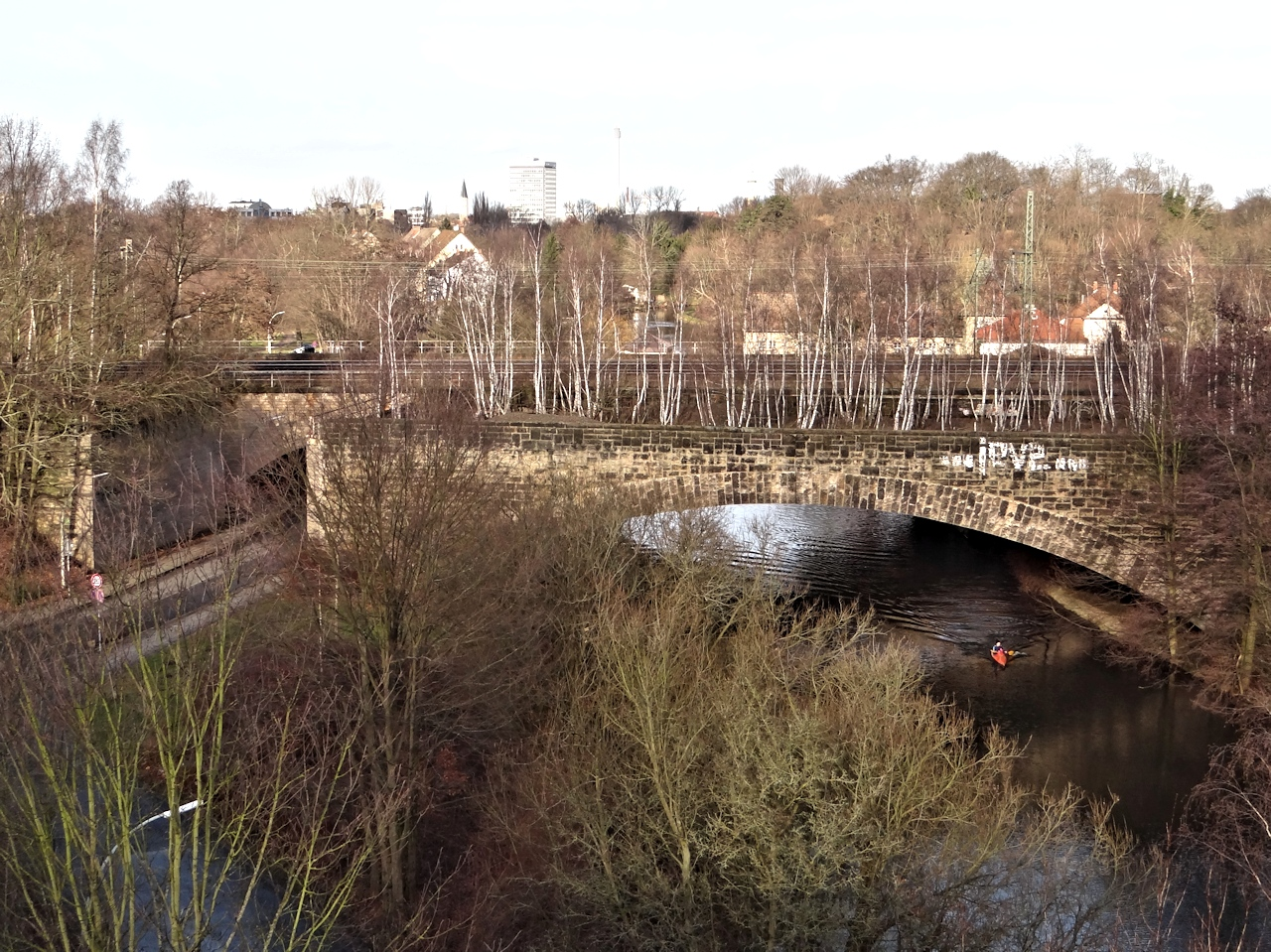
Im Vordergrund die Eisenbahnbrücke mit Lücke über der Straße und Bewuchs

- Ort: Früher vom Alten Bahnhof nach Helmstedt und zum Ostbahnhof. (52° 14′ 42,9″ N, 10° 31′ 20,3″ O)
- Funktion: früher Eisenbahnbrücke
- Entwurf:
- Ausführung:
- Konstruktionstyp und Material: Stahlbetonbrücke mit Werksteinverkleidung
- Besonderheiten:
- Status: außer Betrieb, teilweise abgebrochen

### Straßenbrücke Eisenbüttel
- Baujahr:

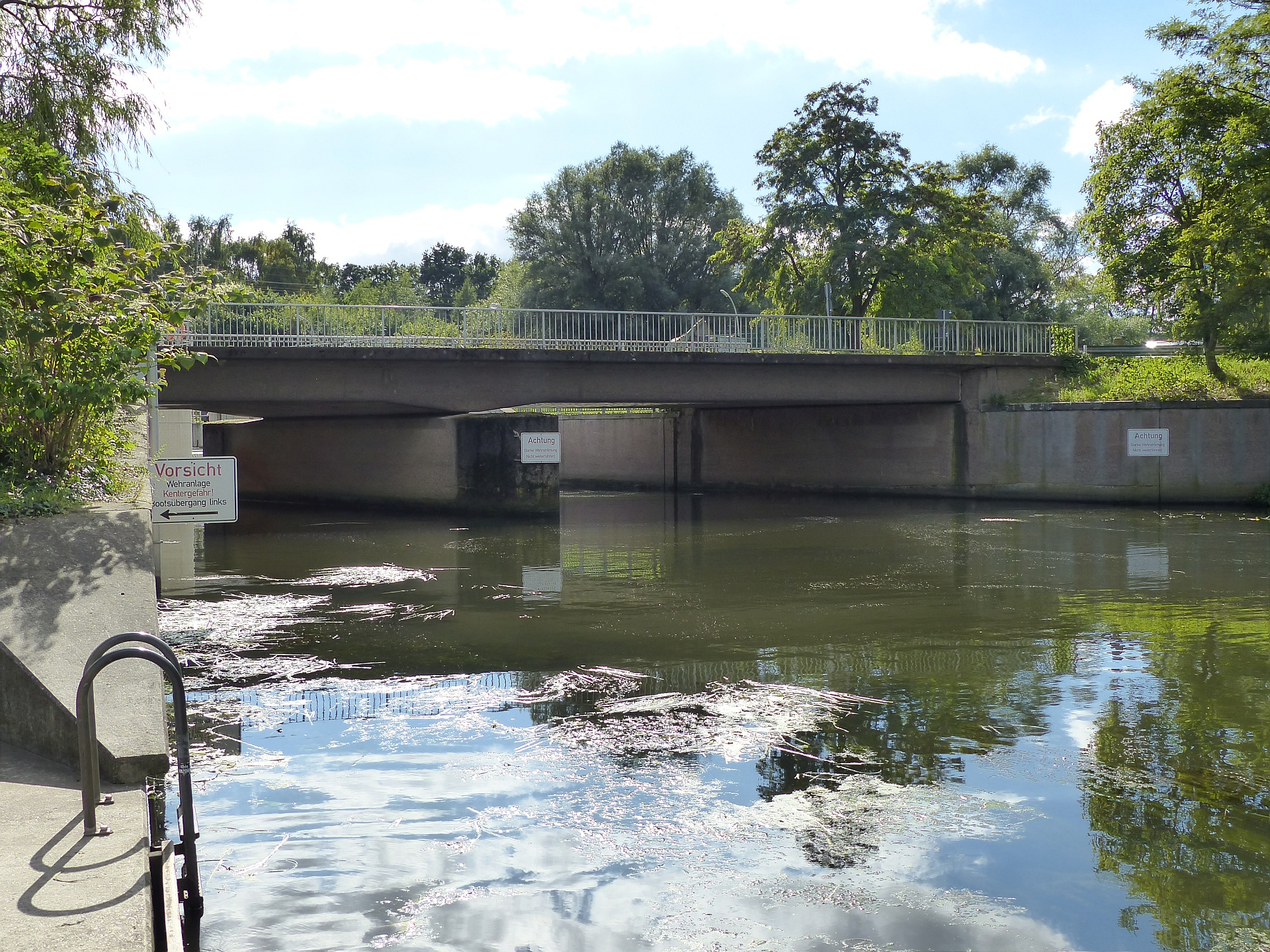
Brücke der Eisenbütteler Straße von Norden

- Ort: Eisenbütteler Straße, Verbindung zwischen Wolfenbütteler Straße und Theodor-Heuss-Straße. (52° 14′ 45,2″ N, 10° 31′ 18,2″ O)
- Funktion: Straßenbrücke mit Fußwegen
- Entwurf:
- Ausführung:
- Konstruktionstyp und Material: Stahlbeton
- Besonderheiten:
- Status: in Betrieb

### Hoheworthbrücke (1949)
- Baujahr: 1949

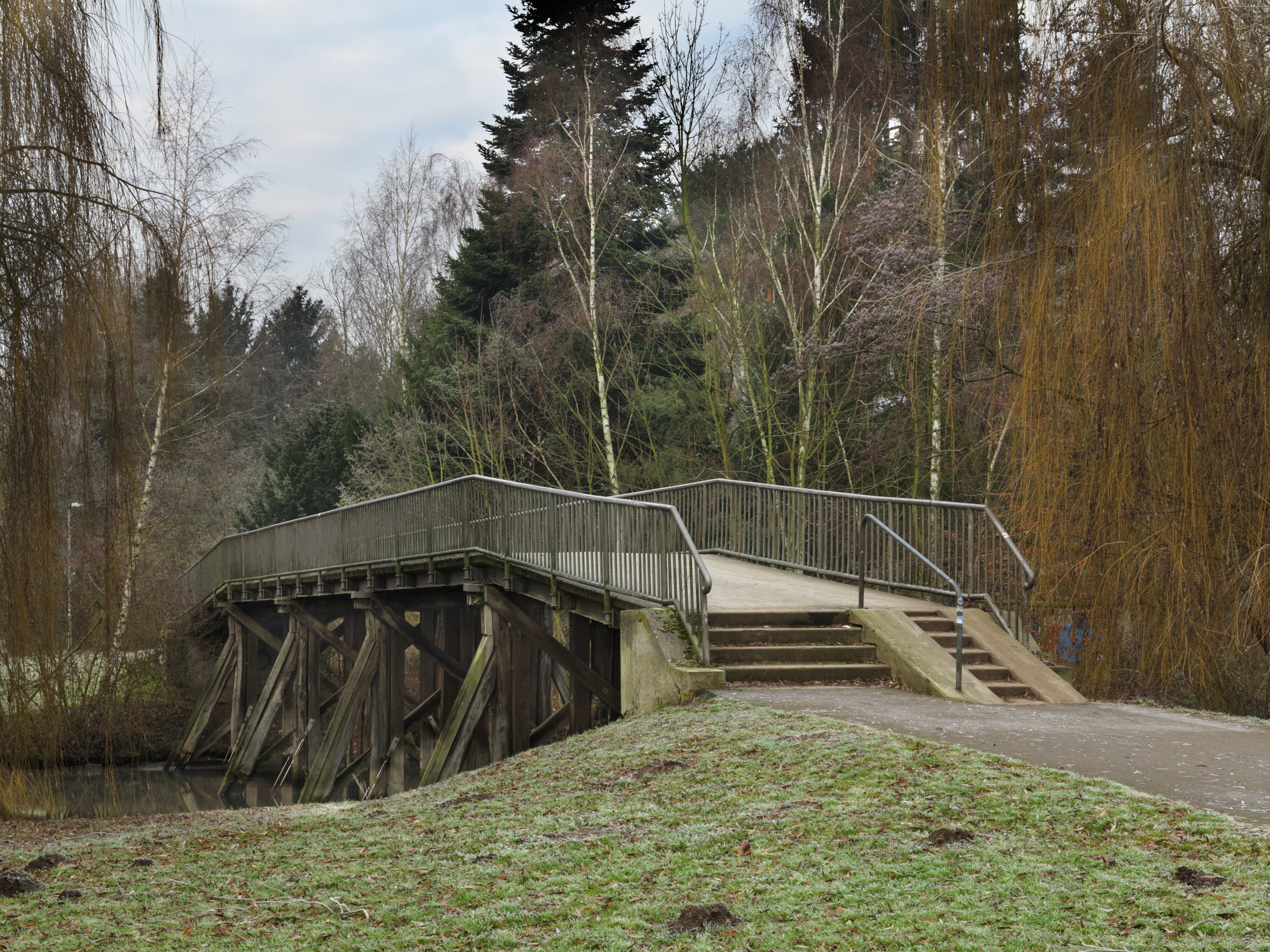
Hoheworthbrücke

- Ort: Bürgerpark, Verbindung zwischen Westlichem Ringgebiet und Viewegsgarten-Bebelhof. (52° 14′ 57,1″ N, 10° 31′ 28,6″ O)
- Funktion: Fußgängerbrücke
- Entwurf:
- Ausführung:
- Konstruktionstyp und Material: hölzernes Tragwerk
- Besonderheiten:
- Status: Abbruch im Jahr 2019

### Hoheworthbrücke (2019)
- Baujahr: 2019

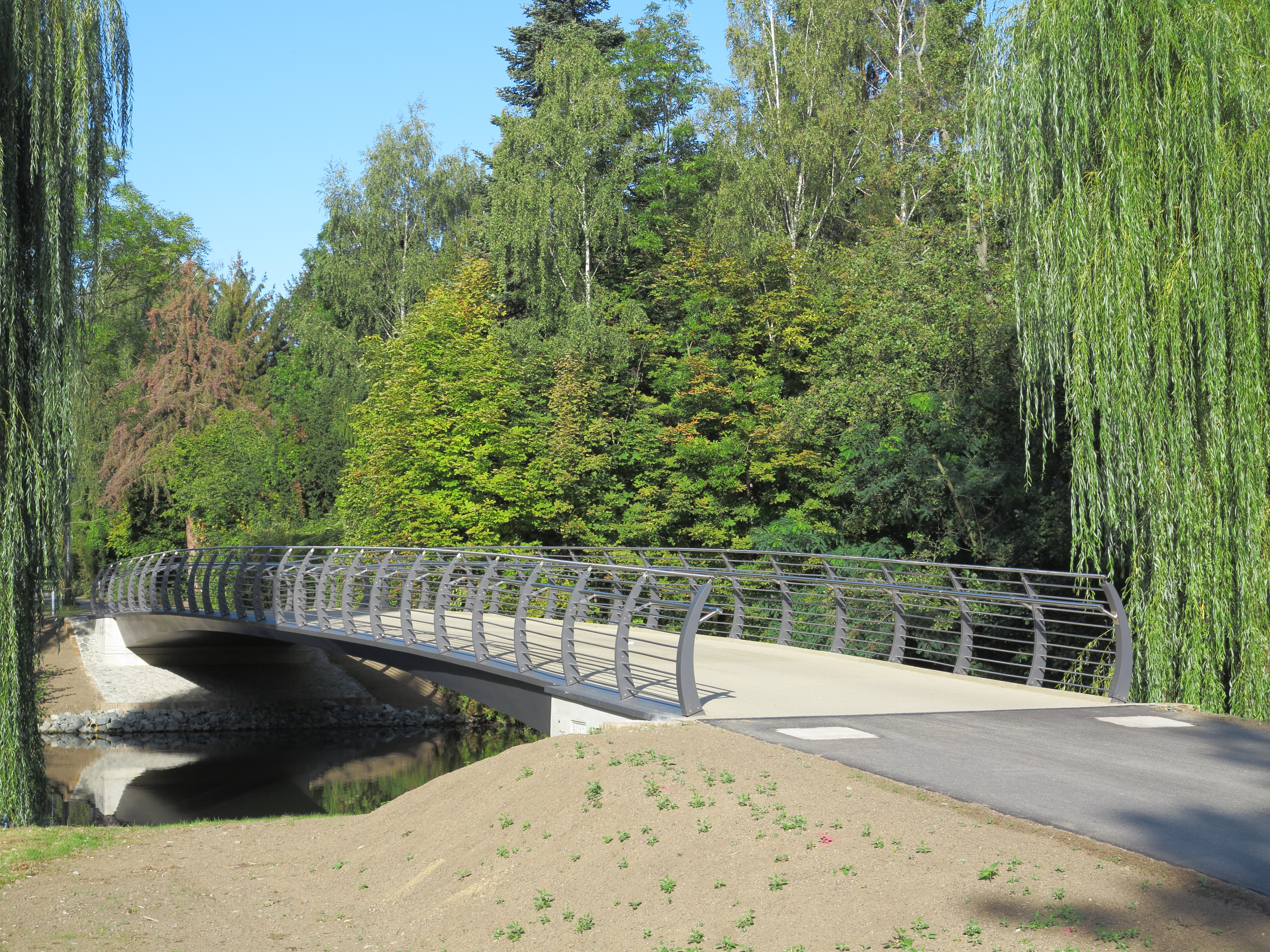
Die neue Hoheworthbrücke

- Ort: Bürgerpark, Verbindung zwischen Westlichem Ringgebiet und Viewegsgarten-Bebelhof. (52° 14′ 57,1″ N, 10° 31′ 28,6″ O)
- Funktion: Fußgängerbrücke
- Entwurf: EHS beratende Ingenieure für Bauwesen, Braunschweig
- Ausführung:
- Konstruktionstyp und Material: integrales Rahmenbauwerk, Stahlhohlkasten
- Besonderheiten:
- Status: in Betrieb

## Brücken nördlich der Okerumflut
Die Brücken nördlich der Umflutgräben, flussabwärts:

### Wendenringbrücke
- Baujahr: 1889

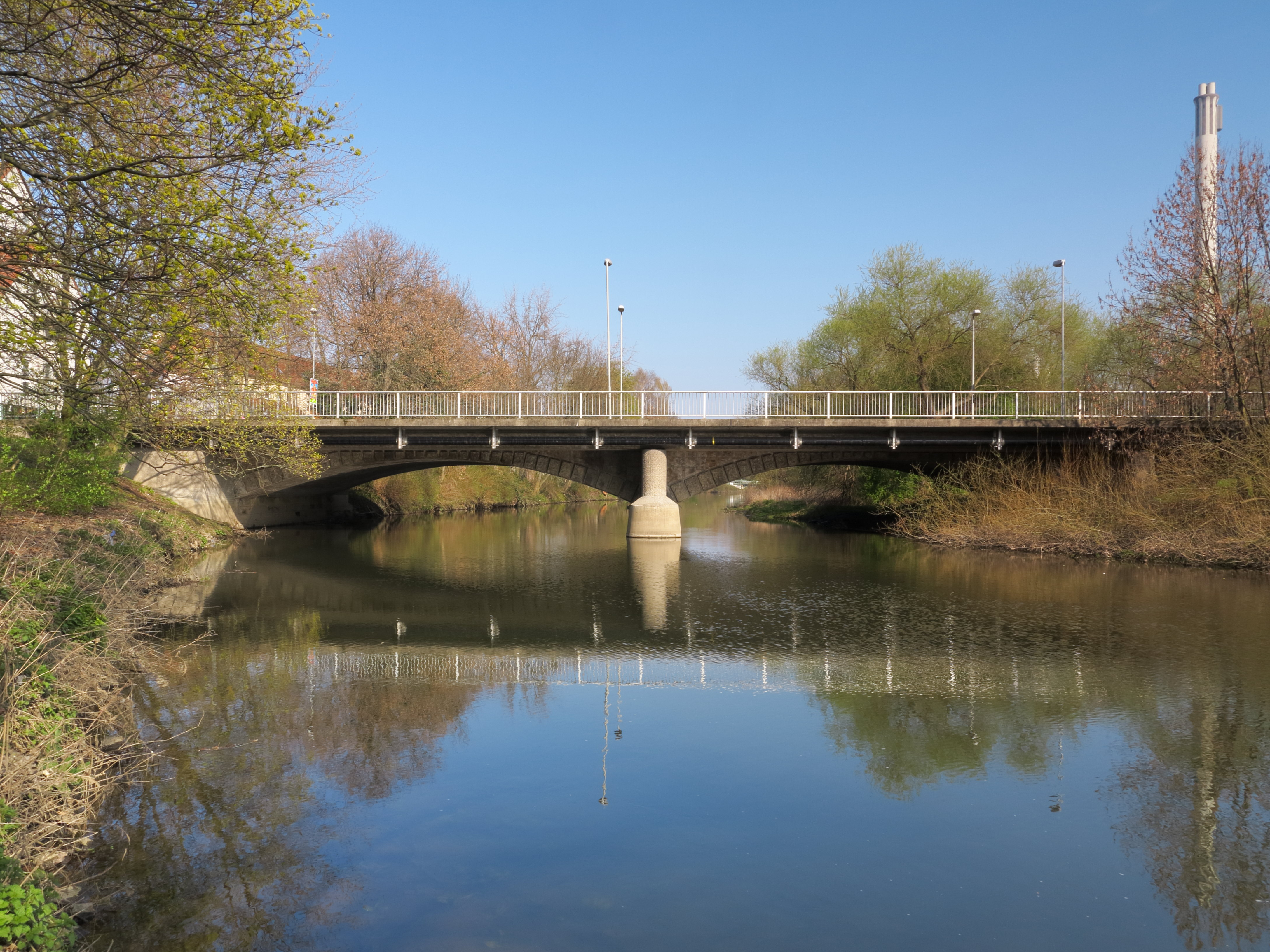
Wendenringbrücke von Süden

- Ort: Verbindet die Nordstadt mit dem westlichen Ringgebiet. (52° 16′ 25,9″ N, 10° 30′ 48,7″ O)
- Funktion: Straßenbrücke mit beidseitigem Fuß-/Radweg
- Entwurf: Ludwig Winter
- Ausführung:
- Konstruktionstyp und Material: Gewölbebrücke aus Werksteinmauerwerk
- Besonderheiten: Die Brücke wurde 1967/1968 mit auskragenden Stahlbetonkonstruktionen verbreitert, wodurch ihr Erscheinungsbild stark verändert wurde.
- Status: in Gebrauch

### Ringgleis-Brücke
- Baujahr: 2016

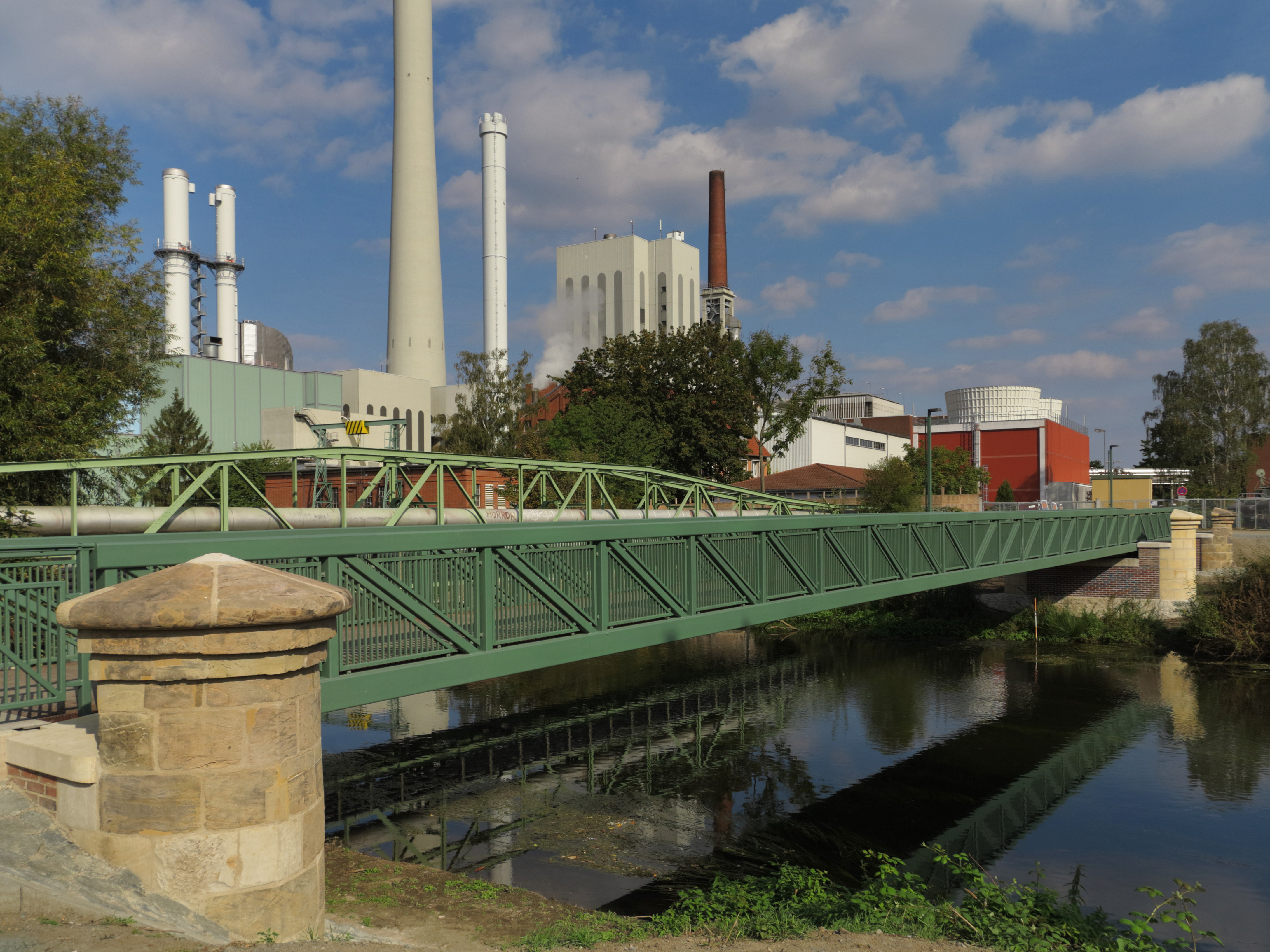
Ringgleis-Brücke

- Ort: Verbindet die Feuerwehrstraße mit dem Eichtal (52° 16′ 37,8″ N, 10° 30′ 44,9″ O)
- Funktion: Fußgängerbrücke
- Entwurf:
- Ausführung:
- Konstruktionstyp und Material: Stahlkonstruktion auf Sandstein-Widerlagern[22]
- Besonderheiten: An dieser Stelle führte das Braunschweiger Ringgleis bis etwa 1984 über die Oker. Im Zuge der Reaktivierung des Ringgleises als Radweg wurde die neue Brücke auf den noch existierenden Widerlagern der alten Bahnbrücke als Fußgängerbrücke wieder aufgebaut.[23]
- Status: Übergabe am 19. September 2016

### Rohrbrücke
- Baujahr:

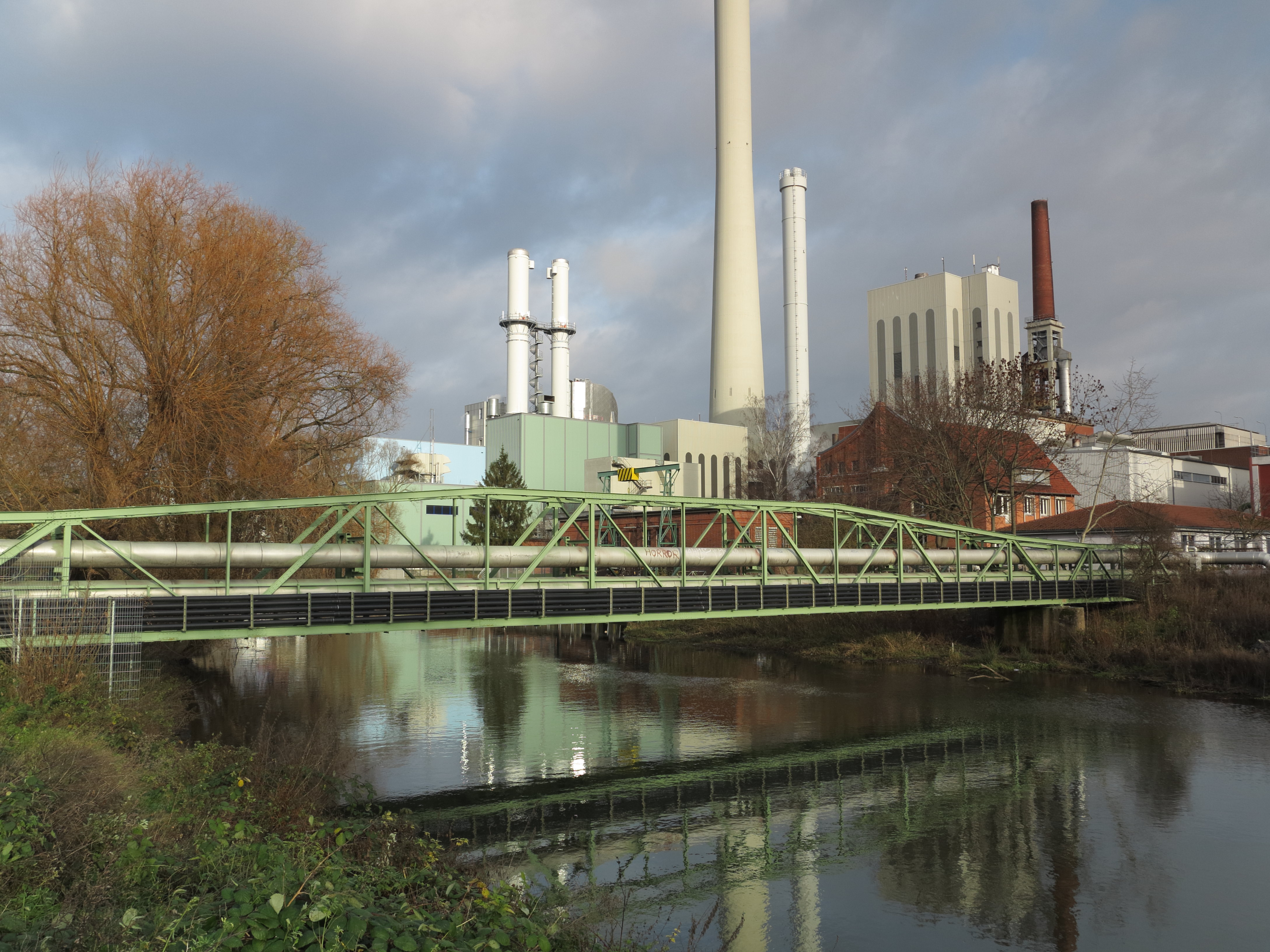
Rohrbrücke vor Heizkraftwerk Mitte

- Ort: Verbindet die Nordstadt mit dem westlichen Ringgebiet. (52° 16′ 38,3″ N, 10° 30′ 45,2″ O)
- Funktion: Rohrleitungsbrücke für Fernwärmeleitungen über die Oker
- Entwurf:
- Ausführung:
- Konstruktionstyp und Material: Stahlrohrkonstruktion
- Besonderheiten:
- Status: in Gebrauch

### Autobahnbrücke A392
- Baujahr:

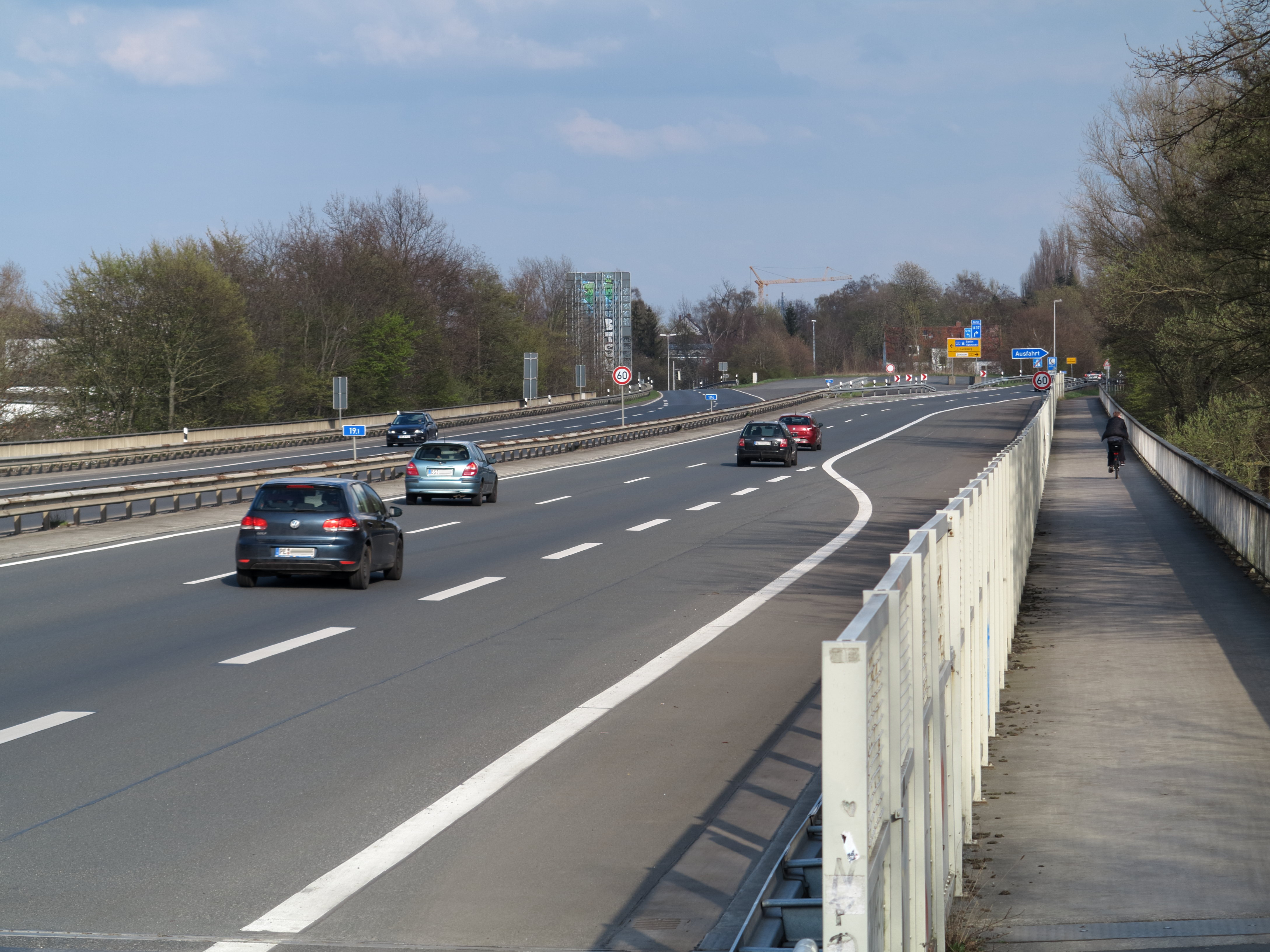
Blickrichtung Ost

- Ort: Autobahnquerung der A392 über die Oker bei der Hamburger Straße. (52° 16′ 54,1″ N, 10° 30′ 44,1″ O)
- Funktion: Mehrstreifige Autobahnbrücke mit abgetrenntem Rad-/Fußweg
- Entwurf:
- Ausführung:
- Konstruktionstyp und Material: Stahlbetonkonstruktion
- Besonderheiten:
- Status: in Gebrauch

### Fußgängerbrücke Biberweg (1986)
- Baujahr: 1986

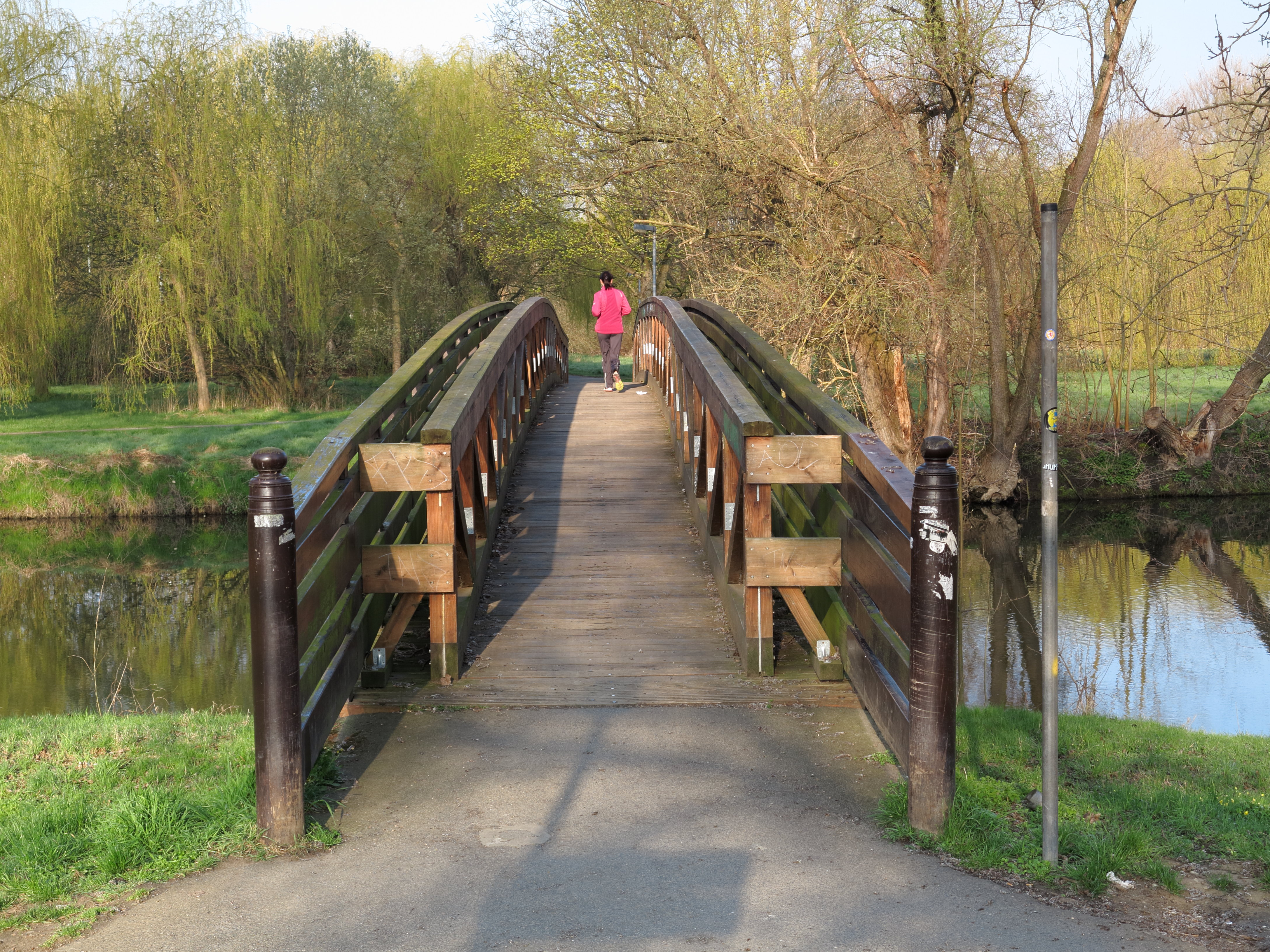
Ehemalige Okerbrücke Biberweg

- Ort: Zwischen Ölper und dem Schwarzen Berg. (52° 17′ 6,4″ N, 10° 30′ 45,1″ O)
- Funktion: Brücke für Fußgänger und Radfahrer
- Entwurf:
- Ausführung:
- Konstruktionstyp und Material: Holzbrücke
- Besonderheiten: Die Holzkonstruktion war teilweise von einem Pilz angegriffen. Es wurden deshalb tragende Holzfachwerke aufgebaut. Aus statischen Gründen war zugleich die Reduzierung der Lauffläche auf eineinhalb Meter erforderlich.
- Status: abgebrochen

### Fußgängerbrücke Biberweg (2020)
- Baujahr: 2020

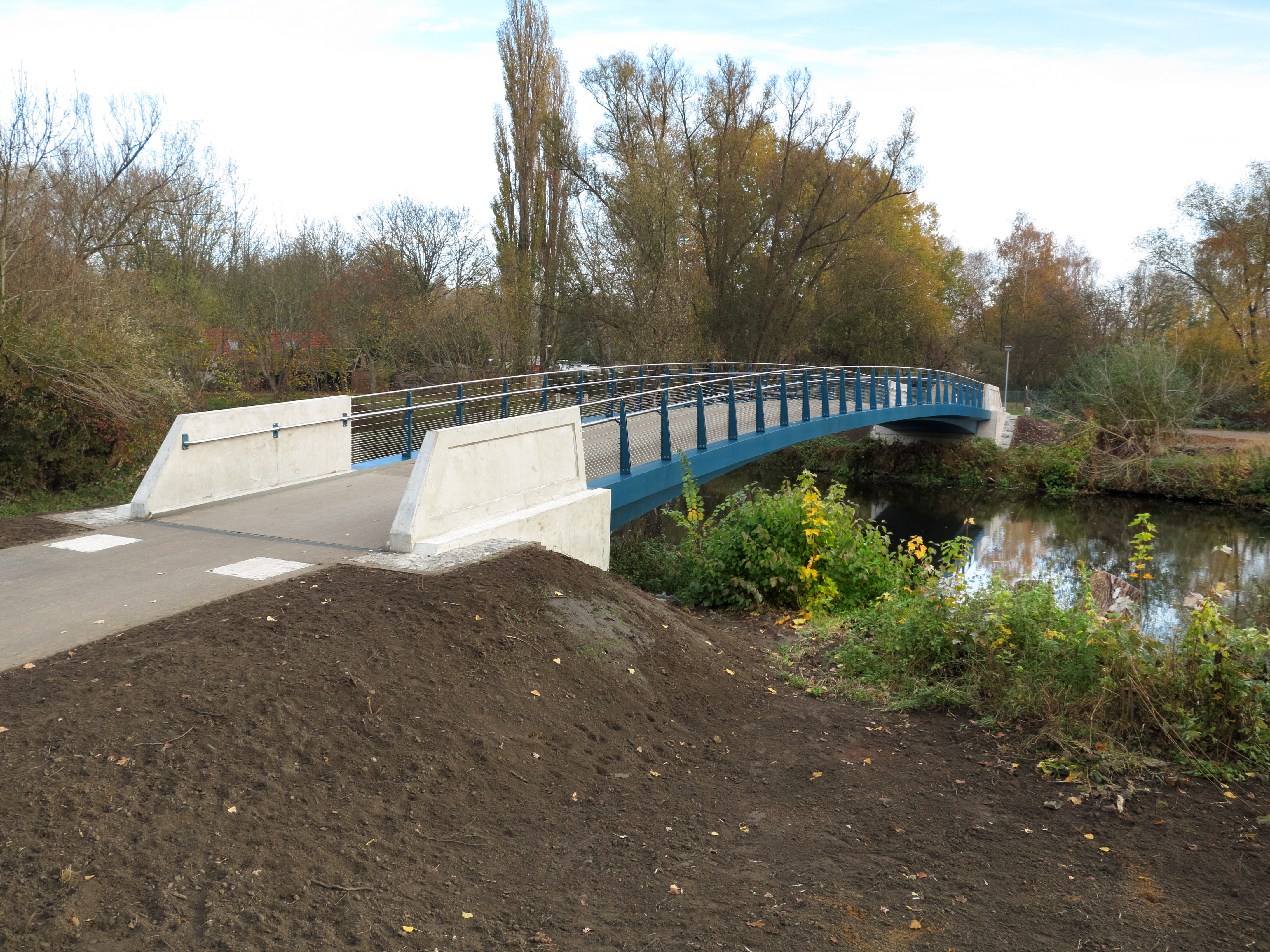
Okerbrücke Biberweg

- Ort: Zwischen Ölper und dem Schwarzen Berg. (52° 17′ 7,2″ N, 10° 30′ 44,9″ O)
- Funktion: Brücke für Fußgänger und Radfahrer
- Entwurf:
- Ausführung: RST Ingenieurbau, Thale
- Konstruktionstyp und Material: Stahlhohlkasten
- Besonderheiten:
- Status: in Betrieb

### Ölper Wehr
- Baujahr:

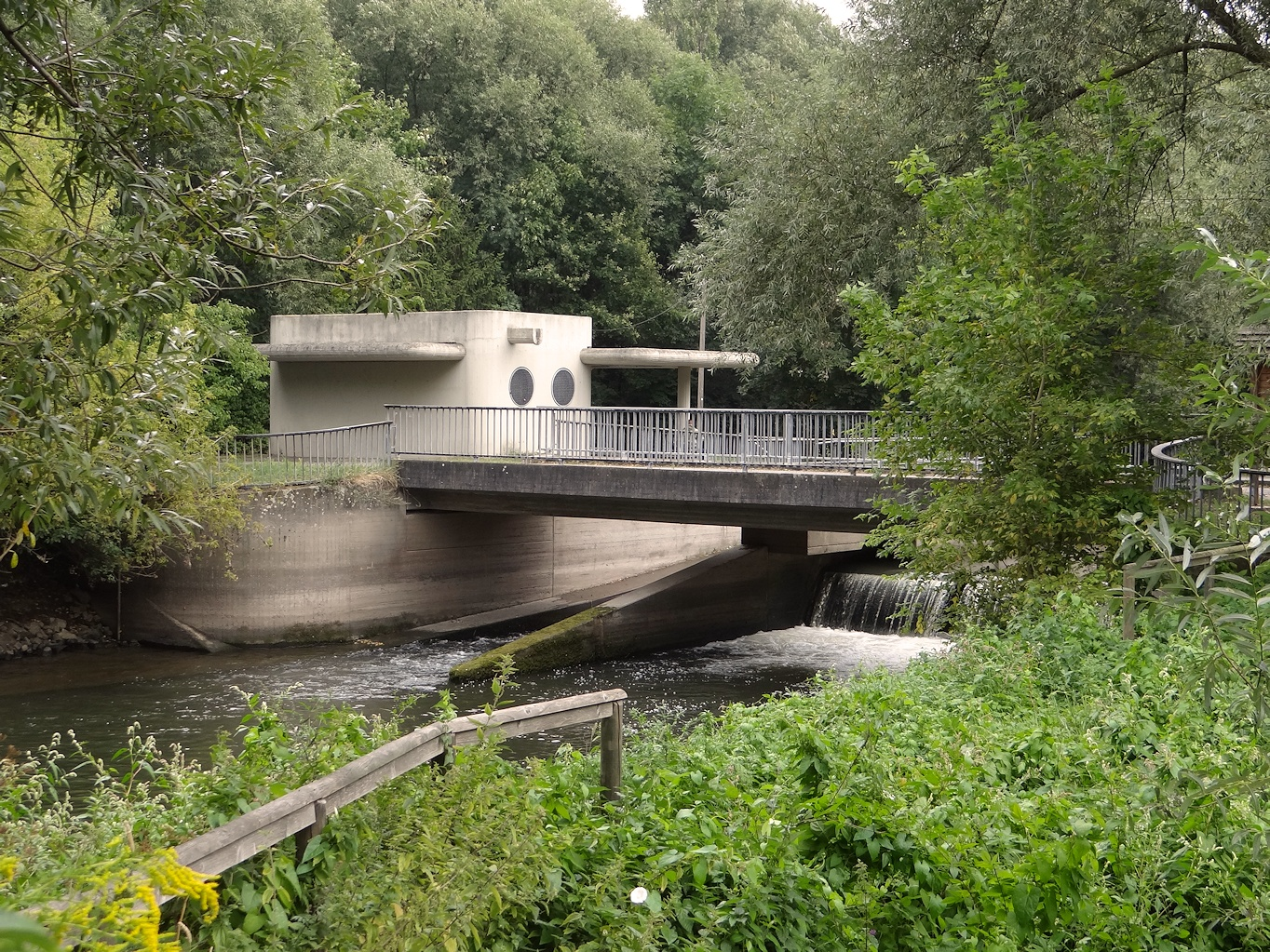
Ölper Wehr mit Brücke, Blickrichtung flussaufwärts

- Ort: Verbindet Ölper mit dem Gebiet um den Ölpersee. (52° 17′ 21″ N, 10° 29′ 57,9″ O)
- Funktion: Straßenbrücke
- Entwurf:
- Ausführung:
- Konstruktionstyp und Material: Stahlbeton
- Besonderheiten: für motorisierten Verkehr gesperrt
- Status: in Gebrauch

### Industriegleis
- Baujahr:

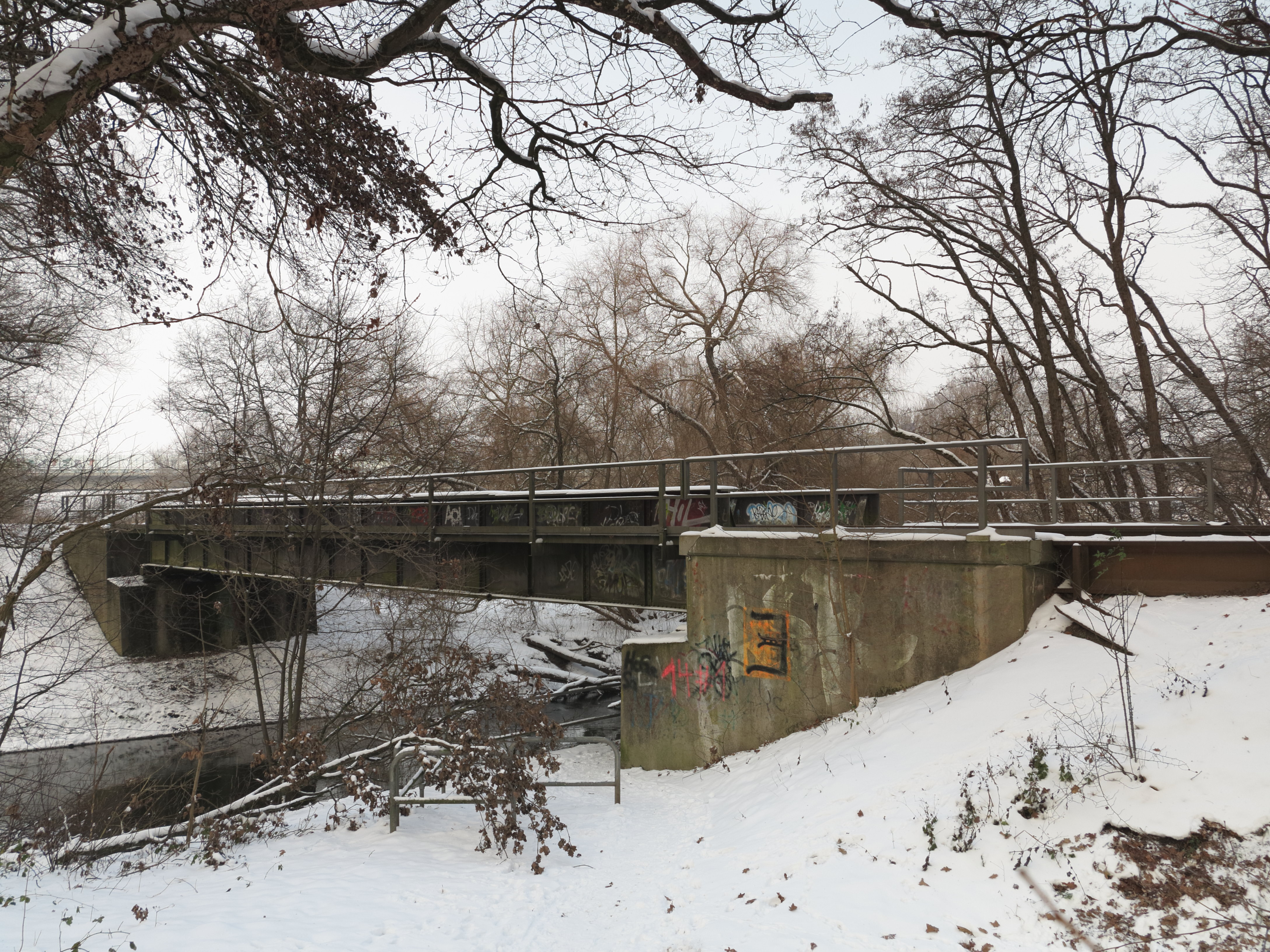
Das Industriegleis am Schwarzen Berg

- Ort: Bullenwinkel beim Schwarzen Berg (52° 17′ 42,1″ N, 10° 30′ 6,9″ O)
- Funktion: Eisenbahnbrücke, früher Bahnstrecke Celle–Braunschweig, heute Güterverkehr nach Watenbüttel und Harvesse
- Entwurf:
- Ausführung:
- Konstruktionstyp und Material: Stahlbrücke
- Besonderheiten:
- Status: in Betrieb

### Autobahnbrücke A391
- Baujahr:
- Ort: Braunschweiger Okeraue (52° 17′ 41,4″ N, 10° 29′ 51,7″ O)
- Funktion: Mehrstreifige Autobahnbrücke
- Entwurf:
- Ausführung: Fa. Ludwig Freytag
- Konstruktionstyp und Material: Stahlbetonkonstruktion
- Besonderheiten: überquert außer der Oker auch die Braunschweiger Okeraue und ein Industriegleis
- Status: in Betrieb

### Okerbrücke Wiesental
- Baujahr:

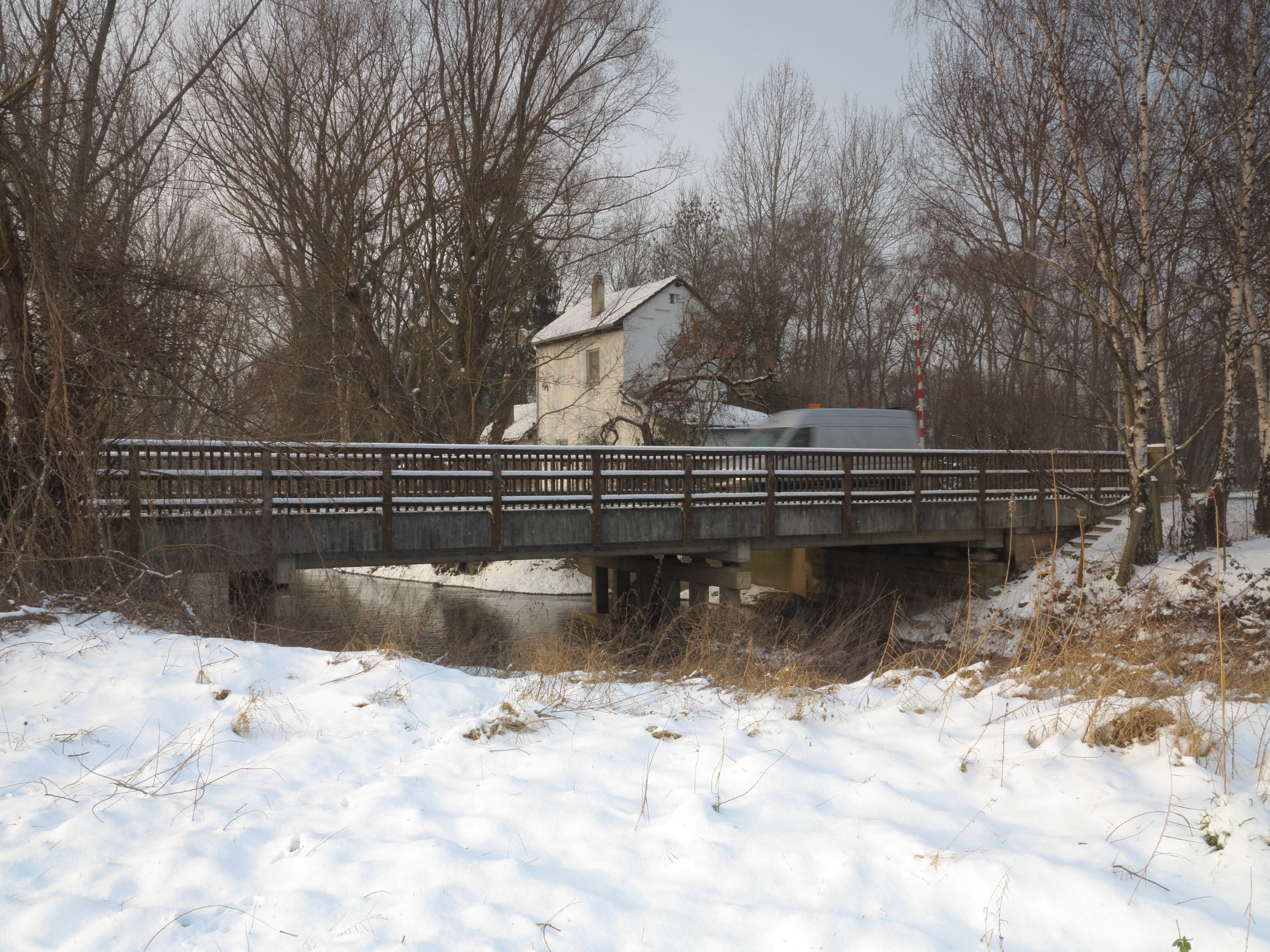
Okerbrücke Wiesental

- Ort: Überquert die Oker bei Veltenhof.(52° 18′ 5,1″ N, 10° 29′ 18,1″ O)
- Funktion: Straßenbrücke
- Entwurf:
- Ausführung:
- Konstruktionstyp und Material: Stahlbetonbrücke
- Besonderheiten:
- Status: in Gebrauch